# Lyon à la Renaissance

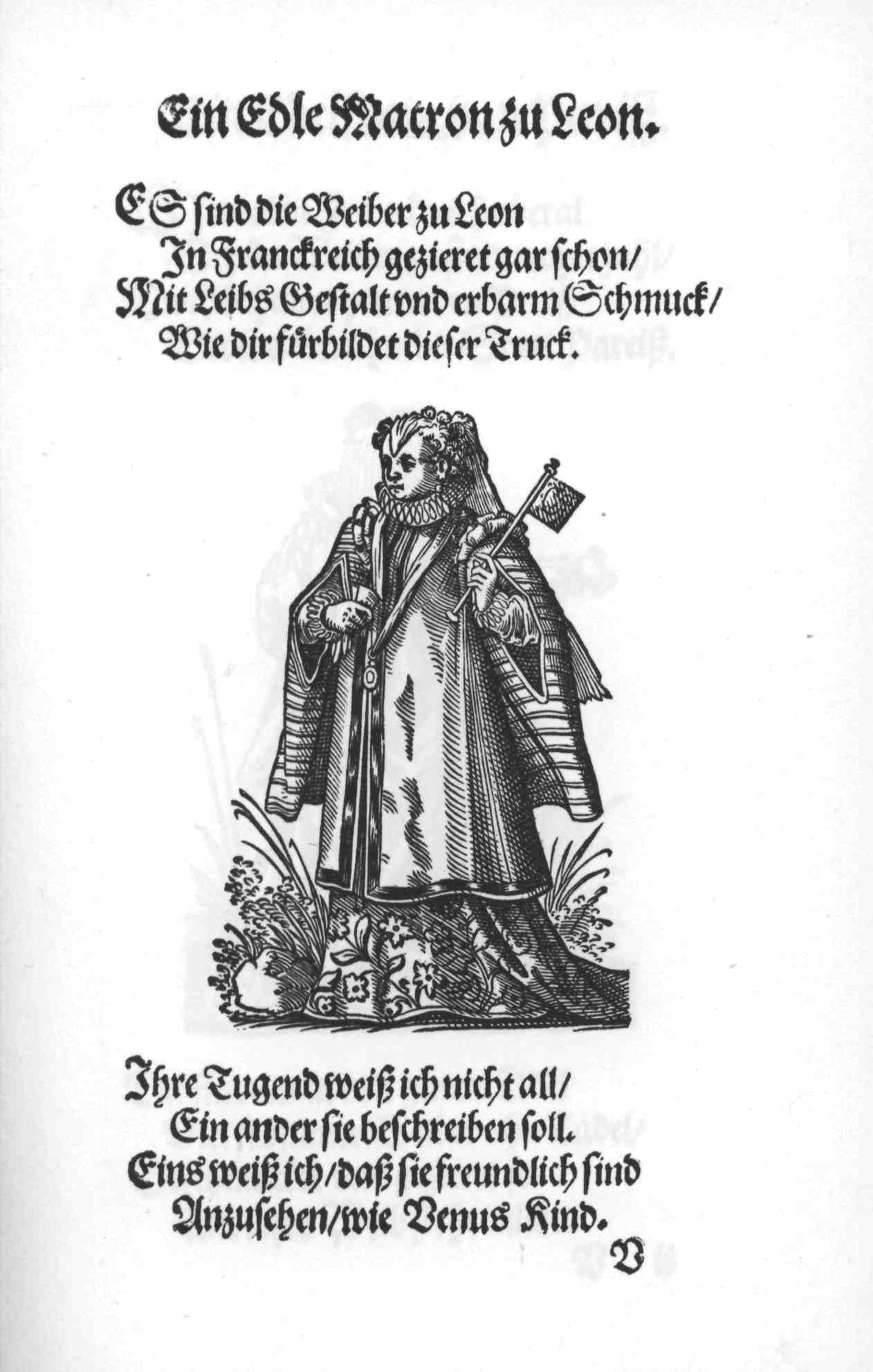
Lyon, figurée en femme dans l'ouvrage de Conrad Lautenbach, dit "x, Torrentinus Mutislariensis" de 1586, dessin gravé par Jost Amman.

La Renaissance à Lyon concerne l'histoire de la cité lyonnaise durant la Renaissance.
Elle commence au milieu du XVe siècle, avec l'instauration des foires de Lyon par le roi de France Charles VII. Cet événement place soudain la cité au cœur du grand commerce européen et dynamise la cité épiscopale. Rapidement, de nombreux étrangers, essentiellement italiens, viennent s'installer en ville, qui devient un phare de la Renaissance, avec notamment des activités bancaire et éditoriale intenses. Cette époque est également marquée par l'arrivée de l'industrie de la soie, avec un premier apogée dans son développement. Durant les guerres de religion la cité connait une prise du pouvoir militaire temporaire par les protestants, puis les vêpres lyonnaises, massacre de ces derniers suivant la Saint-Barthélémy. Un temps ligueuse, la ville se range du côté du roi Henri IV après sa conversion au catholicisme. Mais ce dernier réforme le consulat pour s'assurer par la suite de la fidélité de la ville.

## La ville et ses habitants
1. Topographie et architecture
- Morphologie du bâti civil
- Évolutions générales
- Les quartiers de la ville
2. Démographie et immigration
3. Les institutions
- Le consulat
- La milice municipale
- Les confréries
- Les institutions hospitalières et d'assistance
- La justice
- Le gouverneur
- Le bureau des finances
- Les nations étrangères

La cité rhodanienne connait une grande expansion à la Renaissance, démographique et urbaine. Elle ne s'étend pas significativement mais se densifie par rehaussement d'immeubles et lotissement de parties vierges. Portée par l'enrichissement, de nombreux immeubles sont bâtis en pierre, sans que de grands édifices de prestige voient le jour.
La plus importante institution lyonnaise est le consulat, dont les relais au sein de la population passe essentiellement par les pennons pour ses pouvoirs de police, et l'Aumône générale. L'échiquier politique est complété par le gouverneur et les nations étrangères.

### Topographie et architecture

Plan de la ville de Lyon au milieu du XVIe siècle.

Portée par un enrichissement soutenu, la ville se développe et se reconstruit constamment. Sa morphologie générale ne bouge pas beaucoup ; elle ne s'étale pas, elle se densifie. Les jardins se réduisent progressivement, les maisons sont reconstruites sur place avec quelques étages de plus. Toutefois, le sud de la Presqu'île tout comme les pentes des collines ne s'urbanisent pas.
Le consulat, confronté à la transformation des fonctions et de l'importance socio-économique de leur cité, tente d'adapter un urbanisme encore typiquement médiéval au début de cette période (rues étroites, places publiques peu nombreuses, quartiers homogènes entre eux) à des fonctions nouvelles. Durant les cent cinquante ans de la Renaissance lyonnaise, les élites de la cité parviennent à la faire évoluer largement ; les quartiers s'individualisent et se spécialisent, les places apparaissent, les voies de communication importantes sont aménagées. Ils ne parviennent toutefois pas à concrétiser leur ambition de, à l'instar d'autres grandes cités européennes de l'époque, magnifier leur cité par des ouvrages monumentaux.

#### Morphologie du bâti civil

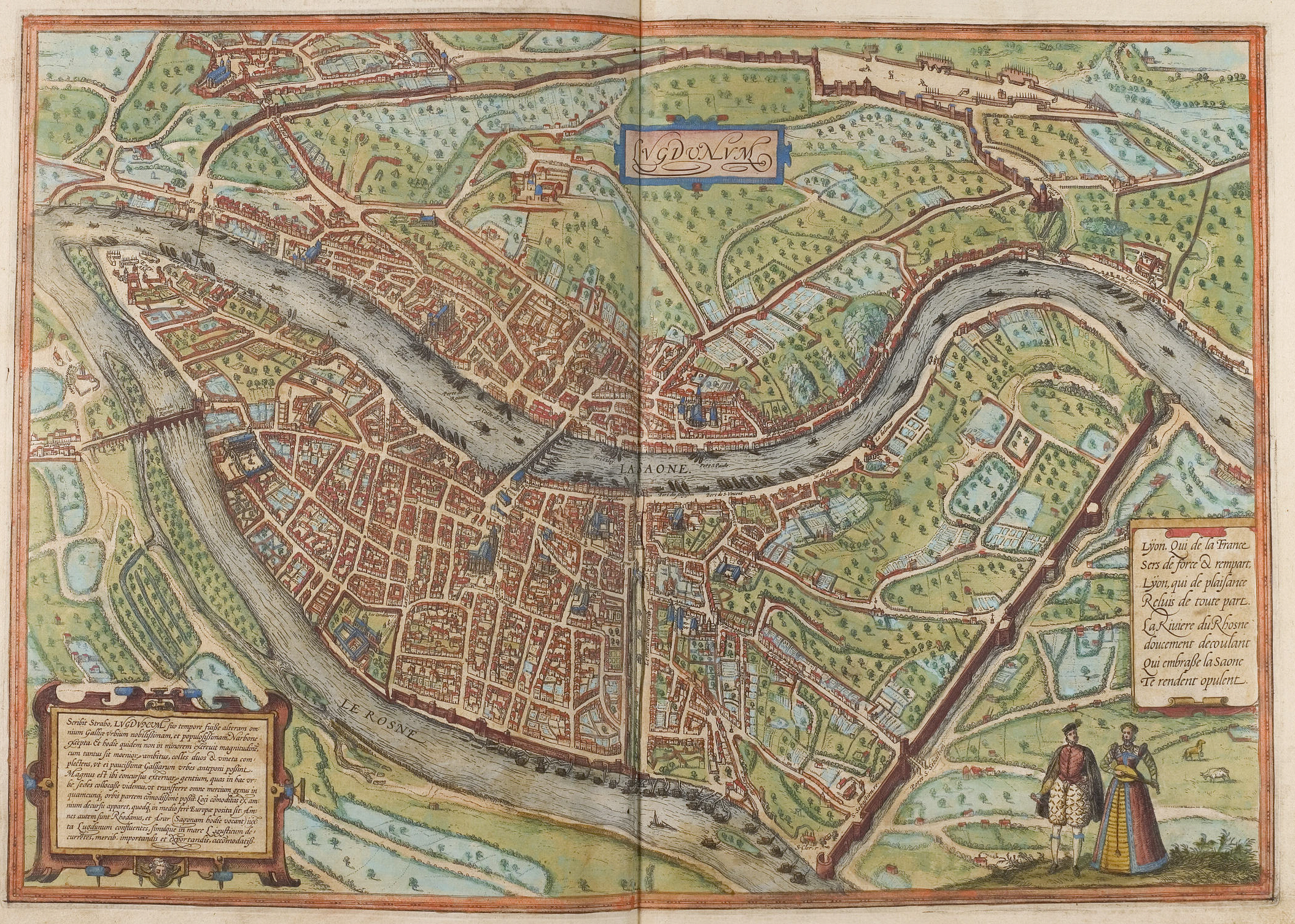
Carte de Georg Braun réalisée en 1572 et contenue dans le Civitates orbis terrarum..

L'élévation du nombre d'habitants par maison est concomitant de l'essor économique débutant autour de 1460. La rive droite de la Saône, en particulier, entame un mouvement de destruction des vieilles bâtisses pour reconstruire plus haut et plus riche. Les espaces encore cultivés disparaissent à cette époque, et au cours du XVIe siècle, toutes les habitations susceptibles d'être surélevées le sont. Jusqu'aux années 1500, les architectures sont d'inspiration gothique, pour évoluer ensuite vers un mélange confus où toutes sortes de styles s'entremêlent. La richesse de la ville permet aux bâtisseurs de renouveler l'art gothique des édifices, sans que le style Renaissance parvienne à s'imposer. C'est de cette densification intense que naissent les traboules, chemins privés devenant par la force des choses voies semi-publiques, mais au statut toujours ambigu, qu'empruntent les piétons forcés par l'étroitesse des voies et leur engorgement à trouver des passages différents.
Il est difficile d'avoir une vue générale de la morphologie des maisons de cette époque, même le vaste ensemble du quartier du Vieux Lyon possède de nombreux immeubles reconstruits partiellement durant les siècles suivants. En règle générale, les bâtiments sont étroits, entre cinq et six mètres, et profonds jusqu'à une vingtaine de mètres ; ils sont généralement dotés de deux étages. Chacun d'entre eux peut être relié à un second bâtiment à l'arrière, jusqu'à 4 bâtiments (la "Grande Traboule"), réuni au premier par des galeries à chaque étage, elles-mêmes accessibles par un escalier à vis. À côté de ces demeures du commun, de nombreuses maisons somptueuses sont bâties dès le XVe siècle, comme la maison de la Rose, rue Mercière, possédée par le conseiller Ennemond de Syvrieu puis par Jacques Cœur. Mais c'est au XVIe siècle que les plus grandes demeures ayant des éléments de style Renaissance sont construites. Ces demeures de prestige montrent de manière claire le mélange progressif du gothique médiéval avec des ajouts par petites touches d'éléments antiques issus de la renaissance architecturale italienne. « Les nervures ogivales, les moulures en « boudin » ou les ornements qui rappellent les végétaux disparaissent au profit de formes géométriques venues de l'antiquité par l'intermédiaire de l'Italie. On peut trouver par exemple des grecques, des pilastres cannelés ou des frontons triangulaires ».

#### Évolutions générales

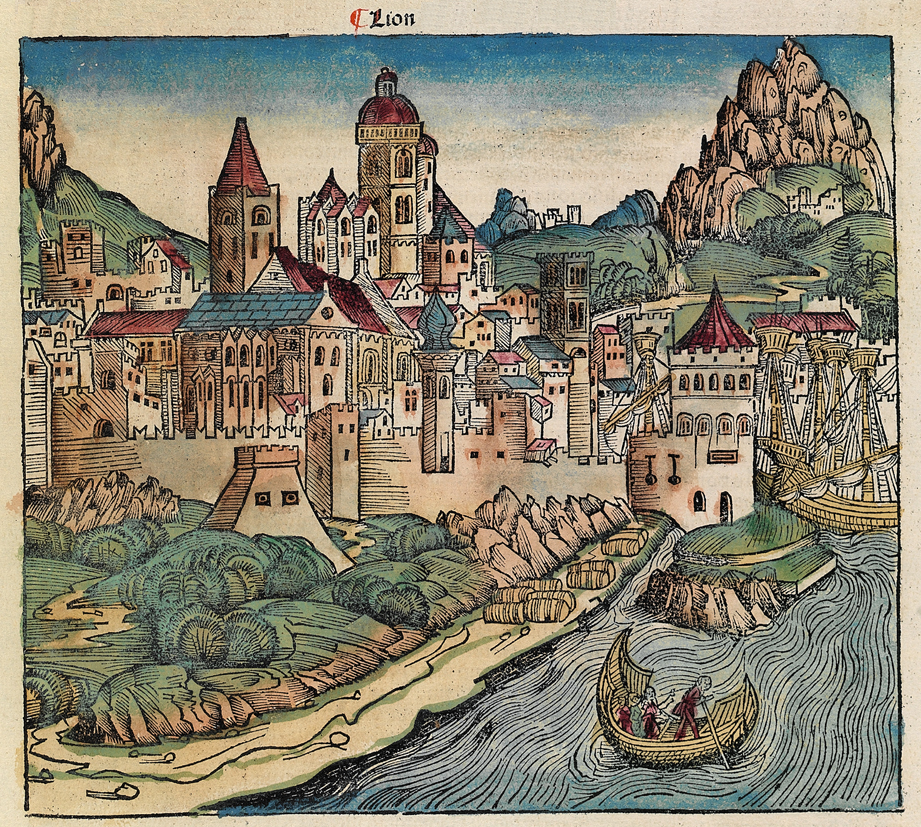
Illustration de Lyon dans le Schedelsche Weltchronik de Hartmann Schedel, 1493.

Malgré les résistances et le manque de moyen permanent du consulat, il est possible de détecter de nombreuses transformations dans le tissu urbain ; selon quatre grandes phases successives.
Entre le milieu du XVe siècle et 1500, la cité se densifie sans qu'il n'y ai beaucoup de nouvelles constructions, par élévation des bâtiments existants. La prospérité revient en ville à partir des années 1460, mais il faut du temps pour revenir à un niveau d'avant la guerre de cent ans. Dans les années 1468 - 1470, le consulat autorise la construction de quelques maisons rue Mercière ou à la Saulnerie ; mais dans le même temps, il envisage la destruction du bourg Saint-Vincent pour renforcer les défenses au nord ou autorise la destruction d'une ruelle pour l'agrandissement du cloître des Grandes Carmes. Les signes visibles d'une certaine évolutions urbaines sont les ouvertures de deux ports sur la Saône, de Saint-Éloi en 1482-1483 et Saint-Paul en 1485-1490, indices clairs d'une reprise économiques.
Entre 1500 et 1540, De nouvelles constructions sont bâties sur les friches et jardins. La ville se densifie par suppression progressive des espaces libres, « reprenant ainsi une expansion horizontale qu'elle n'avait plus connu depuis le milieu du XIIIe siècle ».
Ce n'est qu'entre 1540 et 1560 que la voirie commence à être rationalisée. De nouvelles places publiques sont réalisées.
Enfin, entre 1560 et 1600, malgré quelques transformations décidée par le pouvoir protestant et liées aux problématiques militaires de circulation sur les grands axes, l'urbanisme se stabilise, les crises politiques et économiques réduisant les moyens de tous.
Il n'existe toutefois pas à Lyon de force politique suffisamment puissante pour mobiliser des capitaux, porter un projet d'envergure et vaincre les réticences, comme à Paris ou dans les grandes villes italiennes, ce qui explique qu'il n'y ai pas eu de construction monumentales destinées à glorifier la ville. Plusieurs projets d'importance, élaborés au milieu du XVIe siècle, au faîte de la prospérité lyonnaise, concernent la reconstruction de la place du Change, centre des affaires et des échanges lyonnais ou l'édification d'un palais civique. Aucun n'aboutit,.

##### Transformations urbaines

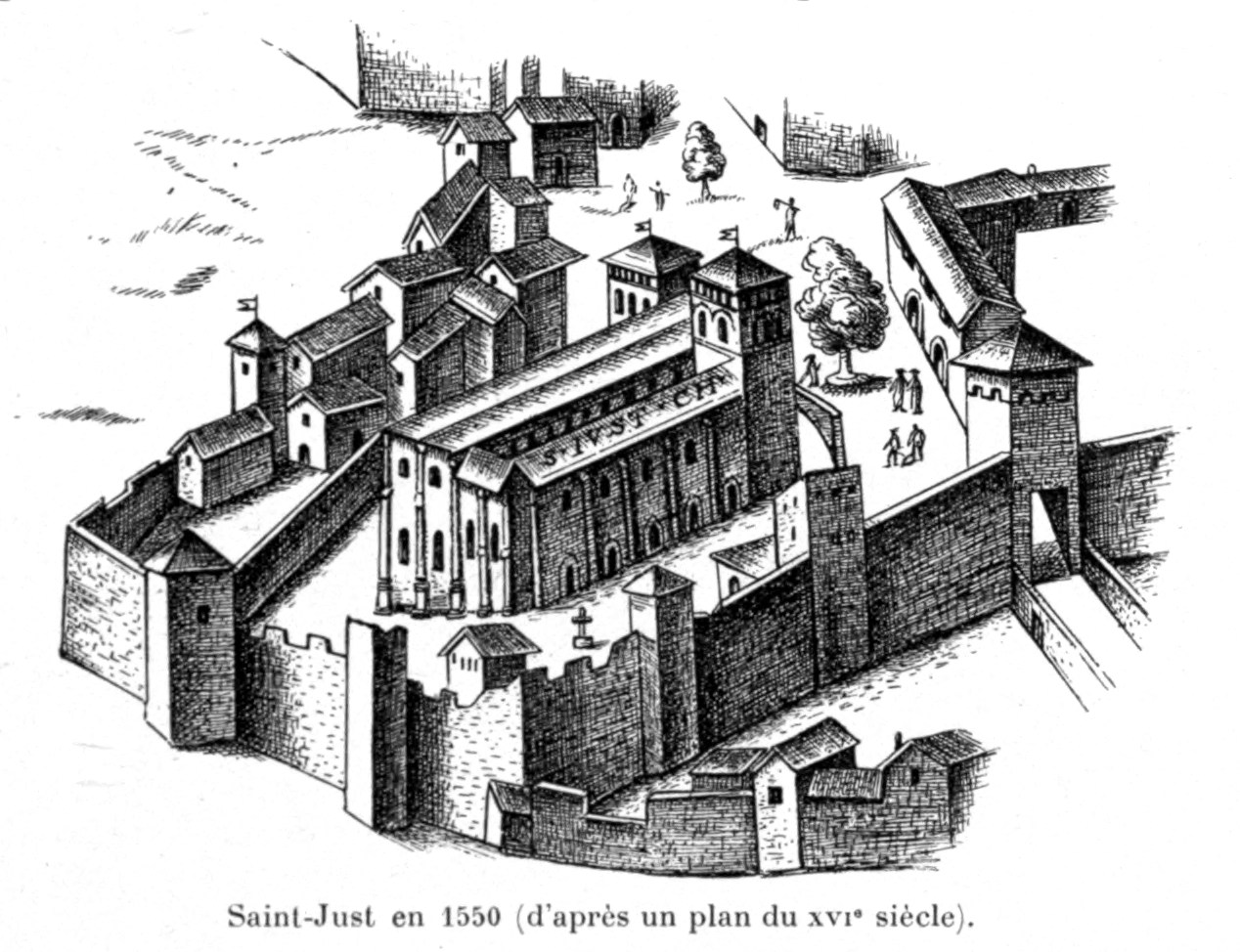
Le cloître Saint-Just, détruit par les protestants en 1562. Gravure extraite de l’Histoire des églises et chapelles de Lyon de Jean-Baptiste Martin, 1908.

La cité lyonnaise doit s'adapter à une population accrue, plus riche, et à un afflux très important de personnes et marchandises quatre fois dans l'année, pour les foires. Cette évolution ne se fait pas sans heurts ni résistances, et certaines transformations urbaines importantes seront l'œuvre autoritaire du consulat protestant, qui prend de force des mesures discutées et attendues depuis longtemps.
Ainsi, aux pieds des pentes de Fourvière, le cloître des chanoines de la cathédrale Saint-Jean est ouvert de force par le baron des Adrets, qui abat leurs murailles en 1562. Sur la Presqu'île, plusieurs cimetières de couvents ou d'églises sont transformés en places : celui des Jacobins en 1562, des Cordeliers en 1567 ou de l'église Saint-Nizier en 1593. La zone de l'actuelle place Bellecour est un terrain militaire ; il est plusieurs fois aménagé. Au pied des pentes de la Croix-Rousse, l'antique fossé des Terreaux est comblé, pour permettre l'extension urbaine sur le bas de la colline. Dans le même domaine militaire, le cloître fortifié de Saint-Just est démantelé entre mai et septembre, mais le projet existe depuis 1525. Supprimer les faiblesses dans les murailles, posséder des places pour l'entraînement des manœuvres, tout ceci a pour but de préparer la ville à un affrontement que les protestants savent très probable.

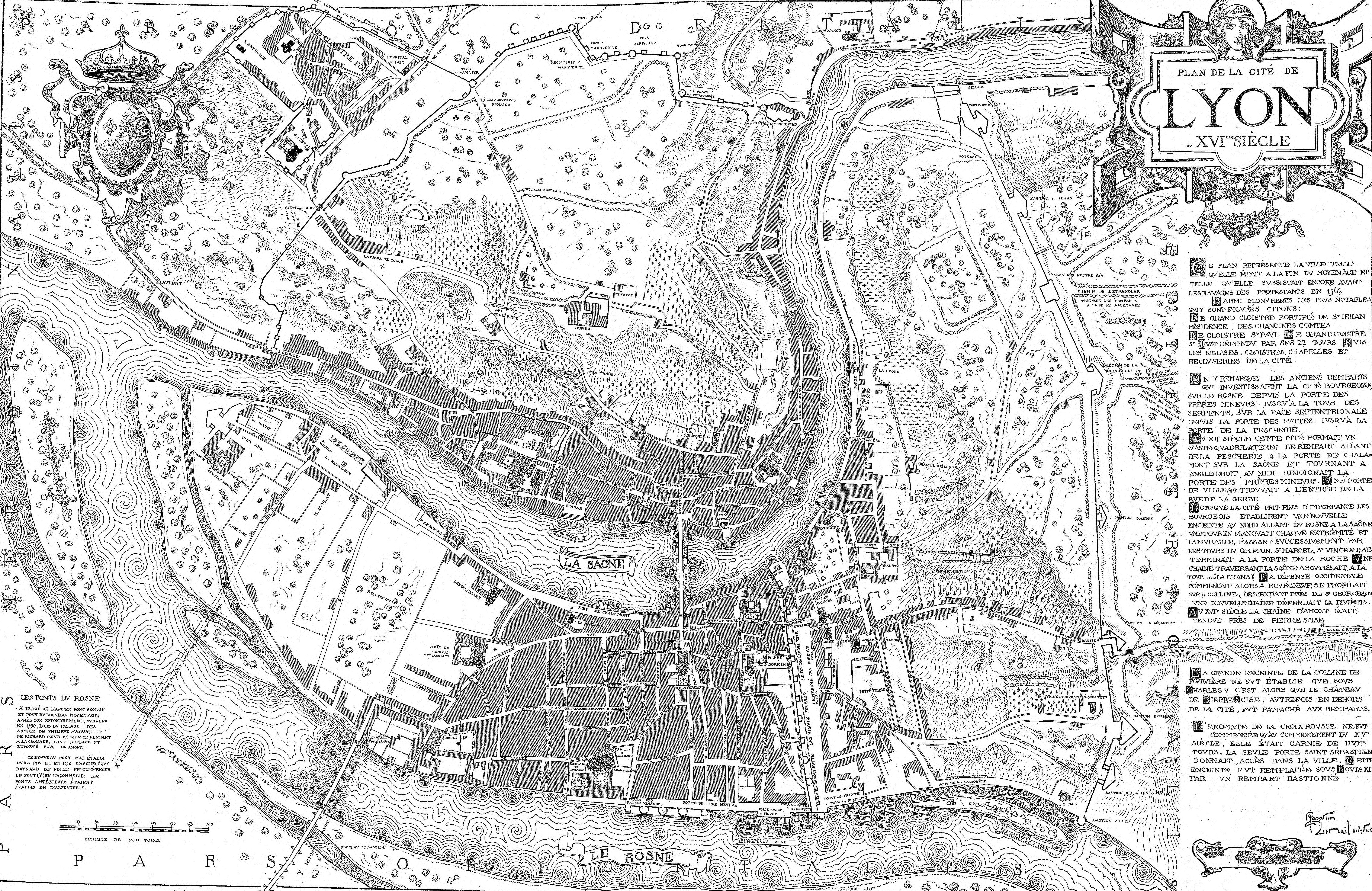
Plan de Lyon issu de l'ouvrage de Martin Histoire des églises et chapelles de Lyon, 1908.

L'axe traditionnel de traversée de la cité constitué par le pont du Rhône, les rues Bourgchanin, Confort, Mercière et le pont de la Saône est dédoublé par celui empruntant le pont du Rhône, la rue de la Barre, la place Bellecour, le port du Roi, des bacs sur la Saône, le port des Estres, les rues de la Bombarde et du Chemin-Neuf. Plusieurs autres rues sont aménagées à cette époque,.
Dès la fin du XIVe siècle, le consulat engage une politique publique de l'eau. Il cherche à obtenir par des concessions l'accès à des sources maîtrisées par les communautés religieuses, pour compléter les sources qu'il exploite déjà. Les sources publiques les plus anciennes sont celles de Choulans, de Saint-Épipoy et de la Chana, qui ont été complétées en 1396 avec les fontaines de Saint-Marcel, de Sainte-Catherine et des Gardes. En 1504 - 1506, les sources de Choulans sont en partie déviées pour alimenter l'hôpital Saint-Laurent-des-Vignes et trois nouvelles fontaines à la Blancherie, à la maison Athanase et au jardin des Fleur de Lys. Ainsi, en 1530, il existe dans la cité une quinzaine de fontaines publiques, douze sur la rive droite de la Saône et trois sur la rive gauche,.

##### Évolutions socio-économiques
Des transformations ont également lieu dans l'emplacement des activités urbaines. Le principal marché aux bestiaux, situé jusqu'en 1490 rue Juiverie, en plein centre du quartier d'affaires alors en expansion, est écarté vers la place de la Croix de Colle. De même, le marché aux porcs est éloigné en 1513 du centre pour être installé dans les fossés de la Lanterne. Suivant la même logique, les abattoirs sont également déplacés au début du XVIe siècle depuis les quartiers Saint-Paul et Saint-Nizier vers la place de Bourg Neuf et les mêmes fossés de la Lanterne qui sont comblés pour être bâtis. Ces modifications, et d'autres, traduisent une politique municipale visant à repousser les activités polluantes en périphérie, pour permettre au centre-ville de se concentrer sur sa fonction résidentielle. Cela a également pour but de limiter les causes et la propagation de maladies.

#### Les quartiers de la ville

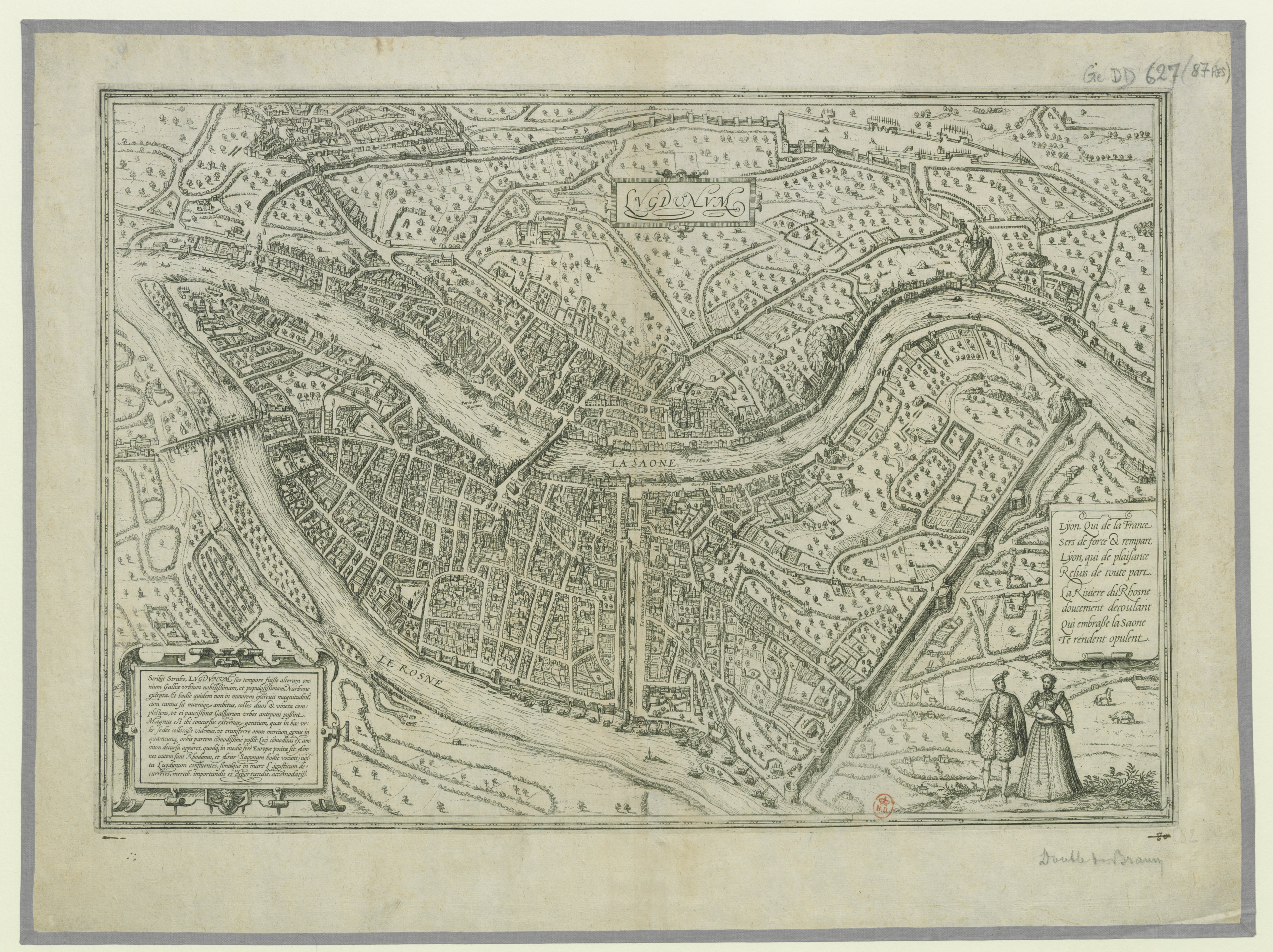
Plan de Lyon en 1572. Gravure de Georg Braun, Bibliothèque nationale de France.

À la fin du XVe siècle, les deux parties les plus densément peuplées sont la rive droite de la Saône et, sur la presqu'île, un centre urbain et bourgeois correspondant à la rue Mercière (via mercatoria) de l'époque, qui courait du pont sur la Saône à celui sur le Rhône, en une longue transversale. Les corporations, métiers et nations étrangères sont fortement regroupées au sein de quartiers ou de rues, signe d'une solide organisation du corps social lyonnais.

##### Saint-Georges, Saint-Jean et le quartier du palais de Roanne

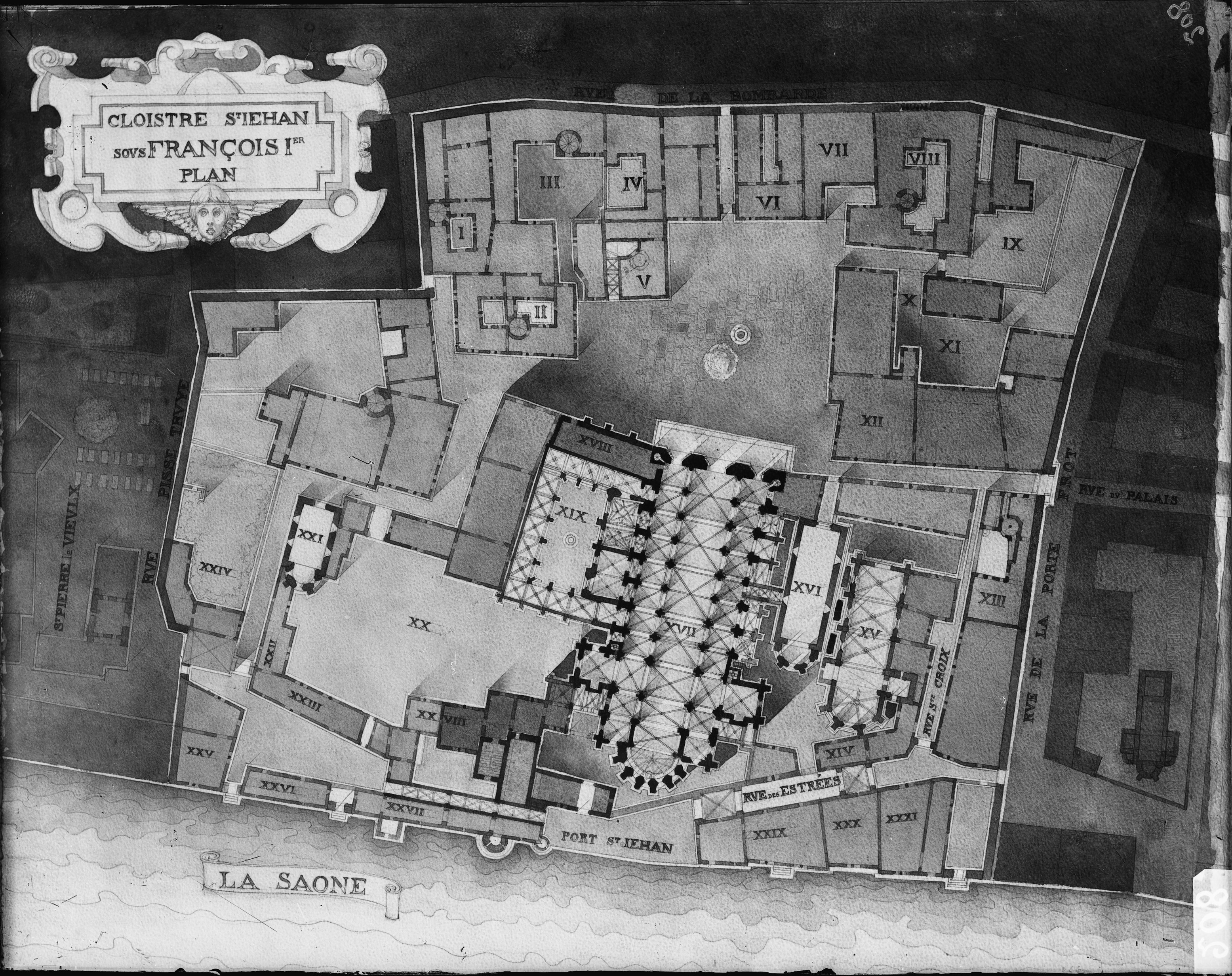
Plan du groupe cathédral de Lyon, à l'époque de la Renaissance. Gravure extraite de l’Histoire des églises et chapelles de Lyon de Jean-Baptiste Martin, 1908.

Le bas des pentes de Fourvière, quant à lui, est très étroit, contraint par la topographie. Les rues principales suivent le cours de la rivière et les autres voies sont très limitées. Les coteaux au-dessus sont quasi-vides d'habitants et occupés par des bois, des jardins et des vignes.
Le quartier Saint-Georges est à la Renaissance un quartier pauvre, peuplé d'affaneurs, de pêcheurs, maçons, tisserands et reveyrans. Ce quartier populaire est néanmoins habité par la riche famille des Bellièvre et comprend la commanderie de l'Ordre de Saint-Jean de Jérusalem. Son hôtel est bâti en 1492 par Humbert de Beauvoir, qui en profite pour remettre en état l'église Saint-Georges.
L'hôtel de Roanne étant le siège de la sénéchaussée depuis 1435, les rues alentour sont peuplées d'hommes du roi, d'officiers. Durant les guerres d'Italie, ce quartier accueille le roi et sa cour. Le long de la rue du Palais, la population est composée au début de la Renaissance d'une solide moyenne bourgeoisie, avec des merciers, pelletiers, apothicaires, notaires, changeurs et docteurs en lois. Cette zone, avec la montée en puissance du pouvoir royal sur la ville représenté par l'hôtel de Roanne, repousse les habitants les plus pauvres vers le sud, autour de Saint-Jean et Saint-Georges. En 1538, le consulat, avec l'accord de François Ier, démolit le clos du palais de Roanne pour établir une place, qui hérite du même nom.

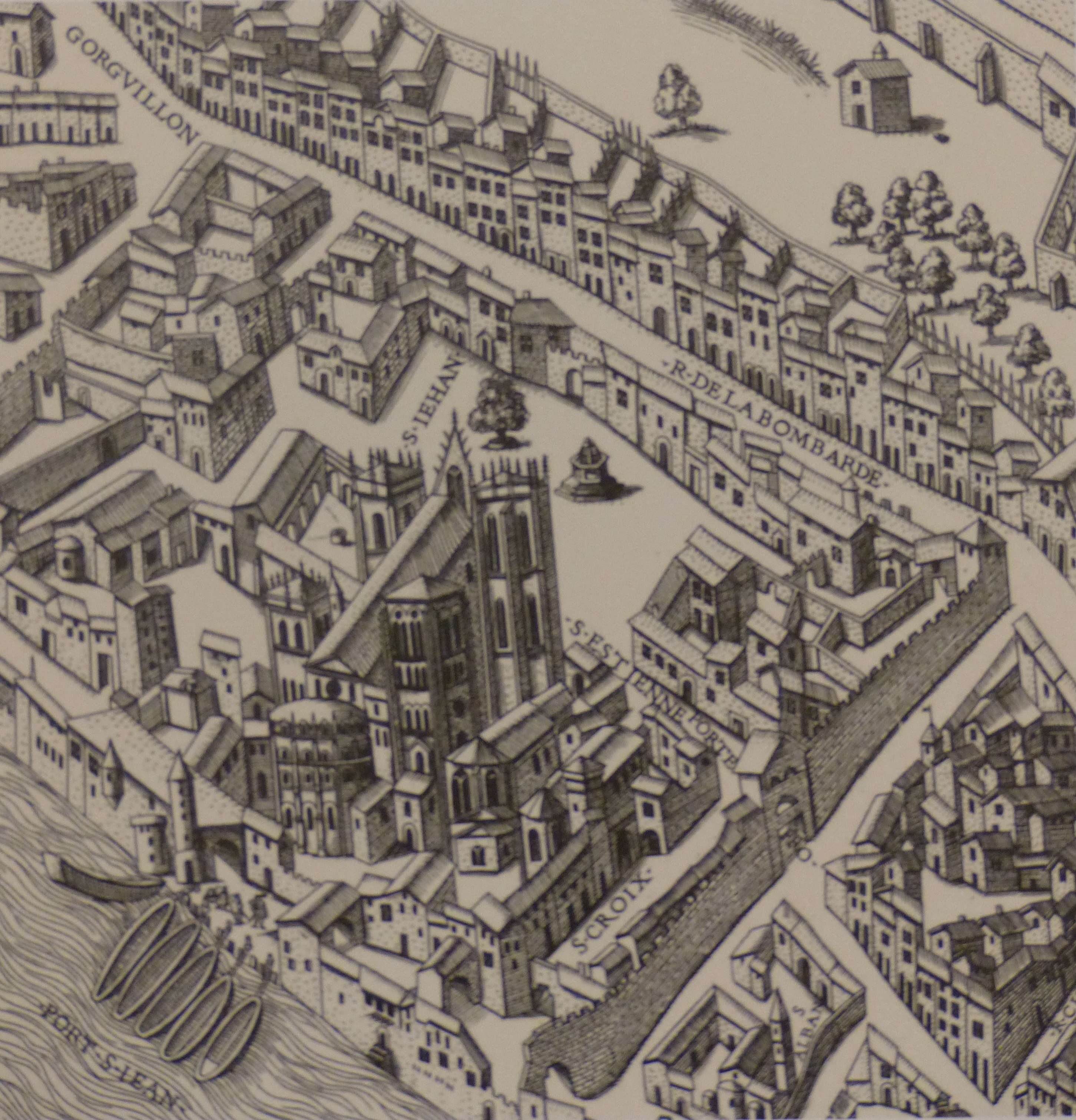
Groupe cathédral sur le plan de 1550. Archives municipales de Lyon.

C'est autour du quartier canonial, au niveau de la rue de la Bombarde, puis la rue Tramassac, le Gourguillon que l'on retrouve des pauvres gens, affaneurs, pêcheurs, reveyrans. Ce quartier canonial coupe en deux la rive droite de la Saône, et pour en contourner la muraille, les voyageurs ne peuvent qu'emprunter une voie, la rue de la Bombarde suivie de la rue Tramassac. Ce cloître dispose de plusieurs portes, une vers le palais de Roanne, la porte Froc, ouverte sur la rue Saint-Jean, une autre sur la rue Tramassac et une vers le sud vers l'église Saint-Pierre-le-Vieux. Cette dernière est une église paroissiale dont de nombreuses chapelles sont entretenues par la bourgeoisie lyonnaise, qui s'y fait enterrer ; il s'y retrouve notamment les Bellièvre, les Bullioud et les Laurencin,.
À la Renaissance, lorsque le roi de France Louis XI s'empare définitivement du château de Pierre Scize, l'archevêque Charles de Bourbon décide de reprendre place dans la palais intra-muros,. Il fait alors lourdement rénover l'édifice pour le mettre au goût du jour autour de l'an 1466, ceci même s'il ne reste que peu de temps sur Lyon,.
C'est à cette même époque, durant les dernières décennies du XVe siècle que la cathédrale saint-Jean est achevée avec l'édification des chapelles latérales.

##### Saint-Paul, Pierre-Scize et Bourgneuf
« Passé ce pont, il vous semble entrer soudain dans une ville italienne, eu égard tant à la manière des constructions qu'aux façons de s'habiller et de parler des habitants. »

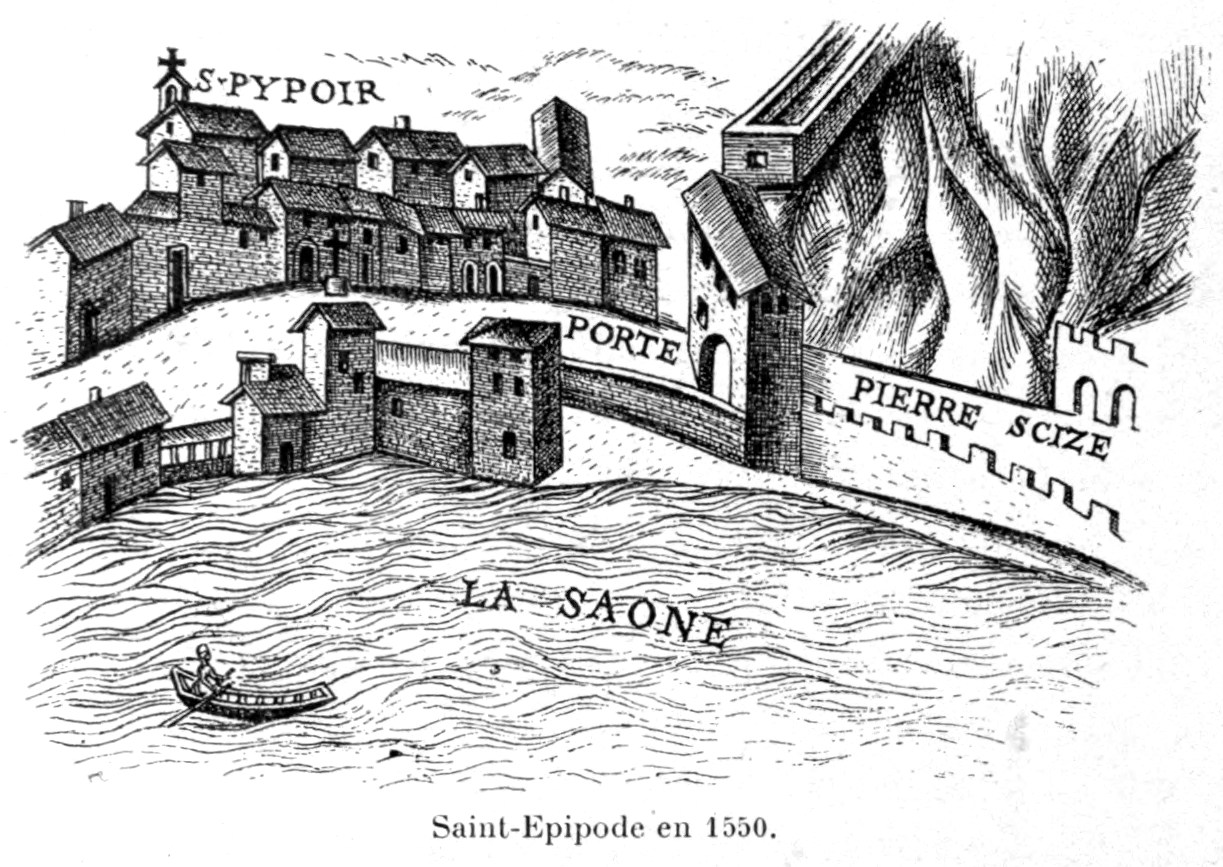
Porte nord de Lyon et église Saint-Épipode. Gravure extraite de l’Histoire des églises et chapelles de Lyon de Jean-Baptiste Martin, 1908.

Entre Saint-Paul et Saint-Christophe, prospèrent des armuriers, des imprimeurs et des libraires. Le sud de la place Saint-Paul voit également s'installer un bon nombre de changeurs, orfèvres et marchands d'origine piémontaise, florentine ou espagnole. La population de ce quartier, qui était encore pauvre au sortir de la Guerre de Cent Ans, s'enrichit tout au long du XVe siècle et évolue, les activités subalternes disparaissant en grande partie.
Entre la rue Juiverie, la place du Change et Notre-Dame du Palais se situe le cœur des activités bancaires lyonnaises, et un centre commercial très actif, dirigé par les Italiens et où logent les commis de toutes les nations européennes. Certaines rues étaient, au milieu du XVe siècle, encore habitées par des gens du peuple, qui se trouvent progressivement chassés du quartier. Symbole de cette évolution, la rue Juiverie « d'abord rue pauvre, « large, mal peuplée de juifs et pauvres gens », elle se transforme avec l'afflux de marchands et banquiers italiens ; « habitée par plusieurs et honorables personnes qui avaient fait édifier plusieurs grandes et belles maisons... », elle devient « l'une des plus belles de la ville » ».
Les quartiers de Pierre-Scize et Bourgneuf concentrent de longue date des activités de textile ; ils restent des quartiers pauvres durant toute la période. En 1561, le consulat abat une porte, quatre maisons et une tour pour réaliser une grande place : la place de Bourgneuf,.

##### Le plateau de Fourvière, Saint-Just et Pierre scize

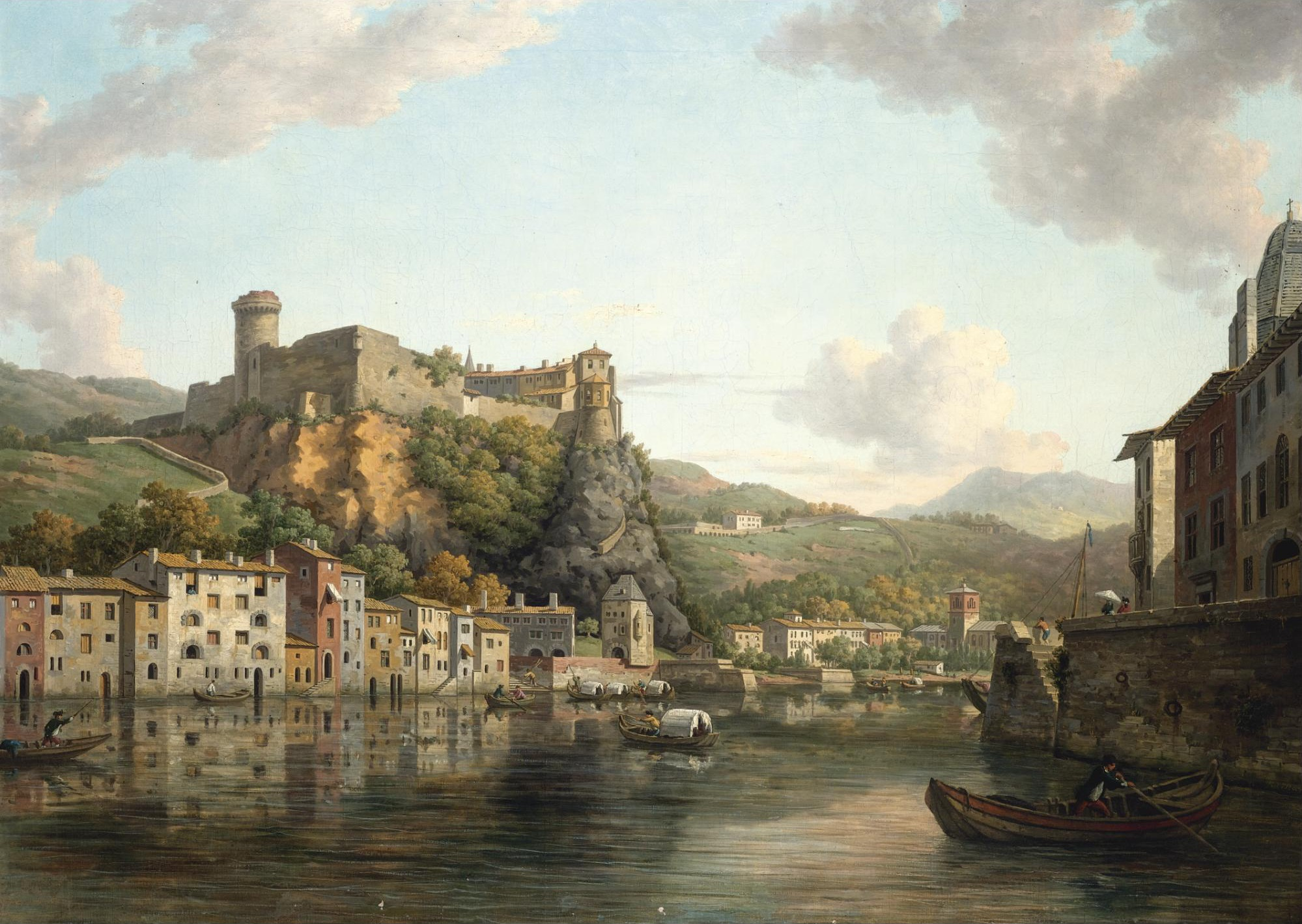
Vue du château de Pierre Scize au XVIIIe siècle, tableau de William Marlow ; National Galleries of Scotland, Acc. No. NG 431.

Le plateau de Fourvière est très peu dense, encore majoritairement rural. Les pentes de la colline ne sont loties que le long des rues qui montent au plateau, comme la montée du Gourguillon, ou celle du Chemin-Neuf créée à cette époque.
Au sud, la localité de Saint-Just, juridiquement séparée de la ville de Lyon et dirigée par les chanoines est également séparée par des murailles qui l'isolent du reste de l'agglomération. Mais sa proximité l'intègre de fait dans la vie urbaine globale, comme lorsque le marché aux bestiaux du quartier Saint-Paul est transféré à Saint-Just. Cette séparation disparait durant la municipalité protestante, où l'élite huguenote détruit les murailles du cloître.
Au nord, le château de Pierre Scize, d'abord possession de l'archevêque puis du roi via le gouverneur, surmonte la ville.

##### La presqu'île: de Bellecour aux pentes Saint-Vincent

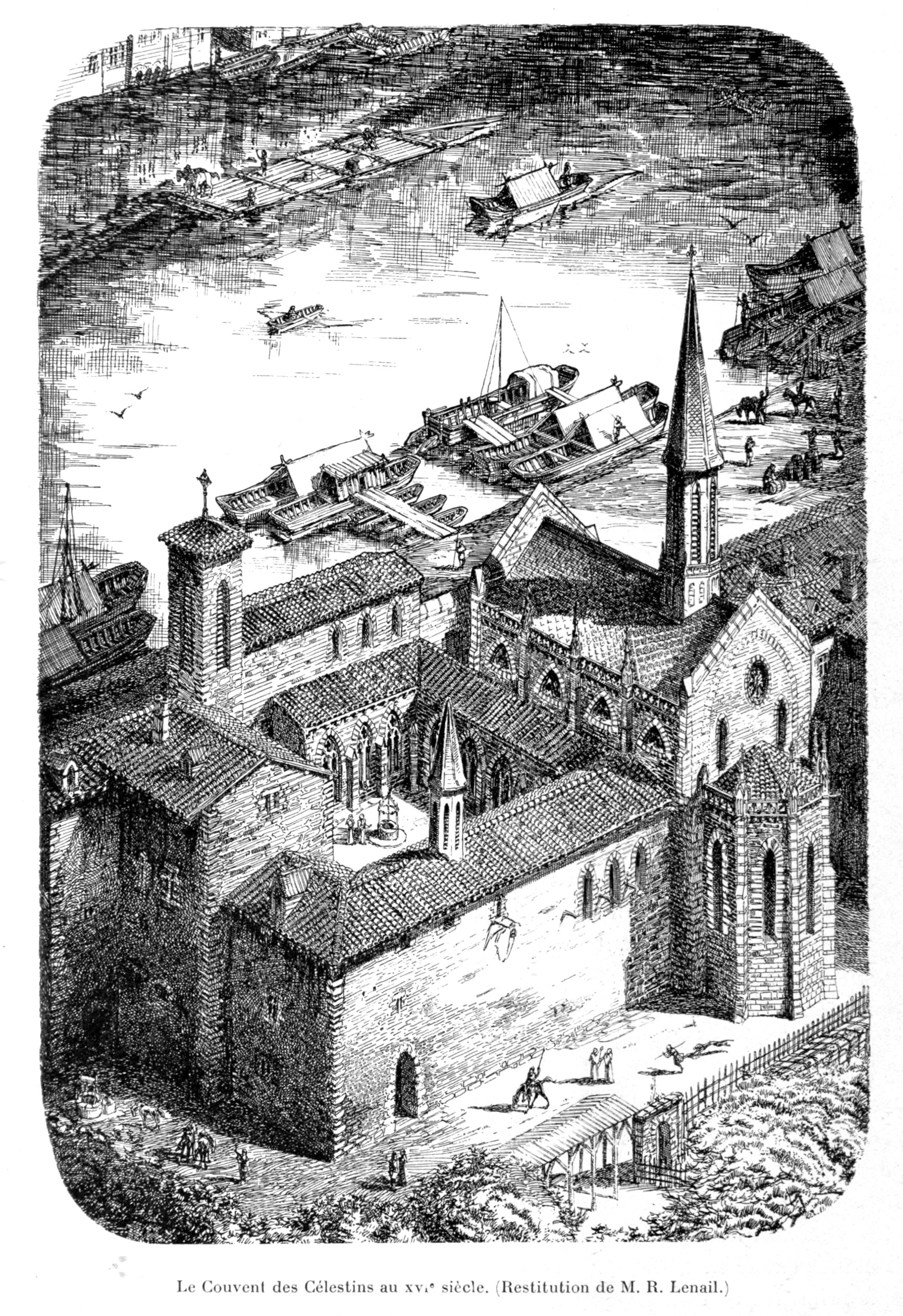
Le couvent des Célestins, reconstitution du XIXe siècle. Gravure extraite de l’Histoire des églises et chapelles de Lyon de Jean-Baptiste Martin, 1908.

L'urbanisme du côté de l'Empire est plus discontinu que celui du Royaume. Sa densité plus faible est due à une urbanisation plus récente. Il est composé de trois vici anciens, datant du IXe siècle : Saint-Vincent au nord, le vieux bourg (autour de Saint-Nizier) et bourg Chanin au sud.
Le quartier Saint-Nizier est le centre commerçant de ce côté de la cité. Face au quartier du Change, ce quartier regroupe essentiellement des personnes aisées. En son centre, l'église Saint-Nizier est achevée fin XVIe siècle. Tout autour de l'église, on retrouve pelletiers, merciers, drapiers, marchands et notaires, entre les rues Vendrant, Longue et Mercière. Les grandes familles bourgeoises y résident, telles les Humbert, Aynard de Varey et Humbert de Villeneuve ; la rue Mercière a elle seule concentre les Le Maistre, Syvrieu et Thomassin. Au passage entre le XVe et le XVIe siècle, ce quartier regroupe le commerce du drap et des fourrures, et des parcheminiers ; plus tard, de nombreux imprimeurs s'y installent. Cette bourgeoisie s’agglomère à la noblesse, par l'achat de seigneurie ou le service du roi. On y trouve également des Milanais et des Allemands.
Tout autour du cœur du quartier, on rencontre des rues où les artisans et le menu peuple vit mieux qu'ailleurs, profitant des richesses des foires. Ainsi, les rues de la Pêcherie et de l'Erberie, majoritairement habitées de pêcheurs, préparateurs et vendeurs de poissons, ne connaît plus de pauvreté.
En s'éloignant encore, en allant vers le Rhône, ou en descendant vers Bellecour, se trouvent des quartiers habitées de gens de conditions modestes.

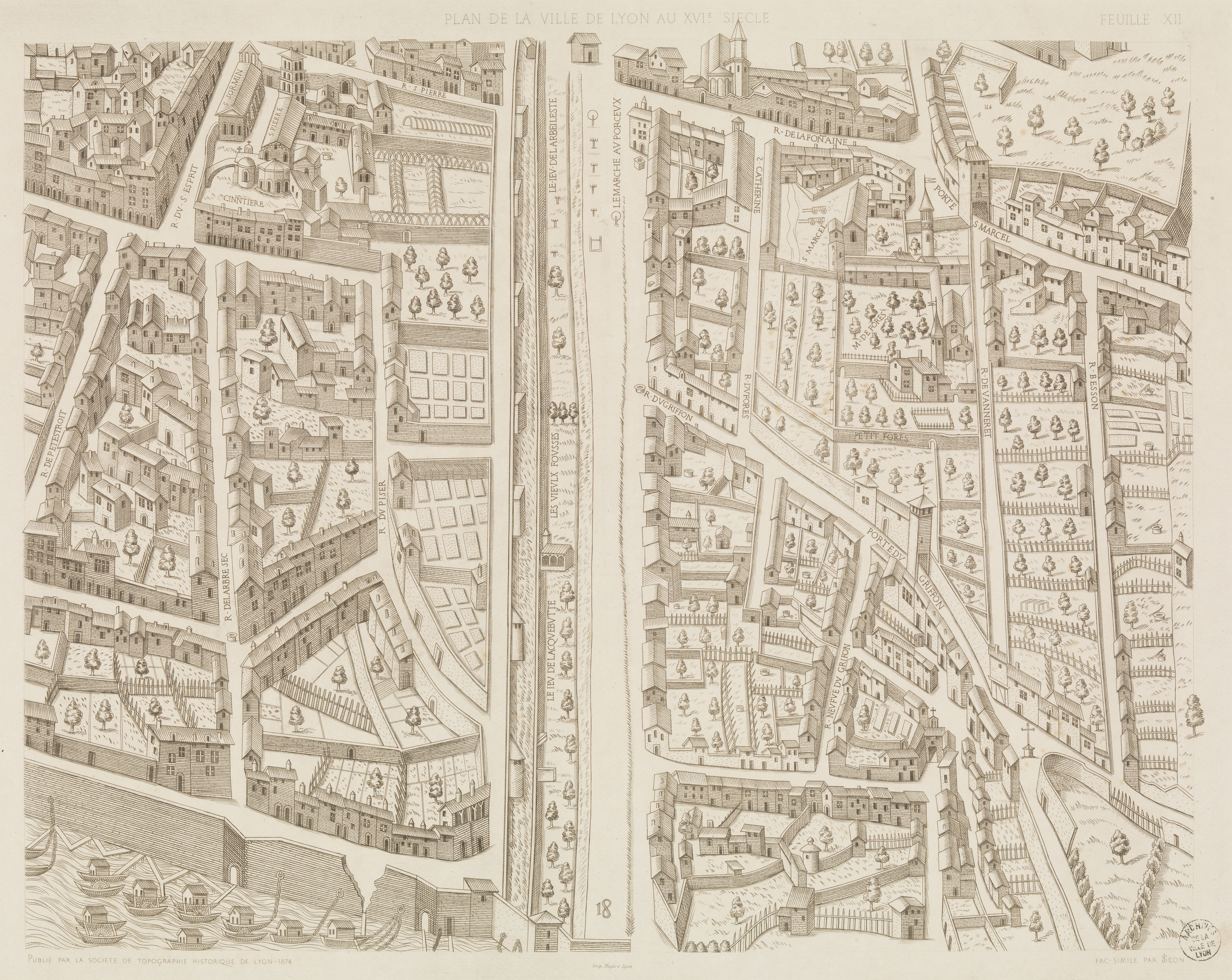
Plan scénographique de Lyon ; vue de la fortification des Terreaux, avec l'abbaie Saint-Pierre. Archives municipales de Lyon.

Les pentes de l'actuelle Croix-Rousse, appelées pentes Saint-Vincent sont peu peuplées. Elles se densifient à cette période, tout comme la rive gauche du Rhône. Des habitations sont construites le long des fortifications des Terreaux, et progressivement se constitue le quartier de la Déserte, au pied des pentes. Pour protéger ce nouveau quartier, Louis XII ordonne la construction d'un rempart en haut des pentes en 1512. Les plans sont faits et les travaux sont dirigés par Jean Perréal.

##### La presqu'île: de Bellecour à Ainay
Au sud de Bellecour, et surtout à partir de la basilique d'Ainay, se trouvent surtout des prés, des vergers, puis des marécages et des îles. Ce quartier est sanctuarisé par des couvents qui possèdent de vastes surfaces, destinées à la production agricole. L'urbanisation ne touche pas cette partie de la ville durant la Renaissance. Le pont de pierre sur le Rhône, long de 270 mètres, est transformé à la Renaissance. Construit alors pour moitié en pierre et pour moitié en bois, le consulat décide à la suite de nombreux effondrements et dégradations de le reconstruire entièrement en pierre. L’œuvre, réalisée en 1559 - 1560.

### Démographie et immigration

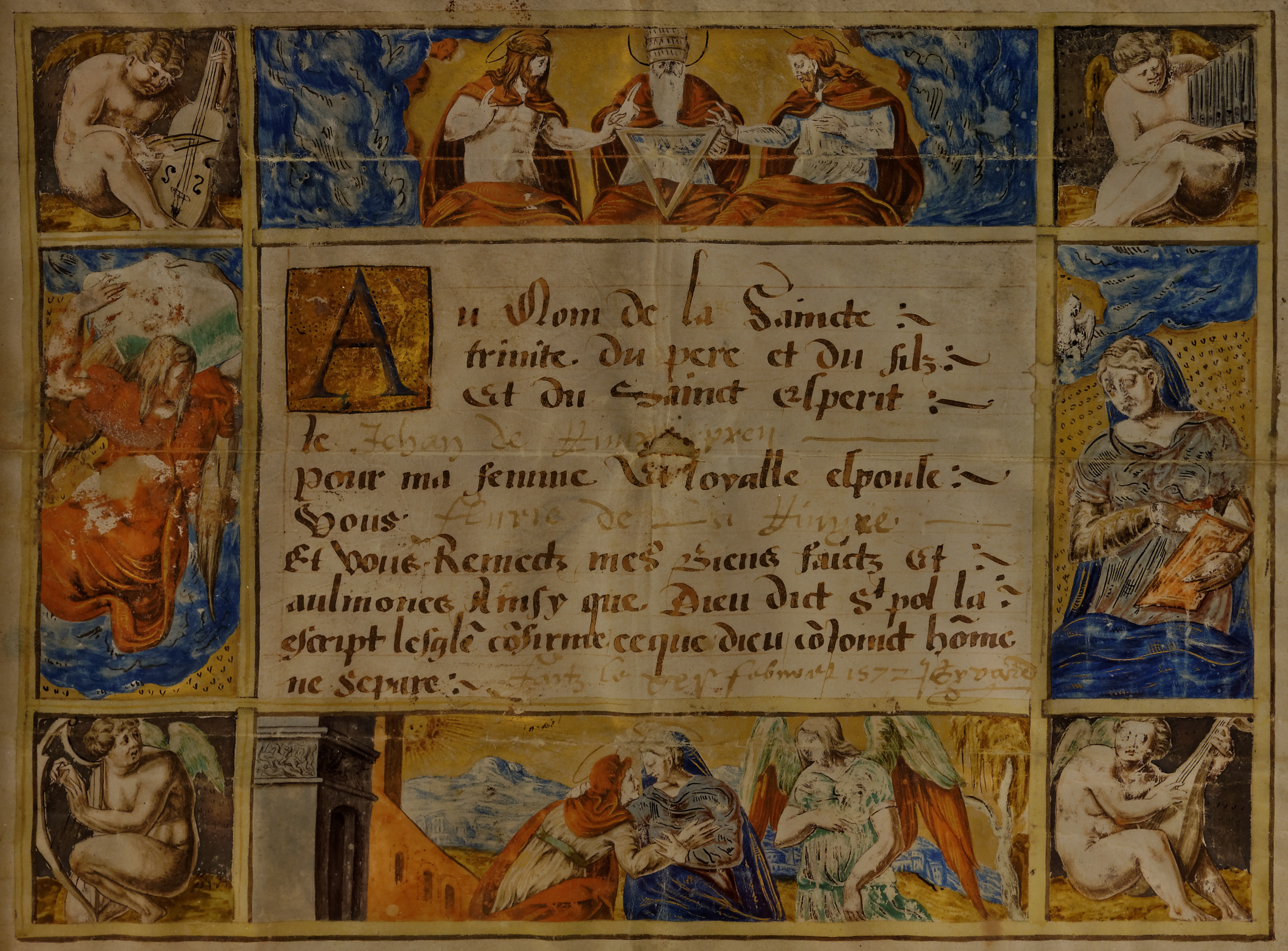
Charte de mariage de Jehan de Rivery et Fluvie de la Rivyre - 1572. Enluminure sur parchemin. Lyon, Musées Gadagne, Inv. 37.65.

Il est difficile d'estimer correctement la population en l'absence de recensement. Richard Gascon essaie d'établir une tendance à l'aide des nommées et des impôts sur les maisons. Selon lui, la population double entre les années 1450 et 1500, et double à nouveau durant la première moitié du XVIe siècle. Lyon suit en cela la tendance générale en France où la population des villes gagnent entre la fin du XVe siècle et le milieu du siècle suivant entre 10 et 100 %.
À partir du nadir démographique des années 1430-1440, la population de Lyon progresse régulièrement. Kleinclausz estime que la ville contient 25 000 habitants au milieu du siècle. La croissance est ensuite forte, pour arriver à environ 35 000 habitants vers 1520 et entre 50 000 et 60 000, voire 75 000 au milieu du siècle,,. Cette augmentation est essentiellement due à l'immigration, issue de la Savoie, du Dauphiné et de la Bourgogne.
Le consulat a régulièrement des difficultés pour gérer convenablement le besoin en nourriture que l'augmentation de la population impose. Rapidement, les bassins de production habituels ne suffisent plus, demandant des importations toujours plus importantes, venant essentiellement de Bourgogne. C'est l'une des causes de la Grande Rebeyne en 1529. Les épisodes de peste fauchent de larges parts de la population durant le siècle, mais l'immigration permet de reconstituer la population antérieure assez rapidement. Ce n'est qu'avec les guerres de religion que la population diminue très nettement. Zeller l'estime à autour de 30 000 - 35 000 habitants à la fin du XVIe siècle.
Si Lyon durant toute la Renaissance est une ville cosmopolite, ce sont pour l'essentiel des personnes de passage, ou qui résident quelques années au plus. Peu d'étrangers de langue se fixent réellement. Au milieu du XVIe siècle, la majorité des migrants installés par le mariage sont issus de la Savoie, de la Comté et du Dauphiné. Un peu moins viennent du Lyonnais même et de la proche Auvergne. Une petite minorité provient du reste de la France et à peine 5 % de régions parlant une autre langue que le français.

### Les institutions

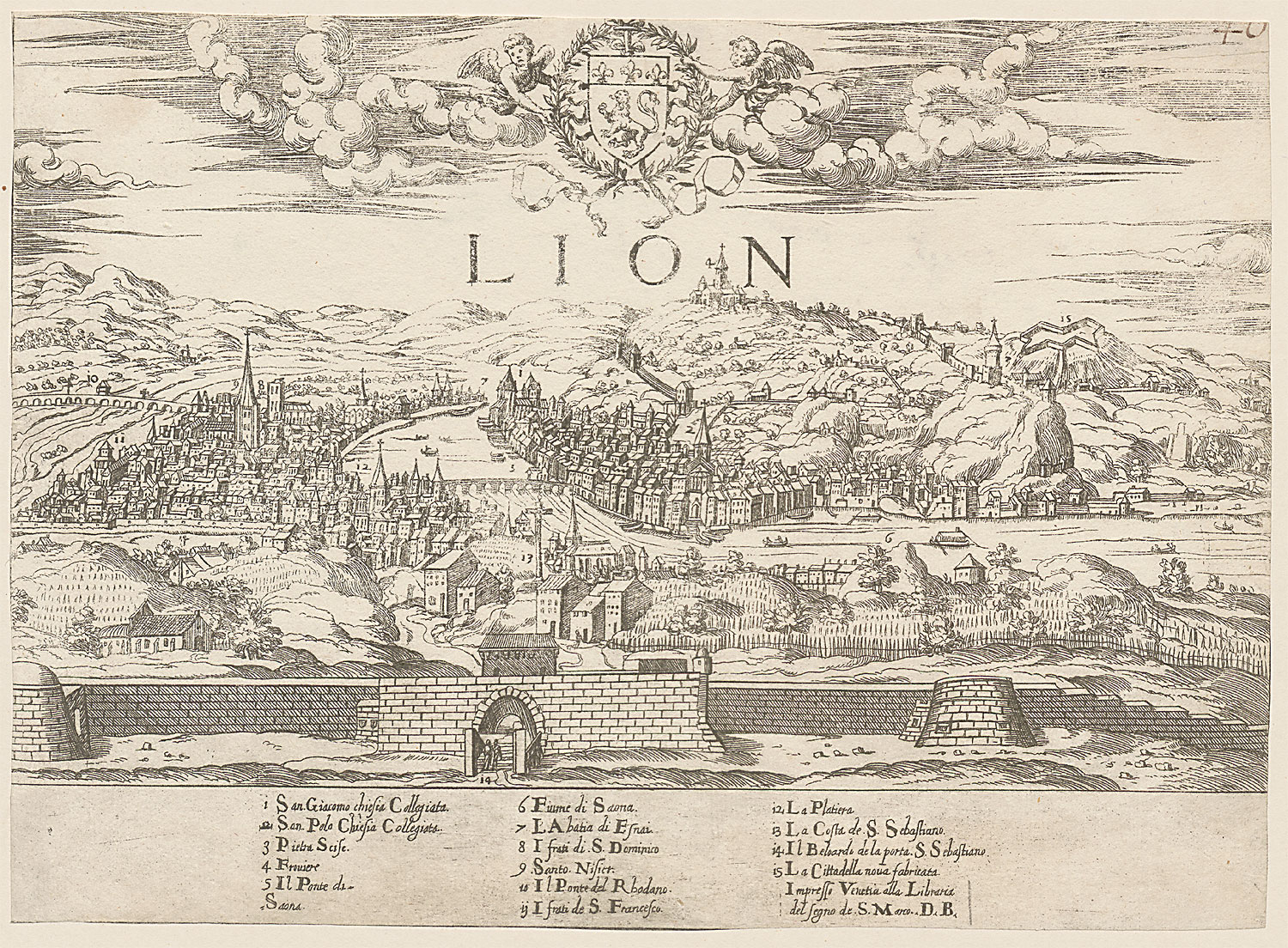
Lyon vers 1570, gravure anonyme conservée à la bibliothèque universitaire de Salzbourg.

Dans le Lyon de la Renaissance, de nombreuses institutions se chevauchent, s'entremêlent, se repoussent ou s'opposent. Ces institutions, civiles, militaires, juridiques ou religieuses n'ont souvent pas de limites précises.
L'institution essentielle est le consulat, qui dirige la cité et veille à assurer autant que possible son calme et sa prospérité. Il est aidé au sein de rapports complexes par de multiples institutions civiles qu'il contrôle plus ou moins aisément, Aumône générale, Pennons, Confréries, pouvoirs royaux. Il ne dispose pas du pouvoir judiciaire qui est, au début de la période, entre les mains des autorités religieuses avant d'être repris en main par le pouvoir royal. Celui-ci est très présent, au travers le gouverneur ou le bureau des finances. Enfin, les puissants marchands étrangers voient leur influence s'exercer au travers des Nations, institutions officielles qui leur permet de soulever des doléances et de les défendre efficacement.

#### Le consulat

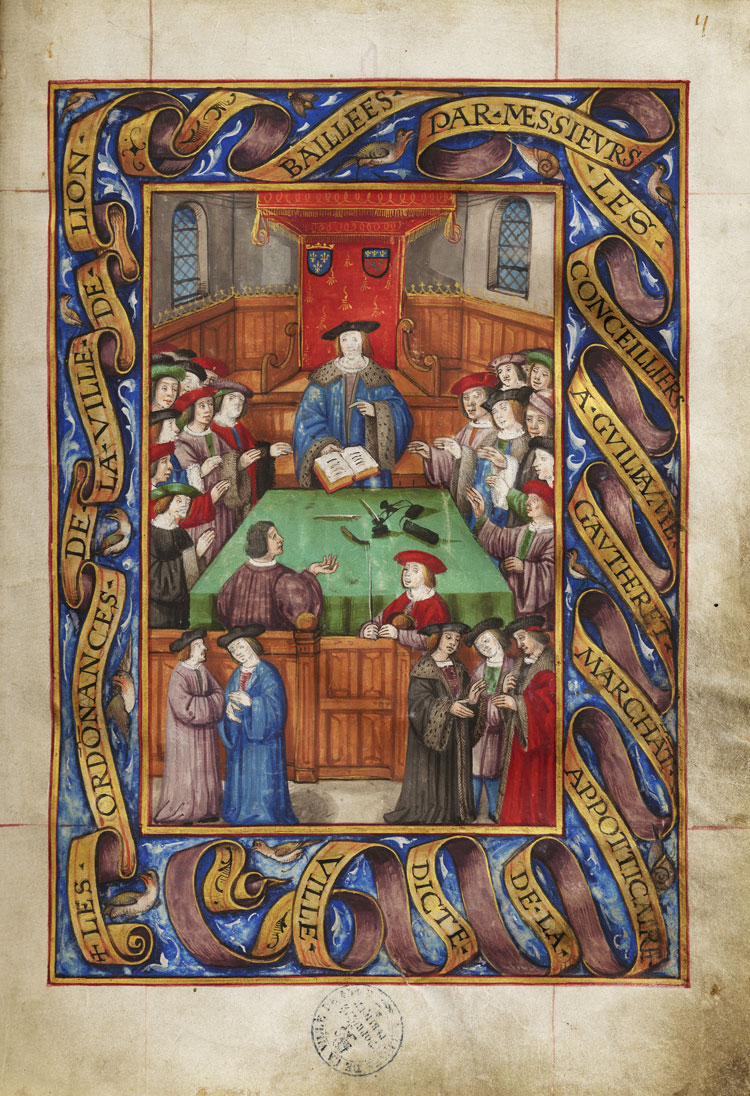
Miniature dans le Garbeau de l'Épicerie, manuscrit de 1519, représentant le consulat en assemblée octroyant la charge de receveur des taxes sur les épices à l'apothicaire Guillaume Gautheret. Archives municipales de Lyon (CC 4292).

Lyon est dirigée par le consulat, dont les membres sont de riches marchands des plus importantes familles de la ville. Charles VIII octroie en 1495 aux bourgeois le privilège de la noblesse pour les membres du consulat,.
L'origine sociologique des membres du consulat évolue au cours de la Renaissance. À la fin du XVe siècle les hommes de loi, dont les familles sont liées aux fonctions royales, composent la majorité du consulat. Progressivement, avec l'enrichissement de la ville, les familles marchandes prennent de l'importance. Aux alentours des années 1520-1530, il n'y a plus qu'un quart de consuls issus des milieux des offices, les lignées marchandes ayant ainsi conquis le pouvoir à Lyon. Cette proportion tombe à moins d'un cinquième durant les décennies 1540-1550, et remonte progressivement ensuite pour arriver à une majorité d'hommes de loi sous Henri IV. Quelle que soit l'origine de leur position sociale, le consulat est peuplé de personnes appartenant à un nombre limité de lignages. Durant le XVIe siècle, seules quelques familles monopolisent les places consulaires : Regnault, Faure, Henry, Fenoyl, La Porte, et une quinzaine d'autres. Ainsi, malgré un renouvellement théorique de ses membres tous les deux ans, il y a bien une forte continuité de fait des personnes au pouvoir.
Le renouvellement des membres du consulat, comptant douze consuls à la Renaissance, se fait chaque année pour moitié, en décembre. Il s'opère en deux temps. Tout d'abord, les conseillers en exercice choisissent les maîtres des métiers en exercice à raison de deux par corps. La semaine suivante, cette assemblée se réunit pour choisir six conseillers parmi les notables lyonnais, qui rejoignent les six autres élus l'année précédente. Ce système favorise ainsi la cooptation et exclut de fait une grande partie de la population lyonnaise. Il n'y a ainsi jamais de membre du clergé, de nobles et de personne du menu peuple.

##### Fonctionnement quotidien
Au Moyen Âge et jusqu'en 1461, le consulat traite les affaires courantes chez l'un des conseillers, et réunit les assemblées dans la chapelle Saint-Jacques de l'église Saint-Nizier, voire dans la nef lorsqu'il y a trop de monde. Puis, après de longues hésitations, le consulat emménage rue Longue dans la maison Charnay, pour une cinquantaine d'années. En 1512, le feu ravage les étages supérieurs et le consulat reste un long moment sans lieu de réunion officiel. En 1564, il acquiert l'hôtel de Milan rue Grenette, au coin de la place des Cordeliers. Il n'y reste que jusqu'en 1576, date à laquelle il retourne rue Longue jusqu'en 1604. À cette date, il achète l'enseigne de la Couronne, au 13 rue de la Poulaillerie.
Pour prendre ces décisions, le consulat ne réunit généralement que quelques-uns de ses membres, l'assemblée étant rarement complète pour les affaires courantes. Pour les affaires plus importantes, généralement des levées de fonds, le consulat peut convoquer soit l'assemblée générale, soit celle des métiers. La première comprend les anciens conseillers et les personnages les plus importants de la ville, soit entre vingt et vingt-cinq personnes. La seconde permet de réunir théoriquement l'ensemble des forces économiques de la cité. Le reste du peuple en est donc également exclu. De plus, les métiers nouveaux ne sont pas ou peu représentés. Ainsi, les imprimeurs n'y apparaissent qu'en 1568. À choisir, le consulat réunit préférentiellement l'assemblée des notables, et passe quelquefois outre les décisions qu'elle prend.

##### Pouvoirs consulaires
Les pouvoirs du consulat, même limités par ceux du roi et des autres puissances temporelles locales, restent importants. « Ils nomment les maîtres des métiers et terriers (échevins et prévôts sortant de charge), réunissent l'assemblée des notables, choisissent tous les officiers employés par la cité, désignent les députés de la ville aux États généraux et à la cour, recrutent les commis ». Ils disposent des pouvoirs de police, nommant les capitaines pennons et pouvant emprisonner ou exiler les contrevenants.
Dans le domaine économique, ils contrôlent les cinquante-et-un métiers de la cité, enregistrant leurs règlements et nommant les maîtres. Ils enregistrent et taxent toutes les entrées de marchandises. Ils surveillent les conformités des poids et mesures, assurent l'entretien de la voirie pour la circulation des personnes et des biens dans la ville.

##### Le personnel administratif
Le personnel au service du consulat ne cesse de s'accroitre et de se spécialiser. La rédaction des actes officiels et les actions dans le domaine juridique concernent à partir de 1506 une personne particulière : le procureur général, toujours gradué en droit.
Le domaine financier, que ce soit la gestion des biens, des octrois, des dons et taxes sont depuis la fin du XIVe siècle l'affaire du trésorier et du receveur général. Le titre de cette dernière personne devient receveur des deniers communs en 1543.

#### La milice municipale

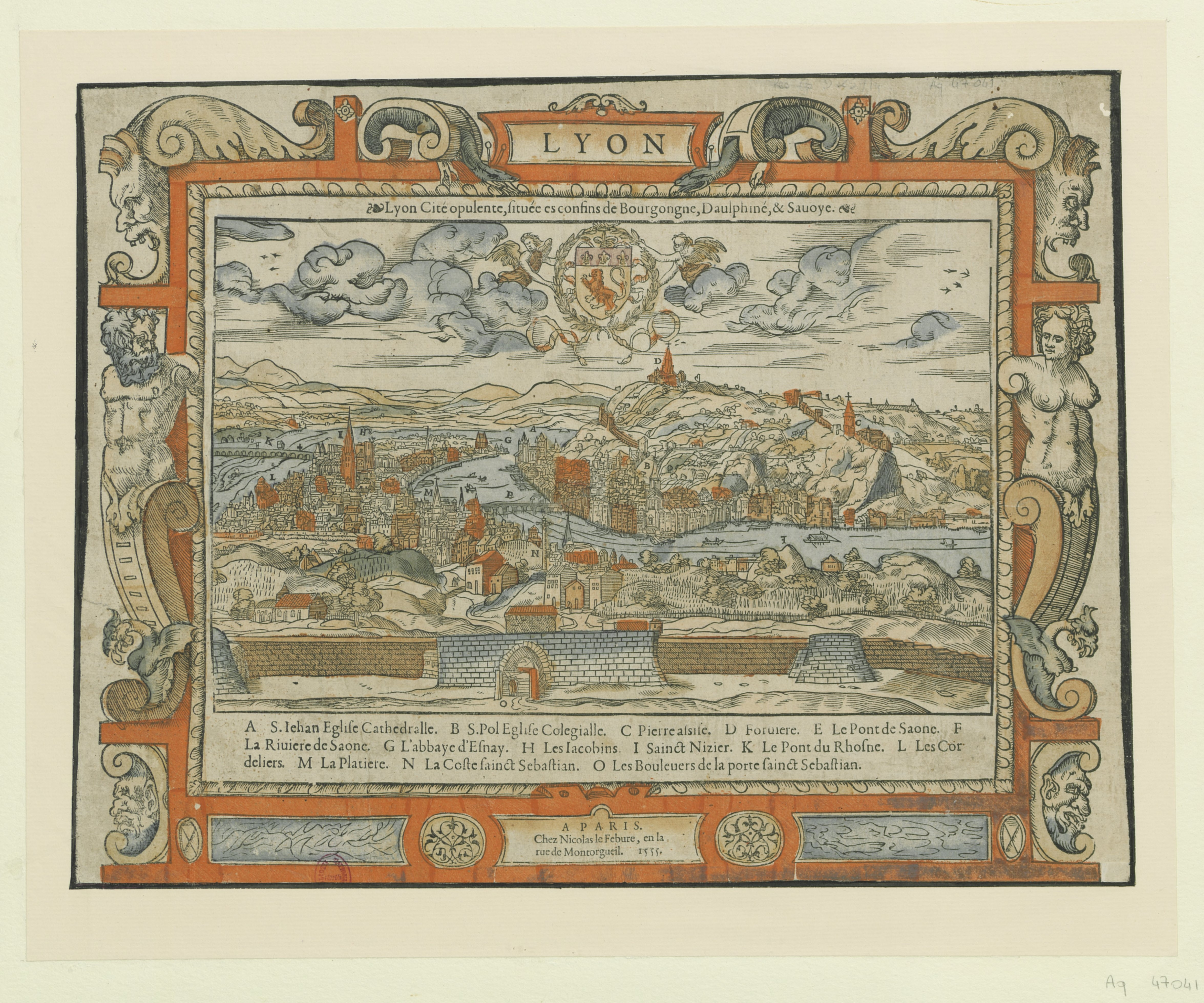
Vue de Lyon en 1555, par Nicolas Le Febvre, BNF.

La milice est constituée de l'ensemble des hommes adultes valides, regroupés par quartiers, auxquels s'ajoutent des militaires de carrière payés par le consulat. La milice dans son ensemble comprend sept bannières elles-mêmes divisées en une trentaine de pennons. Les pennons sont enfin divisés en groupes d'une dizaine de personnes, commandés par un dizenier. Les gens du commun de la milice servent sur le guet, aux remparts ; les professionnels sont au guet, aux portes et l'élite bourgeoise à cheval et en ville,.

##### Les compagnies royales de Lyon
En 1430, la compagnie issue de la milice bourgeoise lyonnaise s'illustre à la bataille d'Anthon contre le prince d'Orange. Cela décide Charles VII à élever les archers lyonnais au rang de Compagnie Royale en 1431. Cette compagnie comprend les Francs-archers et les Arbalétriers.
La compagnie est placée sous le vocable de Saint Sébastien. En 1486, ils prennent place dans la chapelle Saint-Germain de l'église Saint-Nizier. De nouveaux statuts sont établis en 1498, instituant une deuxième compagnie. Les archers s'entraînent initialement sur un terrain entre les rues Grôlée et de l'Hôpital. En 1513, ils déménagent sur une butte leur appartenant dénommée le tènement des Auges, placée entre la rue des Augustins et la place Sathonay.
Leur rôle est largement dévalué lorsque apparaît en 1498 la compagnie des Couleuvriniers-arquebusiers, mais elles ne sont formellement dissoutes qu'en 1591. Les arquebusiers obtiennent officiellement la garde de la ville en 1561. Ils sont alors deux cents et leur capitaine est directement nommé par le consulat.

#### Les confréries
Apparues lors de la première partie du XIVe siècle, les confréries territoriales, placées sous le vocable du Saint-Esprit, sont les relais entre le peuple et le consulat. Regroupées sous la confrérie de la Trinité, ces societates, ou frairies encadrent la population de chaque quartier par les fêtes, rituels, et les élections des responsables de chacune, les courriers. Ils interviennent pour les fonctions hospitalières, funéraires ou festives. Souvent socialement homogènes, par quartier, les confréries jouent un grand rôle de régulation sociale.
« Au cours du XVIe siècle, ces groupements territoriaux ne sont plus au cœur des structures de la sociabilité urbaine. L'expansion leur a été défavorable : ils se sont trouvés battus en brèche par des concurrences multiples et ont abandonné bon nombre de leur fonction, soit à la municipalité (les fonctions hospitalières par exemple), soit aux religieux Mendiants (les fonctions funéraires), soit à des groupements concurrents ».
Les groupements concurrents les plus importants sont les confréries professionnelles. En 1530, sur les quarante-huit reconnues, les deux tiers sont professionnelles. Celles-ci sont organisées en réseau, et non en fonction d'un territoire ; elles sont difficiles à situer dans l'espace urbain, sauf leur siège spirituel toujours identifié au sein d'un édifice religieux. Nouvelles venues, organisées pour la protection de leurs membres, elles « font bannière », « font monstre », pour intimider et montrer leur puissance. Cela débouche régulièrement sur des accès de violence, dont les autorités se plaignent sans pouvoir les juguler.

#### Les institutions hospitalières et d'assistance
Il existe à la Renaissance de nombreux lieux pour recueillir les malades et les miséreux. Liés pour la plupart d'entre elles à une institution ecclésiastique, soutenus très souvent par de riches donateurs, ils sont progressivement placés sous l'autorité du consulat, qui établit la grande structure de l'Aumône générale en 1534.

##### L'Aumône générale

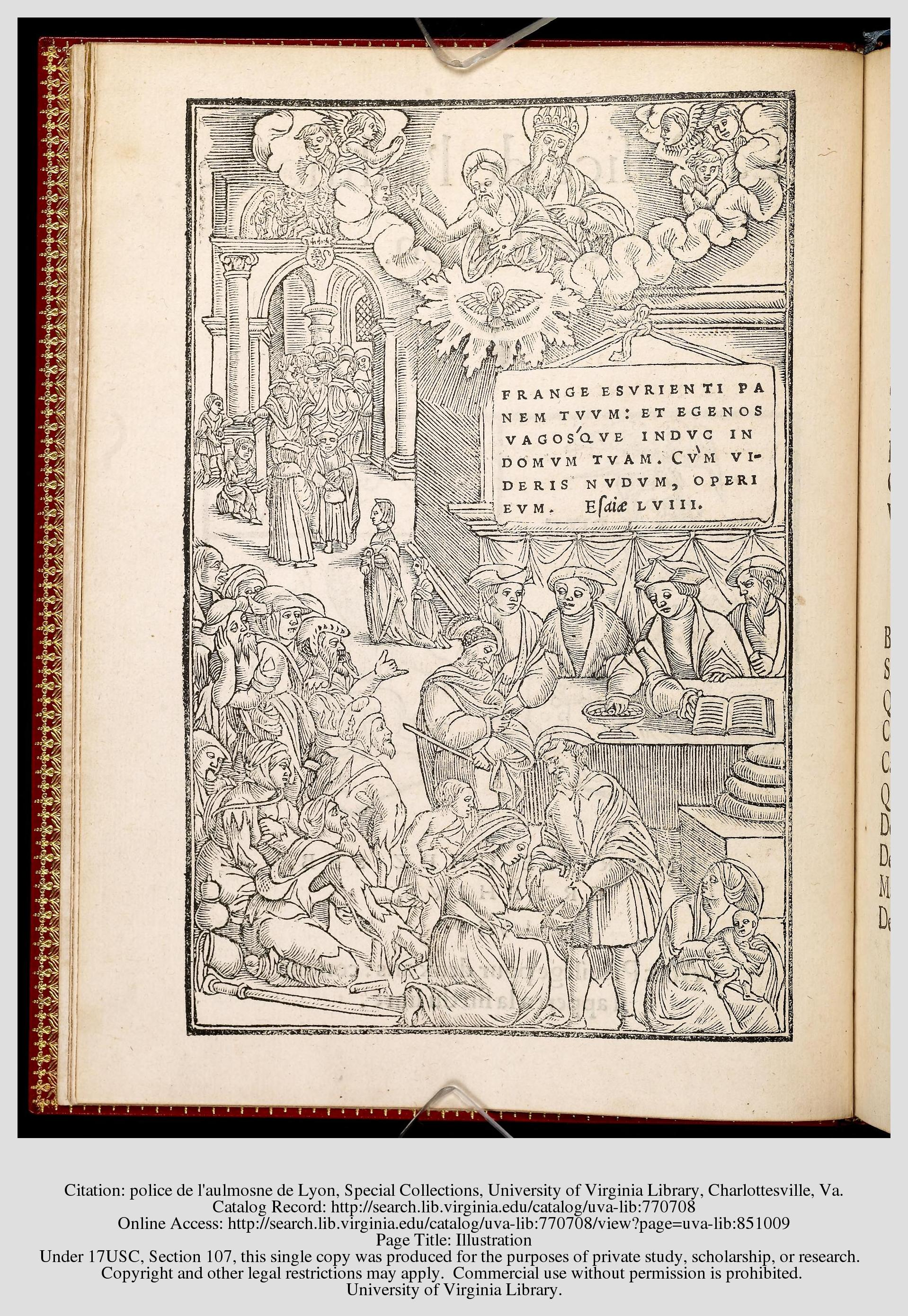
Frontispice de l'ouvrage La police de l'aulmosne de Lyon publié chez Sébastien Gryphe, 1539. Université de Virginie.

Avec la croissance démographique, Lyon voit le nombre de pauvres et nécessiteux augmenter, dépassant les capacités de la charité traditionnelle, gérée par les autorités ecclésiastiques. Le consulat décide donc de fonder une aumône publique pour pallier l'afflux des personnes dans le besoin, et secourir la population lyonnaise paupérisée elle-même. En effet, à l'instar d'autres villes du royaume telles Paris, Rouen ou Dijon, Lyon voit l'inflation des prix des denrées alimentaires placer en situation de précarité une partie de sa population laborieuse. Autant par souci de charité chrétienne que pour conjurer des soulèvements, les autorités locales mettent donc en place des institutions de secours. À Lyon, la rebeyne de 1529 tout comme le tric des ouvriers typographes de 1539 marquent les esprits des élites urbaines, les poussant à organiser la charité publique.
L'Aumône générale est constituée en 1534 à la suite d'une décision de 1531, année de terrible disette. Elle fonctionne par des contributions régulières de bourgeois aisés, est gérée par huit puis neuf membres du consulat et son action principale est de faire fabriquer et vendre du pain en dessous de son prix de revient. Si les membres de l'aumône générale prennent des risques, car ils peuvent devoir avancer les fonds, ce poste devient en retour une des voies vers celui d'échevin.
« La première tâche de l’Aumône est l’assistance ; elle a son moulin et sa boulangerie, et elle distribue du pain à tous les pauvres en temps de disette et, en temps ordinaire, seulement aux invalides, aux malades, aux veuves et aux orphelins. Le deuxième devoir est de procurer du travail : les enfants sont placés en apprentissage chez les marchands-drapiers ou comme domestiques dans les foyers des notables ; quant aux adultes, on les emploie à curer les fossés ou à nettoyer les rues. Mais la chose n’est pas facile ; bien des mendiants valides renâclent devant ces travaux forcés, et il n’est pas rare qu’il faille les enchaîner pour les contraindre, voire les emprisonner en cas de rébellion. Inévitablement, la police en vient à être associée à l’assistance. Alléchés par ces distributions, les pauvres accourent de tous côtés à Lyon, qui ne peut faire face : on affecte donc à l’Aumône des bedeaux, familièrement appelés « chasse-coquins », chargés d’expulser les indésirables. On comprend l’ambivalence des sentiments des secourus devant ces aspects coercitifs ».
L'établissement de cette institution est plutôt en avance sur les autres cités en France, et se situe dans un contexte général européen de laïcisation et de professionnalisation de l'organisation des secours aux pauvres. Elle montre également une évolution sociale où la nature du pauvre se transforme en Occident. Il n'est plus seulement le nécessiteux incapable de subvenir à ses besoins et qu'il faut aider par charité chrétienne, mais il devient l'homme valide sans ressource qu'il faut soutenir pour garantir la paix sociale. Cette institution est également une œuvre humaniste pour qui la pauvreté avilit l'homme et le rabaisse au rang de l'animal.
En 1560, l'Aumône générale est une institution si importante qu'elle se sépare du consulat lui-même pour devenir un corps indépendant. Cette séparation est officialisée par des lettres patentes de Charles IX. Le rectorat fonctionne à partir de cette date par cooptation, même si le consulat ratifie ces nominations, et qu'il garde la main sur les décisions importantes.

##### Les hôpitaux
La durée d'existence de ces plus petites institutions est très variable, certains subsistant de nombreux siècles tandis que d'autres ne survivent pas à la mort de leur premier donateur. Il est difficile de faire une liste précise du nombre d'hôpitaux lyonnais, d'autant que les sources qui les évoquent sont souvent partielles, indirectes et imprécises ; voici les plus notables.
L'« hôpital du Pont du Rhône » est probablement le plus ancien de la presqu'île. Nommé pendant le Moyen Âge « Aumônerie du Saint-Esprit », « hôpital des pauvres » ou « maison de l'Aumône », il est fondé en 1129 par la confrérie du Saint-esprit. Il est confié en 1335 aux abbés de Chassagne en Dombes en prenant alors le nom d'hôpital du Pont du Rhône. En 1478, il est donné au consulat lyonnais. Il est situé au sud du quartier Boucharnin, près du fleuve.
Entre la rue Mercière et la Saône se trouve l'« hôpital Saint-Antoine », qui a eu une grande importance durant le XVe siècle. Il en est de même pour l'établissement Sainte-Catherine, situé sur l'actuelle rue d'Algérie, et qui dépend des dames de Saint-Pierre ; de nombreux lyonnais testent en sa faveur. Plus modeste, l'hôpital des veuves, nommé également l'Hôtel-Dieu des femmes, recueille surtout des pestiférées sur la rue Mercière, entre les rues Raisin et Thomassin.
Sur la rive droite de la Saône, les établissements d'assistance sont souvent de très anciennes fondations et sont liées aux églises Saint-Georges et Saint-Paul.
De cette dernière dépendent l'« hôpital des Deux-Amants », à l'extrémité de la rue Bourgneuf, remplacé par l'établissement de « la Chana » et l'« hôpital Saint-Eloi » tout proche de l'église, qui disparait en 1503 à la suite d'un procès entre le chapitre Saint-Paul et le consulat.
L'église Saint-Georges, quant à elle, surveille l'établissement des « hospitaliers de Saint-Jean de Jérusalem », qui a vocation a accueillir des pèlerins. Tout proche de l'église Sainte-Marie se trouve le petit hôpital du même nom. Ces deux établissements ne sont guère actifs. Enfin en 1474, Jacques Caille, riche marchand lyonnais, et sa femme Huguette Balarin, décident de fonder l'« hôpital Saint-Laurent » pour les pestiférés et acquièrent du chapitre de Saint-Irénée la chapelle de Saint-Laurent des vignes ainsi que des terrains et bâtiments attenants, situés au-dessous de la paroisse Saint-Irénée. Une fois les aménagements réalisés, l'institution est confiée au consulat. Cette église devient rapidement trop petite et la confrérie de la Trinité l'agrandit à ses frais en 1509. En 1533, Thomas II de Gadagne, sous l'impulsion du dominicain Sante Pagnini demande à l'architecte Salvator Salvatori de construire un troisième bâtiment,,.
Tous ces hôpitaux sont des établissements de petites dimensions, qui disposent de peu de lits pour les malades et qui servent essentiellement de point de ralliement pour les pauvres qui viennent recevoir une distribution de nourriture. Les religieux qui gèrent ces hôpitaux ne disposent le plus souvent pas de fonds suffisants, entre possessions foncières et legs, pour subvenir aux besoins de tous les nécessiteux. Ils doivent donc souvent quêter auprès de la population pour compléter leurs ressources.

##### Les maladeries
Au XVe siècle, quatre établissements sont constitués en dehors de la ville pour y tenir les pestiférés et les malades dont on refuse la présence au sein de la cité, par peur de la contagion.
Il y en a une vers Saint-Irénée, nommée la maladerie du Griffon ; Une vers Saint-Foy nomme Saint-Martin ; une à Vaise sous le nom de Saint-Pierre ou Balmont et une de l'autre côté du pont du Rhône qui remplace peut être l'ancien hôpital du Béchevelin, la maladerie de Sainte-Madeleine.

#### La justice
Depuis une décision de Philippe V, l'archevêque seul dispense la justice séculière depuis 1320. Elle est toutefois grignotée progressivement par le bailli du roi, vers qui se tournent le plus souvent possible les bourgeois lyonnais soucieux de se soustraire à l'influence trop proche de leur seigneur ecclésiastique. François Ier prend totalement possession de ce pouvoir en 1531, qui est rendue en 1547 par Henri II. Lors de la prise de pouvoir protestante de la ville en 1562, le roi en profite pour accaparer illégalement l'ensemble des pouvoirs judiciaires, en l'absence de l'archevêque. Cette situation devient définitive. Les derniers pouvoirs judiciaires seigneuriaux des autorités ecclésiastiques après cette date sont ceux détenu sur le château de Pierre Scize par l'archevêque et sur le cloitre Saint-Jean par le chapitre cathédral,.
La justice à Lyon est composée de la cour séculière, dirigée par l'archevêque pour toutes les causes temporelles, de l’official, dirigé également par l'archevêque et qui a compétence pour tous les délits spirituels. Le chapitre Saint-Jean peut également juger des faits répréhensibles en usant de son pouvoir spirituel (excommunication, interdit, anathème) au sein d'une cour du glaive.
Le consulat n'a jamais reçu de pouvoirs judiciaires de la part du roi. Ainsi, la justice des foires leur échappe également dès les origines, le roi se réservant un officier pour cela nommé conservateur et gardien des foires. Les bourgeois réussissent toutefois à obtenir le droit de nommer des arbitres qui peuvent régler des conflits liés aux foires avant d'en appeler à l'officier royal. Cette instance, préfiguration des tribunaux du commerce, existe également à Rouen et Toulouse, et a été copiée à Paris en 1536 par édit royal.

#### Le gouverneur
Le gouvernement des provinces est une institution créée par les Capétiens pour administrer en leur absence tout ce qui concerne les affaires militaires, et essentiellement prendre toutes les mesures nécessaires pour défendre leur territoire. Le gouverneur du Lyonnais contrôle un espace comprenant les actuels départements du Rhône et de la Loire, avec en plus des zones du Velay et de la Dombes. Il règne sur trois petites provinces : le comté du Lyonnais, la seigneurie du Beaujolais et le comté de Forez.
Cette fonction apparaît après celles de bailli et de sénéchal, sans qu'il y ait immédiatement suppression des précédentes institutions, qui tombent le plus souvent progressivement en désuétude. Ainsi, le premier gouverneur de Lyon est Tanneguy IV du Chastel en place de 1462 à 1468 qui succède à des sénéchaux. Il reçoit une délégation de pouvoirs très large de la part du roi, qui en fait un véritable vice-roi dans sa province. Il a, pour cela, le titre de lieutenant-général.

##### Fonctions et pouvoirs

Le royaume de France et ses voisins en 1477.

Ces fonctions militaires principales, qui lui donnent le commandement sur toutes les troupes de sa province, s'amenuisent avec le temps, surtout à partir du moment où son territoire n'est plus sur une frontière stratégique. Il conserve, par contre, toute autorité sur les places fortes, fortifications, munitions ou déplacements de troupes. L'une de ses prérogatives les plus importantes est la discipline des gens d'armes. En effet, faute de baraquements propres, les garnisons logent chez les civils, et se livrent souvent à des exactions.
Responsable du calme et de l'ordre public, il voit ses pouvoirs civils augmenter pour réprimer tous les troubles, des bagarres et rixes en passant par les révoltes. Il a également autorité pour s'occuper des sujets d'intérêt général tels les disettes ou épidémies, mais aussi des problèmes plus ponctuels comme la voirie, la circulation ou la régulation de l'alimentation.
Pour agir, il peut mobiliser et mettre sous ses ordres tous les organismes royaux et municipaux, dont la milice ; et même lever le ban et l'arrière-ban.

##### Position et soutien
Très souvent, les personnages choisis pour être gouverneurs sont issus de la bonne noblesse, fidèle au roi et sont des militaires aguerris. Comme le gouverneur cumule très souvent de nombreuses fonctions, et qu'il remplit régulièrement des missions pour le roi en dehors de son territoire, il nomme un lieutenant qui le supplée lorsqu'il est absent et le seconde s'il est présent.

##### Rôle à la Renaissance
Durant la Renaissance, Lyon est une ville frontière dont les voisins sont quelquefois menaçants. Le duché de Savoie possède la Bresse, le Bugey et le pays de Gex, et mène une politique ambiguë. De même, le duché de Bourgogne est un ennemi direct durant la guerre de Cent Ans, et tout autant du temps de Charles le Téméraire. Celui-ci attaque et occupe le Mâconnais. Enfin, la Franche-Comté est aux mains des Habsbourg, amenant l'Empire non loin de la cité.

#### Le bureau des finances

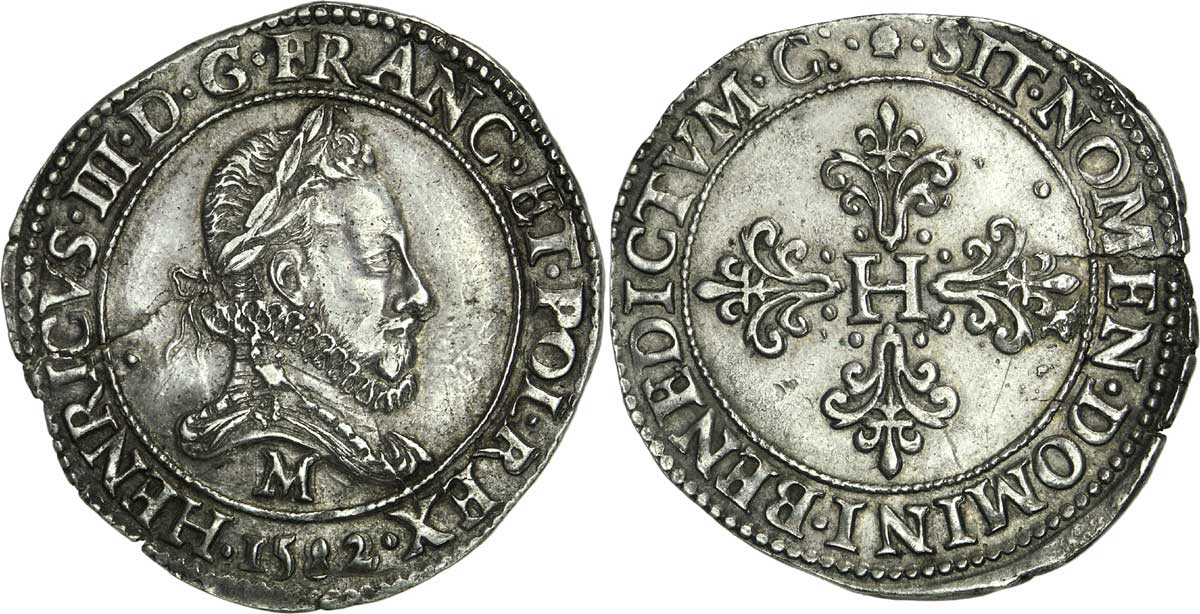
Franc d'Henri III, créateur des bureaux des finances. 1582.

Le bureau des finances de Lyon est créé en 1578, en même temps que tous les autres du royaume. Issu d'une réforme actée en 1577, il répond à une volonté de rationalisation de la perception de l'impôt et, de manière plus pragmatique, à la création de nouveaux offices pour générer de nouveaux revenus. Le bureau des finances de Lyon a pour cadre de compétence la généralité de Lyon. Il comprend alors cinq membres qui se réunissent pour la séance inaugurale au Palais de Roanne le 9 juin 1578. Il comprend quatre anciens trésoriers de France : les frères Camus, M. Groslier et M. de l'Aulbe. Le cinquième, nouveau venu dans l'institution, est M. Garrault, trésorier de l’Épargne.
Les premières années, le bureau se tient chez l'un ou l'autre des trésoriers, puis, en 1582, ils louent une maison rue Saint-Jean.

#### Les nations étrangères
Lyon à la Renaissance voit arriver de fortes communautés étrangères, artisans, marchands, banquiers. Au début du XVIe siècle, elles sont si nombreuses que Lyon est vue comme cosmopolite par les Lyonnais de souche, comme le dit Symphorien Champier :

« là où habitent gens de toutes nations, comme Italiens, Florentins, Génois, Luquois, Allobroges, Allemans, Espagnols et autres nations »

.
Lorsqu'ils sont suffisamment peuplés et structurés, ces groupes créent des « nations ». Cet afflux est dû aux lettres patentes de Charles VII conférées en 1420 et continuellement reconduites par la suite qui exemptent de taxes les marchands français et étrangers. Ces organismes leur permettent de s'organiser, de réguler leurs propres membres et d'être représentés vis-à-vis des autorités, que ce soit le consulat lyonnais, le roi de France ou l'autorité de leur lieu d'origine.
Les nations constituées sont des interlocutrices régulières du consulat, qui défend leurs privilèges avec fermeté. Les représentants des nations prennent part à toutes les solennités, et en particulier les entrées royales et celles de grands personnages. Sûrs de leur richesse et de leur puissance, ils montrent lors de ces occasions l'étendue de leur fortune avec de riches équipages et de beaux habits de soie, de velours et d'argent.

« Tant par son commerce que par ses hommes, ses femmes et son aspect, cette ville a un je ne sais quoi de la belle Italie, ce qui en fait la plus belle ville de France. »

Les Italiens forment les nations les plus nombreuses et importantes, des origines des foires jusqu'à la fin de la Renaissance. Les principales villes d'origine sont Florence, Milan, Gênes et Lucques. Moins nombreux sont les Italiens originaires de Bologne et Venise.

##### La nation florentine

Blason de la République florentine.

De toutes les nations lyonnaises, la florentine est la plus riche et la plus peuplée. Ses familles les plus notoires sont les Gadagne, les Médicis et les Capponi. À l'exemple de plusieurs de ces grands clans commerçants et bancaires, Lyon accueille régulièrement des Florentins exilés à la suite d'une crise politique. Cette nation conserve sa suprématie durant un siècle, du milieu du XVe au milieu du XVIe siècle ; les Florentins quittant ensuite progressivement Lyon durant le second XVIe siècle, tout en y tenant toujours quelques postes importants, dont l'office de la douane de Lyon.

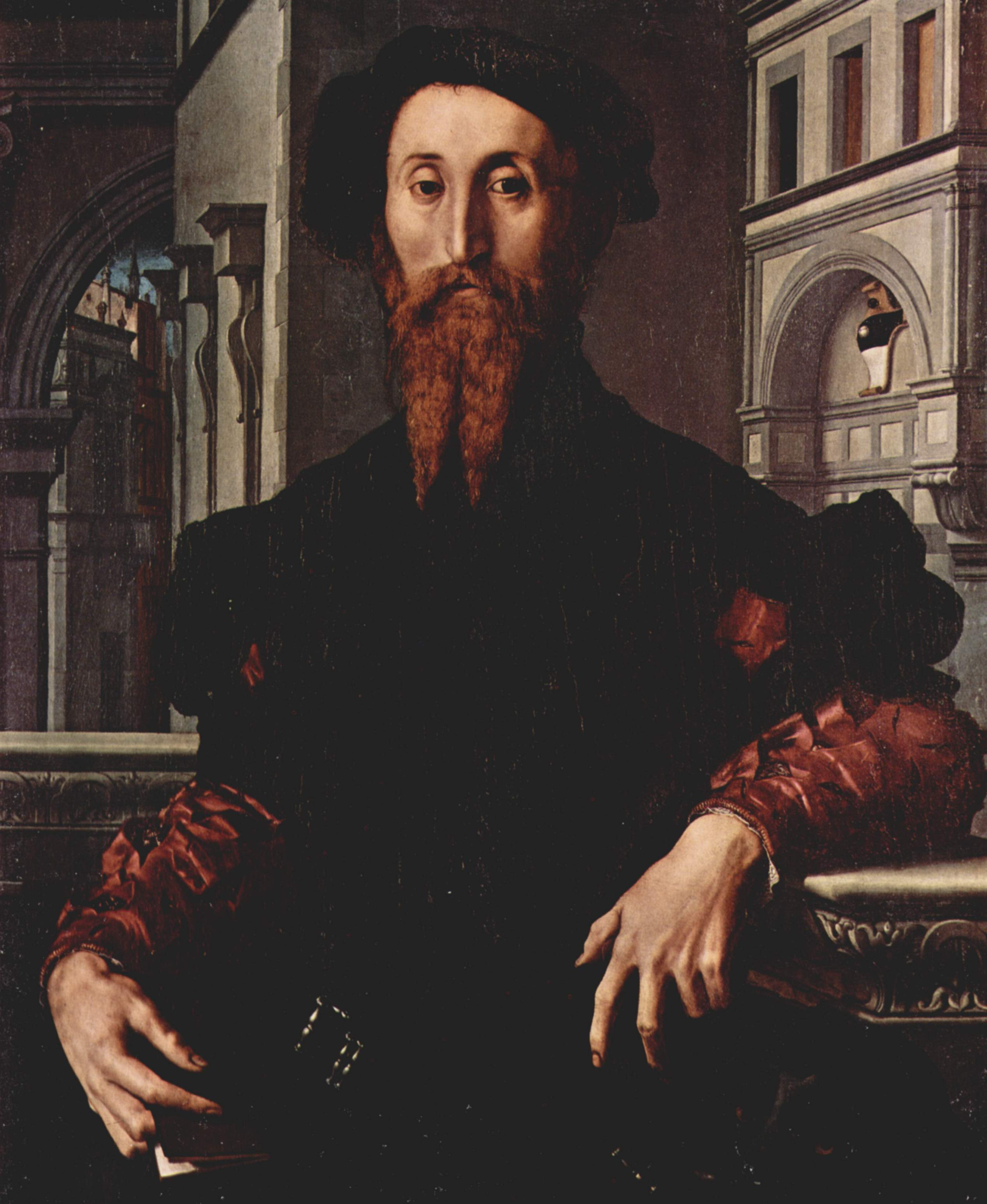
Bartolomeo Panciatichi de Agnolo Bronzino, Vers 1540. Galerie des Offices.

La nation est structurée de manière officielle par une constitution, plusieurs fois révisée, et toujours approuvée par les autorités de Florence. La première est établie le 4 janvier 1477, proche de celle écrite à Genève en 1447. Elle est réformée lors d'une assemblée du 11 juillet 1501 pour établir des liens plus étroits avec la République florentine. Les dirigeants de la nation lors de cette séance sont Nicola del Bene, Thomas Ier de Gadagne et Giovanni Vecchietti.
Les dirigeants de la nation sont quatre conseillers et un consul. Le consul, en tant que dirigeant de la plus importante communauté marchande et banquière de Lyon, a le privilège de diriger la foire des paiements, qui clôt chacune des quatre foires annuelles. En interne, les dirigeants se réunissent quatre fois par an. Leur but est de défendre les Florentins, leurs privilèges lors des foires et la liberté du commerce en général. Ils veillent également à faire respecter aux membres de la communauté les lois et règlements de la ville, et ainsi à éviter tout scandale qui rejaillirait sur la nation tout entière. Cette assemblée comprend toujours les cinq dirigeants, et si l'un ne peut venir, il se fait toujours remplacer. Cette réunion a lieu dans la chapelle Saint-Jean-Baptiste de l'église de Notre-Dame-de-Confort.
Les consuls les plus importants sont le banquier Nicolas del Bene en 1502,, Thomas Ier de Gadagne en 1505, Jacopo Nardi en 1512, Leonardo Spina en 1541, Lorenzo Capponi en 1556, Francesco Capponi en 1570, Bernardo del Barbigia en 1579, Francesco Martelli (it) en 1583 et Matteo Bartolomei en 1584. À la fin du XVIe siècle, la nation florentine perd de son pouvoir, car les familles les plus importantes quittent Lyon.
L'église Notre-Dame de Confort est dès les origines le lieu de culte de la nation florentine. Ils acquièrent en 1464 le privilège de pouvoir y enterrer leurs morts et financent son agrandissement et son embellissement.

##### La nation génoise

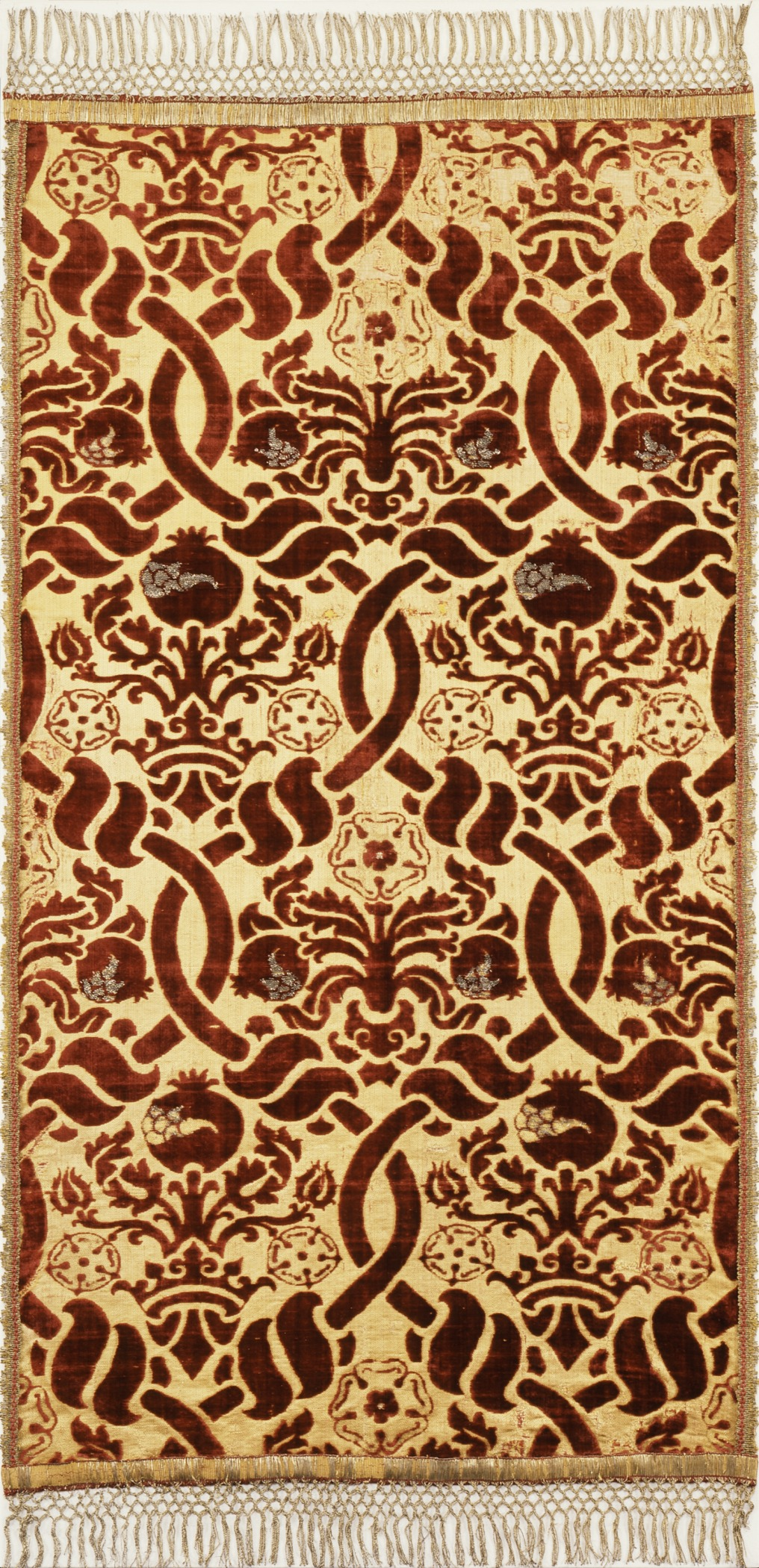
Etoffe de velours de soie du premier quart du XVIe siècle tissé à Gênes. Musée d'art du comté de Los Angeles.

La nation génoise est bien implantée à Lyon, au travers de nombreuses firmes à la structure juridique élaborée, construite pour dissocier les biens personnels des investisseurs de ceux de la société. Très rarement familiales, les firmes génoises sont la plupart du temps l'union de plusieurs marchands issus de différentes lignées.
Moins présents à Lyon que les Florentins, ils sont plus nombreux et plus actifs que les Lucquois. Il existe avec ces derniers une tradition d'entraide, et les natifs de Lucques poursuivent régulièrement une affaire pour le compte d'un Génois absent.
Ils fondent à Lyon, à l'instar des autres populations une Nation, avec des consuls, des trésoriers et des conseillers. Lorsque le conflit avec Charles Quint force plusieurs familles à s'exiler de leur ville d'origine, un certain nombre se font naturaliser français pour s'installer à Lyon durablement.
Les liens entre Génois et Lyonnais sont étroits, nombreuses sont les sociétés marchandes lyonnaises à se rendre à Gênes. Cela n'empêche pas, lorsque les conflits politiques deviennent cruciaux, de poursuivre les échanges par divers moyens. Ainsi, les Génois sont expulsés par le roi de France entre 1496 et 1500, de 1512 à 1515 et de 1529 à 1535. En représailles, la république de Gênes expulse les marchands Lyonnais, mais cela n'arrête jamais complètement les affaires. Les principaux échanges concernent le tissu. Les Génois amènent à Lyon des velours, et ils viennent y chercher des tissus lyonnais ou du drap anglais ou de Flandres. Les Génois importent également de la soie, d'abord comme intermédiaire, puis comme fabricant.

##### La nation flamande

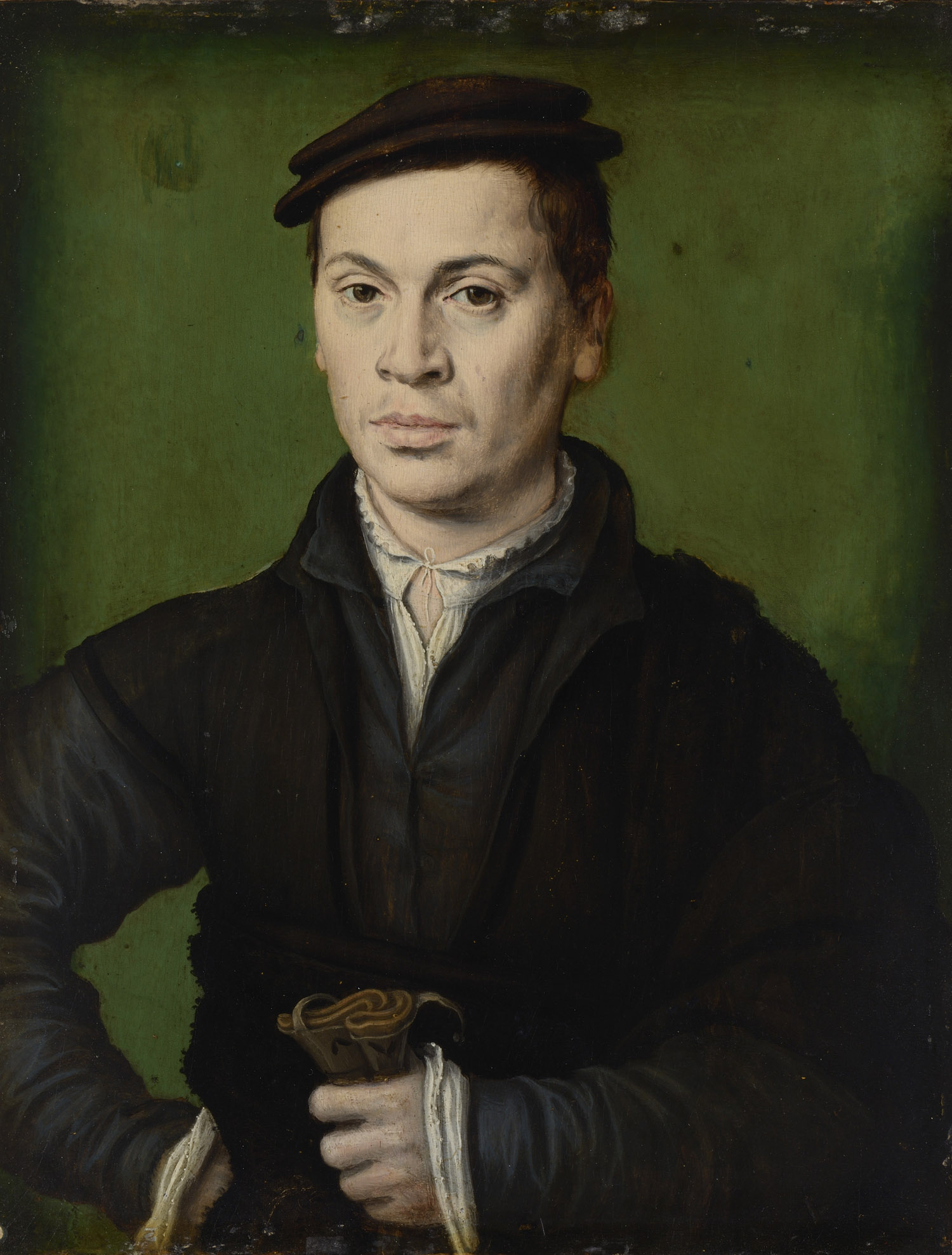
Homme au béret noir tenant une paire de gants, vers 1530, musée des Beaux-Arts de Lyon

Composée en grande partie d'artistes, la nation flamande n'a pas la même importance que les italiennes. Elle dispose toutefois d'une grande influence dans le domaine artistique, la peinture et la gravure notamment. Nombreux sont les Flamands qui passent par Lyon pour aller étudier en Italie, et certains s'y installent. Cette nation a dans la cité une influence notable, plus de vingt-deux artistes de cette origine ayant pris racine sur les bords du Rhône et de la Saône. Le centre de la communauté se situe rue Mercière, où se retrouvent les Le Roy, Jean de Crane, Liévin Van der Meer, Mathieu d'Anvers. La personnalité flamande la plus importante est cependant Corneille de Lyon, qui réside rue du Temple.

## Vie politique
De Charles VII à François Ier, la ville voit sa structure institutionnelle basculer. D'une bonne ville médiévale dotée de libertés respectées par le roi, elle passe à une cité marchande internationale étroitement contrôlée par la royauté, mais dont l'élite s'insère pleinement dans le cadre institutionnel d'une monarchie en voie de consolidation. Dès la fin du XVe siècle, Lyon est partie prenante des conflits qui opposent les grandes nations européennes. Et la ville, poussée par l'afflux de richesse et d'honneur, voit son organisation politique évoluer.

### La naissance des foires et le changement de dimension de la cité lyonnaise
Durant le second XVe siècle, Lyon change de dimension grâce à un concours de circonstances. La lutte de Charles VII contre la Bourgogne le pousse à conférer à Lyon les mêmes privilèges que les foires de Brie ou de Champagne en 1420 ; par l'institution de deux foires par an en 1422. Tout d'abord de faible ampleur, elles se développent considérablement à partir des années 1460 et Lyon passe d'une modeste cité de second rang à une place commerciale et financière majeure en Europe.

#### Charles VII, ou l’insertion dans le corps du royaume

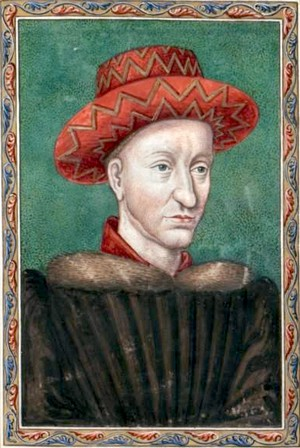
Charles VII.

La ville connaît un basculement au milieu du règne de Charles VII, dans les années 1445. À cette date, les écorcheurs quittent les environs de la ville, appelés par le roi qui, désirant faire partir les compagnies de son royaume, les envoient avec son fils faire campagne en Alsace. À leur retour, elles trouvent les Grandes ordonnances qui les canalisent et font progressivement cesser leur nuisance. Au même moment, en 1444, les foires reprennent, et sont vigoureusement soutenues par le roi qui octroie à la ville une troisième foire annuelle, et interdit aux marchands du royaume d'aller à Genève. Enfin, c'est à cette même époque que Jacques Cœur investit fortement dans les montagnes des alentours de Lyon, ouvrant ou exploitant des mines d'argent. Il s'associe avec plusieurs familles de notables, comme les Jossart ou les Syvrieu ; dont certaines profitent de sa chute pour faire fortune, telle celle des Baronnat. C'est ainsi que cette période voit l'activité économique lyonnaise reprendre vigoureusement.
À partir de cette époque, les relations entre la commune lyonnaise et la royauté changent. La paix permet au roi de faire peser de tout son poids sa volonté de contrôler les élites urbaines, imposant des impôts plus réguliers, et une garnison à demeure. La volonté de contrôle du roi se voit dans l'abandon par le consulat de son autonomie financière et de nomination des personnes aux postes importants de la cité. Mais cet abandon se compense par l'introduction de nombreux bourgeois dans différents cercles du pouvoir, permettant, en contre-coup de recevoir de la main du roi les charges locales qu'ils désirent. Dans le même temps, notamment avec la réforme du consulat de 1447, les élites dirigeantes se ferment aux classes laborieuses, cooptant leurs membres entre les classes les plus riches et ne réunissant plus d'assemblées générales.

##### Lyon entre Charles VII et le dauphin Louis
Les relations entre Lyon et le roi sont également particulières entre 1447 et 1457, car durant cette période, le dauphin Louis, futur roi de France Louis XI, est exilé en Dauphiné. Le 7 janvier 1447, il est à Lyon, avant d'entrer dans le Dauphiné le 15 janvier. Les Lyonnais et lui commencent par entretenir de bon rapport, mais les velléités de puissance du jeune homme rendent tendues ses relations avec la ville ; car sans faillir, les bourgeois lyonnais restent fidèles à leur roi. De 1455 à 1460, les Lyonnais soutiennent régulièrement et confidentiellement le dauphin, en lui donnant 3 000 écus d'or chaque année, par messager secret. Ce grand écart entre les deux hommes d'État est complexe lorsque le conflit entre Louis et Charles VII se tend. Lorsqu'en 1452, Louis se marie avec Charlotte de Savoie sans en référer à son père, ce dernier vient en force dans la région. Le duc de Savoie Louis Ier s'empresse de venir négocier, et l'affaire se règle sans heurt pour Lyon. Un groupe d'hommes du roi, le maréchal de Lohéac, l'amiral de Bueil et Jacques de Chabannes viennent inspecter les défenses de la cité en 1453. Il est décidé de transférer le commandement du château de Pierre Scize du sire de Beaujeu, Aymard, à Jacques de Lavieu, sire de Fougerolles.
Dès le départ de son père en 1454, Louis se venge et ravage quelques terres lui appartenant, à la Valbonne et Montluel. La réponse est rapide ; Antoine de Chabannes vient en novembre faire camper son armée entre Saint-Priest-en-Velin et Saint-Symphorien-d'Ozon. Le roi reprend possession des châteaux de Rochetaillée, de Saint-Bernard et Genay. Il arrive peu après, logeant dans le château d'Yvours à Irigny puis de Saint-Priest. Il reste pendant deux ans dans la région, rattachant le Dauphiné au domaine royal et s'imposant solidement en Franc-Lyonnais contre les prétentions de la maison de Savoie. Il quitte le Lyonnais en 1457.
Le 25 juillet 1461, à la suite du décès de Charles VII trois jours auparavant, Jean de Villeneuve et deux autres délégués sont déjà chargés d'aller prêter à Louis XI, le serment de fidélité de la ville de Lyon, avant que Louis ne reçoive la nouvelle de ce trépas à Genappe.

#### L'essor de Lyon sous Louis XI

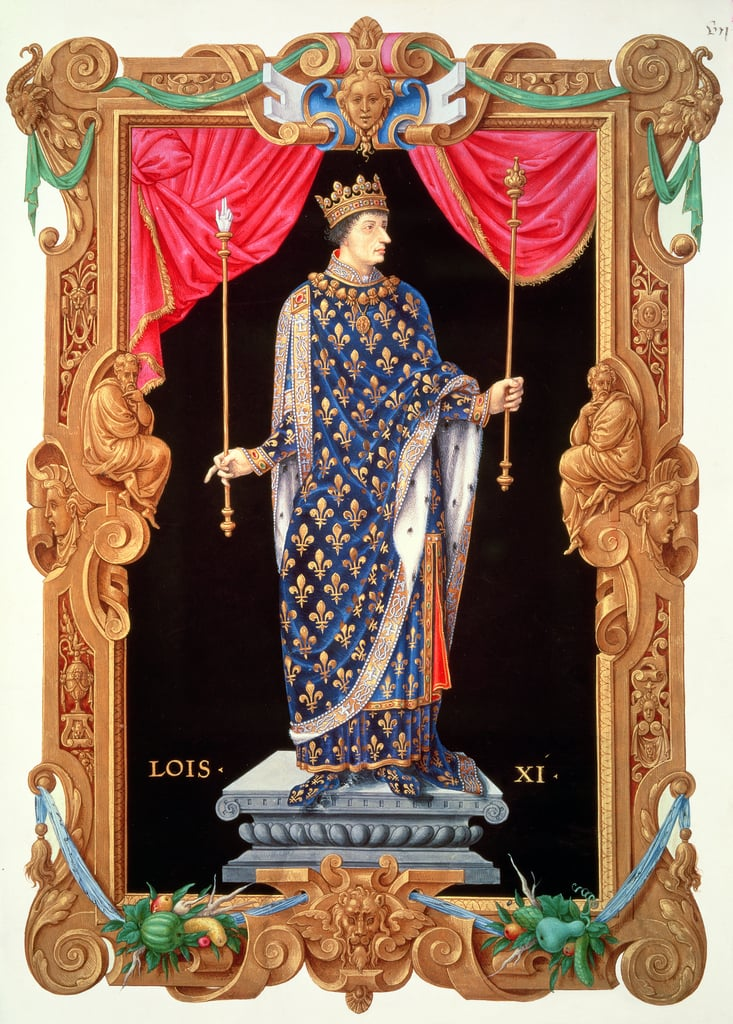
Louis XI, miniature du Recueil des rois de France, vers 1550.

Sous Louis XI, la commune ne subit pas sa volonté de museler les libertés municipales, qu'il applique sans faillir à de nombreuses villes (Angers, Amiens, Bourges, Poitiers). Que ce soit pour le prélèvement des taxes et impôts, ou pour la désignation des dirigeants, la cité est laissée bien plus libre qu'auparavant. Par ailleurs, comme pour quelques autres villes du pays (Caen, Rouen) le roi est attaché à sa prospérité, et soutient les foires de la cité. Tout ceci provient en grande partie de sa fidélité sans faille et à son paiement permanent des nombreuses sommes demandées,. Il faut aussi ajouter que Lyon soigne en permanence le roi et ses fidèles par des ambassades chargées de cadeaux. Enfin, de nombreux Lyonnais vivent dans l'entourage du roi, et peuvent ainsi parler en faveur de leur ville,.
Cette fidélité est démontrée lors de la guerre du Bien public. L'archevêque de Lyon Charles II de Bourbon, ainsi que son oncle l'archevêque du Puy prennent les armes contre le roi. Lyon, quant à elle, se mobilise immédiatement et durant toute la durée du conflit pour le roi. Sans armée, elle est essentiellement un soutien logistique, fournissant argent, vivres et armes aux armées ; notamment à celle du fils du duc de Milan : Galéas Sforza, venue avec son armée pour soutenir le roi. Prudent, les Lyonnais lui refusent l'entrée dans la ville mais l'aident pour qu'il aille faire butin dans le Forez. Militairement, Lyon ne fournit qu'une modeste compagnie de Franc-archers, que Louis XI utilise pour toutes ses campagnes. Le roi impose aux Lyonnais d'améliorer et d'entretenir les fortifications, envoyant régulièrement des lieutenants pour vérifier les travaux faits et les pousser à accélérer les choses.

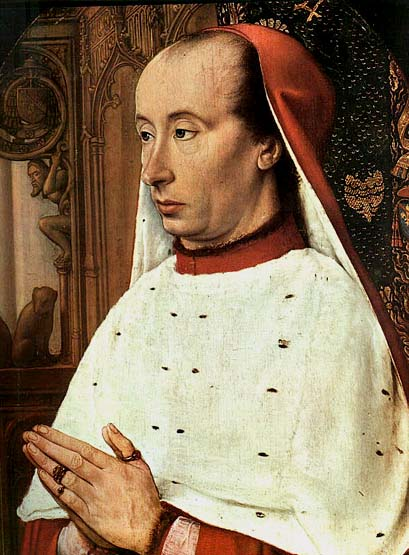
Charles II de Bourbon.

Contrairement à d'autres adversaires, une fois la victoire acquise, Louis XI se réconcilie avec l'archevêque de Lyon, demandant au pape pour lui la légation d'Avignon. Pour cette nomination, le pape Sixte IV envoie, en 1472, le légat cardinal Basilius Bessarion vers Lyon et lui rendant Pierre Scize. En 1466, le roi l'envoie auprès du pape Paul II en qualité d'ambassadeur, avec Thibault de Luxembourg. Charles de Bourbon ne vient à Lyon que pour se faire consacrer et confirmer les privilèges de la commune, puis repart pour des années près du roi, bien plus diplomate que prélat. Toutefois, Louis XI arbitre en permanence pour la ville dans les conflits qui existent entre elle et son chef religieux ; de même contre le chapitre Saint-Jean (épisode de la halle de la Grenette de 1477). Cette bienveillance, non dénuée d'arrière-pensée fiscale, se voit également lorsque Louis XI, dans un souci de développer une concurrence à l'artisanat de luxe des Italiens, accorde aux Lyonnais le privilège du travail de la soie dans le royaume. Ne voulant pas froisser les Italiens, leurs premiers partenaires commerciaux, les consuls temporisent et finissent par préférer payer l'installation des ouvriers en soie à Tours.
Entre 1461 et 1476, Louis XI souhaite tenir sous sa garde le duché de Savoie, tout en guerroyant régulièrement en Bourgogne. Pour cela, Lyon est la base arrière idéale. Durant la plupart de cette période, Lyon se tient en méfiance des bourguignons et savoyards, fermant souvent les portes et espionnant l'adversaire. Notamment, dès 1468 la tension s'augmente à cause de l'alliance entre Philippe II de Savoie et le duc Charles le Téméraire. Mais finalement, Lyon n'a pas à souffrir de ces conflits, car après la libération de sa propre sœur Yolande de France en 1476, Louis XI réussit à contrôler étroitement la personne du jeune duc Philibert Ier et les États de Savoie, en arrangeant les mariages des enfants de feue Yolande selon ses vues politiques.
Louis XI n'effectue son long séjour à Lyon qu'en 1476 (de mars à juillet). Il n'y loge pas au chapitre cathédral sauf le 1er juin à la Chapelle de Fourvière, mais dans la maison du bourgeois Jacques Caille. De là, il traite les affaires d'Italie, la guerre de Charles le Téméraire contre les Suisses. En fait, le roi y reçoit la nouvelle de la bataille de Morat le 24 juin, à savoir juste seulement deux jours plus tard, grâce à « l'étonnante efficacité de son courrier »,. Il créera le relais de poste l'année suivante, en ouvrant l'époque de la communication. Par ailleurs, il veut convoquer un concile général à Lyon. Le roi y accueille donc le légat Giuliano della Rovere le 15 juin, ainsi que René Ier d'Anjou du 4 mai au 9 juin afin de résoudre le conflit avec lui, le sujet des successions de la Provence et d'Anjou. Déjouant les complots organisés contre lui, il emprisonne dans une grande cage le duc Jacques de Nemours, à Pierre Scize, avant de le faire porter à la Bastille. Le roi retourne de nouveau à Lyon en mai 1482, après son pèlerinage vers Saint-Claude.
Sous le règne de Louis XI, les élections consulaires se déroulent sans heurts. Le consulat est peuplé d'officiers (les Grant et Paterin) et de banquiers (les Villars et Baronnat). Il n'y a pas encore d'Italiens, même si ceux-ci prennent déjà une certaine importance dans la cité. Il n'y a plus de réels contrôles des maîtres des métiers, et plus d'assemblées générales. Entre les ambassades envoyées au roi pour s'assurer de son soutien ou discuter d'une nouvelle contribution demandée, son travail quotidien est monotone.
Concernant l'Italie, Laurent de Médicis, allié de Louis XI, garde à Lyon un facteur, à savoir agent. Néanmoins, soupçonné à tort d'intrigues à Gênes contre le duc, en 1472 ce Lyonnet de Roussy est arrêté à Gênes. Louis XI doit intervenir pour « mon compere ». Le 14 mai 1484, ce dernier écrit encore de Lyon à Laurent de Médicis.
Durant les dernières années de la vie de Louis XI, entre 1480 et 1483, la ville est considérablement sollicitée pour l'entretien d'armées, principalement pour l'annexion de la Bourgogne, mais aussi le repeuplement d'Arras. De plus, à la suite de la bataille de Guinegatte en 1479, il faut que le roi modernise son armée, en créant les bandes de Picardie à Pont-de-l'Arche. Durant ces années, Lyon doit payer autant que durant tout le reste du règne. Cette augmentation, dont l'acmé se situe en 1482, correspond au sommet atteint par la monarchie depuis et pour longtemps. Cette brusque augmentation de la taxation ne met toutefois pas à mal la prospérité de la ville. Les consuls doivent toutefois apprendre avec soulagement la mort de leur roi le 30 août 1483.

### L'époque des guerres italiennes

#### Charles VIII

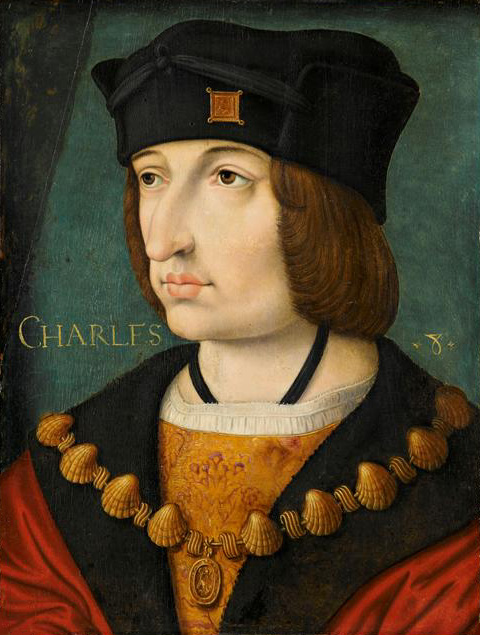
Charles VIII, portrait du musée Condé, Chantilly.

À la suite de la mort de Louis XI en 1483, Anne de Beaujeu, la régente de France, tente de supprimer les privilèges de Lyon, en faveur d'autres villes royales qui manquent de dynamisme. L'année suivante 1484, celles de Lyon sont toutefois effectivement rétablies, selon l'intention de Charles VIII qui prévoit une guerre coûteuse en Italie,. Cependant, la régente aussi profite enfin des foires de Lyon en développant un nouvel axe reliant Moulins à Lyon par Tarare, à savoir des bateaux sur la Loire, au lieu de l'ancienne voie romaine.
Charles VIII arrive en mars 1494 pour passer en Italie et conquérir le royaume de Naples, entamant le cycle des guerres d'Italie. Jeune roi fougueux, il souhaite se lancer dans la guerre et compte se préparer pour cela à Lyon. Il y passe cinq mois à la fois pour convaincre les membres de son conseil très réticent à l'aventure et pour organiser le voyage. Pour son financement, il a recours à des financiers italiens, mais surtout aux bonnes villes de son royaume. Lyon doit s'acquitter de 10 000 livres, qu'elle verse en échange de la confirmation des quatre foires annuelles.

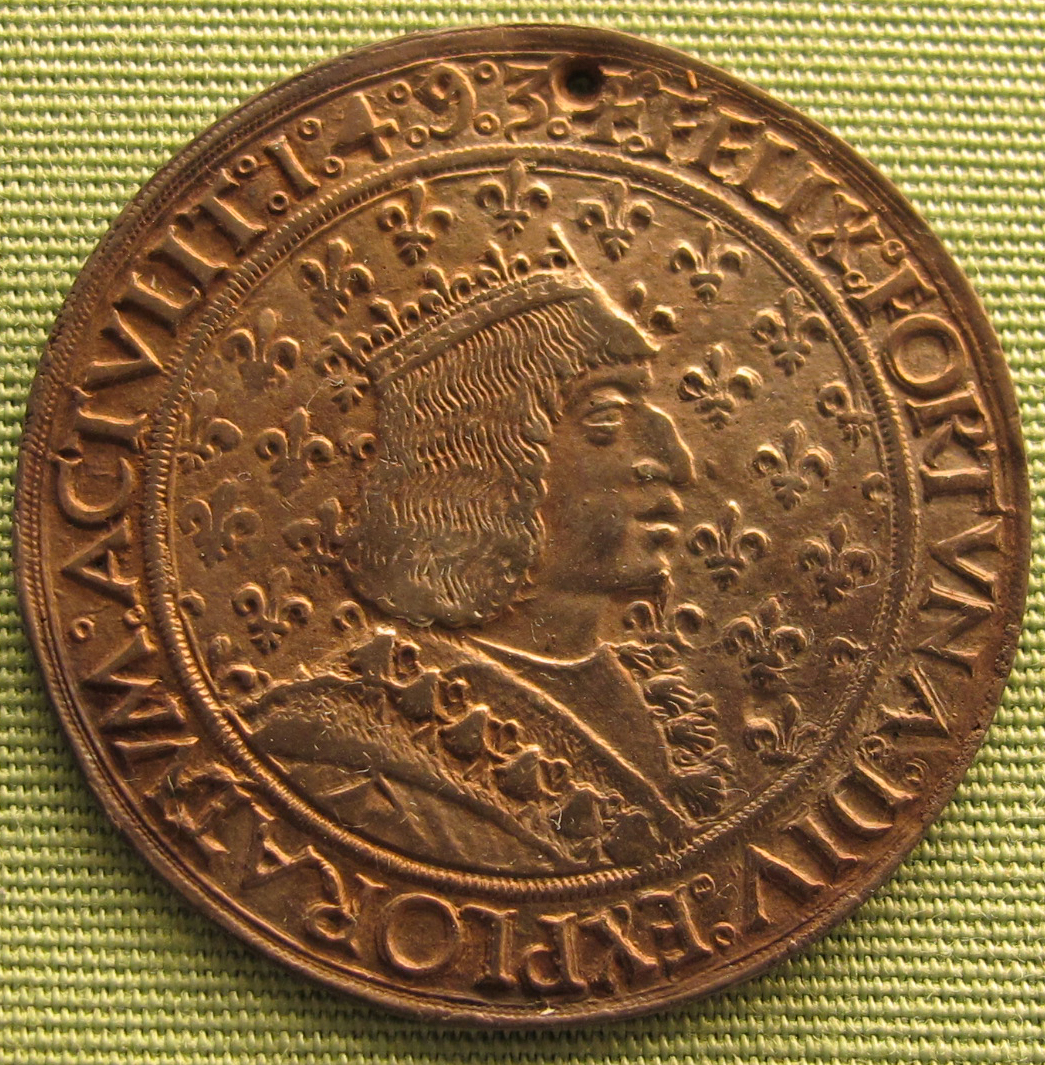
Médaille de Charles VIII, offerte par la ville de Lyon à Anne de Bretagne. 1494. BNF, série royale no 31.

L'expédition quitte Lyon en juillet, emportant quelques marchands lyonnais parmi les plus riches, qui servent de munitionnaires aux troupes. Certains tirent de substantiels bénéfices de la guerre, d'autres y perdent beaucoup. Le retour du roi en novembre 1495 est l'occasion de nombreuses fêtes, qui sont vite oubliées lorsque l'annonce d'une nouvelle expédition arrive, impliquant de nouveaux prélèvements sur les villes. Cette fois-ci, les consuls lyonnais négocient au roi, en échange de leurs subsides, une lettre patente qui confère le privilège de la noblesse pour les membres du consulat. Ils l'obtiennent en décembre 1495.
Les deux années suivantes, le roi soutire encore de l'argent, espérant repartir en Italie pour reconquérir ce qu'il a tenu un instant entre ses mains. Il meurt en avril 1498 sans avoir pu assouvir son désir. Mais l'octroi de la noblesse aux membres du consulat, ainsi que les demandes répétées d'argent entraînent un fort mécontentement du peuple lyonnais, qui accuse, et ce, de manière récurrente, les élites lyonnaises de fraude dans la gestion des deniers municipaux.

#### Louis XII

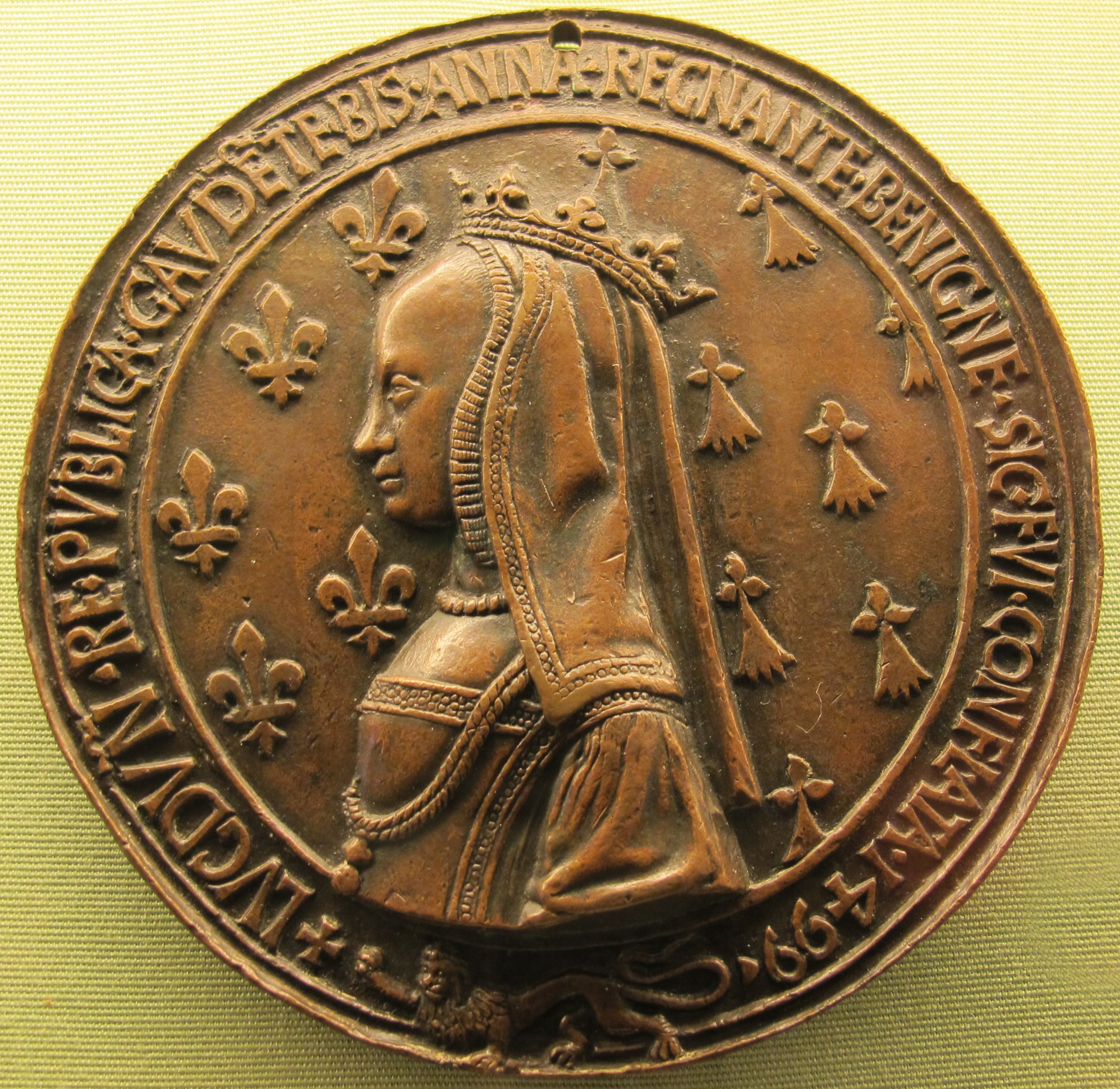
Médaille fondue en l'honneur du passage de la reine Anne de Bretagne à Lyon en 1499.

Louis XII, dès sa montée sur le trône, poursuit la politique expansionniste de son père, et souhaite conquérir Milan. Durant tout son règne, Lyon sert à nouveau de point de départ de la plupart des armées, et de centre où se concentrent la cour, les grands du royaume et les ambassadeurs de tous pays. Entre 1499 et 1503, la ville abrite tous les rouages de l'État. L'impact des guerres italiennes sur Lyon est essentiellement de deux ordres. Comme toutes les villes du royaume, mais plus encore avec l'enrichissement dû à ses foires, la municipalité est sollicitée par le roi pour financer sa politique. Mais par ailleurs, le passage récurrent de personnages importants, la présence fréquente de la cour et de hauts dignitaires confère un prestige et une grande importance à la cité. La politique de Louis XII a des conséquences plus directes pour Lyon. Ainsi, il honore son allié César Borgia du titre de gouverneur du lyonnais en 1498, charge purement honorifique qu'il ne semble jamais avoir réellement exercée.
La ville est aux premières loges des succès et des défaites du roi en Italie. En 1498, elle assiste tout l'été à la préparation de la campagne de Milan. Elle fête le retour du vainqueur le 7 novembre, et grave pour l'occasion une médaille à l'effigie du roi et de la reine. Cependant, ses conquêtes sont perdues dès l'année suivante et en 1500, Louis XII revient à Lyon pour préparer une nouvelle expédition. De nouveaux succès sont acquis et de grands prisonniers sont emmenés dans les prisons de Pierre-Scize : Ludovic et Ascanio Sforza.
Sous son règne, en 1501 et 1504-1505, la ville connait des crises frumentaires, qui ne sont pas dramatiques par rapport à d'autres antérieurs ou postérieurs; et ne causent pas de troubles sociaux importants.

#### FrançoisIer

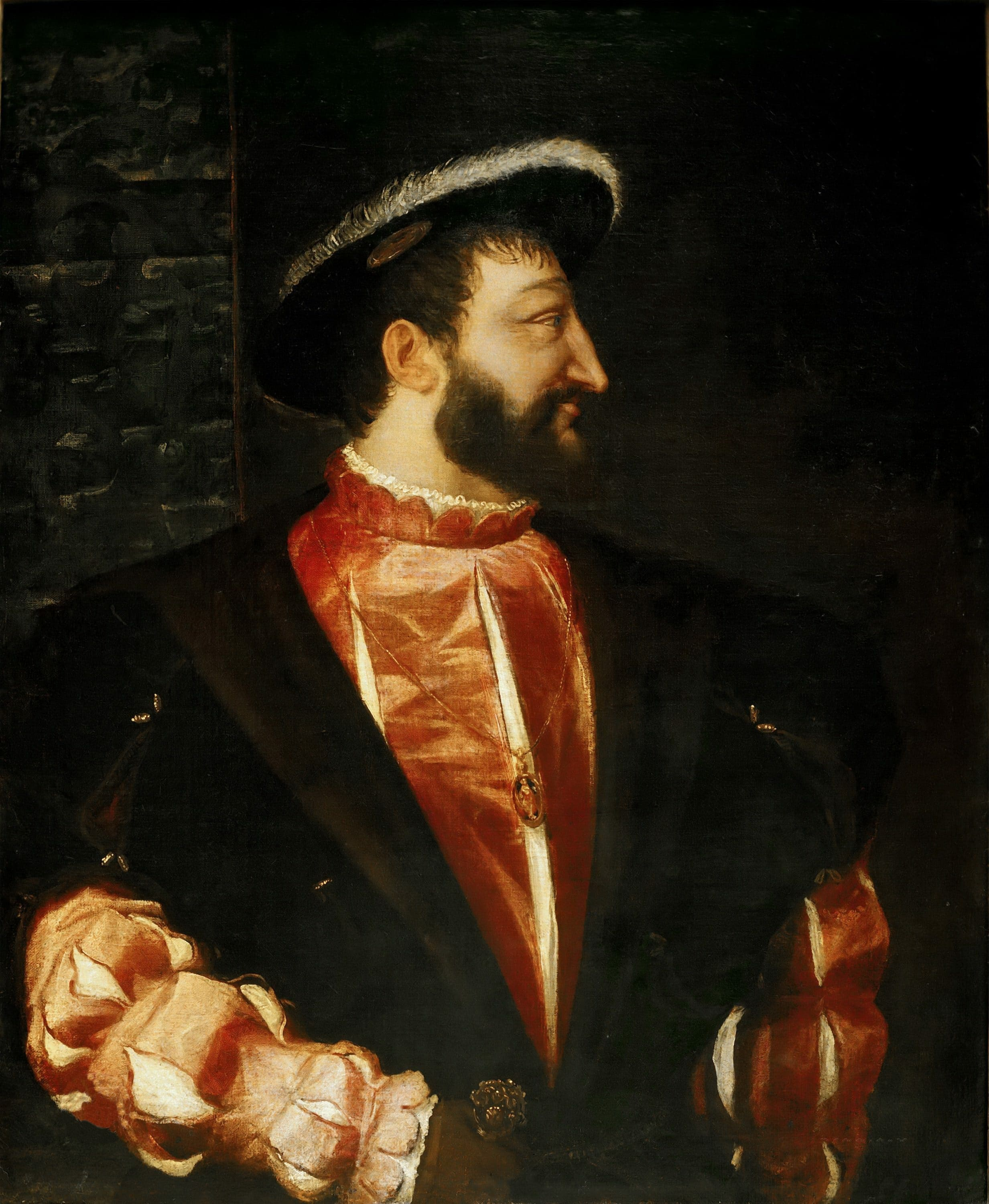
François Ier.

Dès son avènement en 1515, François Ier prépare une campagne pour la conquête du duché de Milan. Durant le conflit, le gouvernement royal réside à Lyon, avec le chancelier Antoine Duprat et le général des finances Jacques de Beaune. Pour financer cette entreprise, le roi sollicite les banques lyonnaises à hauteur de 300 000 écus. Cette politique de finance de la guerre par des emprunts auprès des financiers internationaux de la place lyonnaise devient courante, aux taux élevés d'environ 16%. La première victoire, acquise lors de la bataille de Marignan, entraine de grandes fêtes dans la ville.
Le roi revient dans la cité en 1522 pour suivre la Sixième guerre d'Italie, et y apprend la défaite de La Bicoque. Dès l'année suivante, il concentre à Lyon des troupes pour poursuivre le combat. Une armée de 40 000 hommes commandée par Guillaume Bonnivet attend le roi qui arrive le 22 août 1523. Ce dernier attend le connétable Charles III de Bourbon pour passer les Alpes et apprend finalement sa trahison. Devant l'ampleur du complot, le départ de l'armée est retardé, des suspects sont arrêtés et les portes de Lyon sont fermées pour surveillance. Charles de Bourbon conseille à Charles Quint d'attaquer la cité rhodanienne, mais l'empereur décide d'attaquer la Provence. Il échoue finalement devant Marseille. L'armée passe en Italie sous le commandement de Bonnivet, le roi renonçant à le suivre.

##### Le gouvernement royal à Lyon et la régence

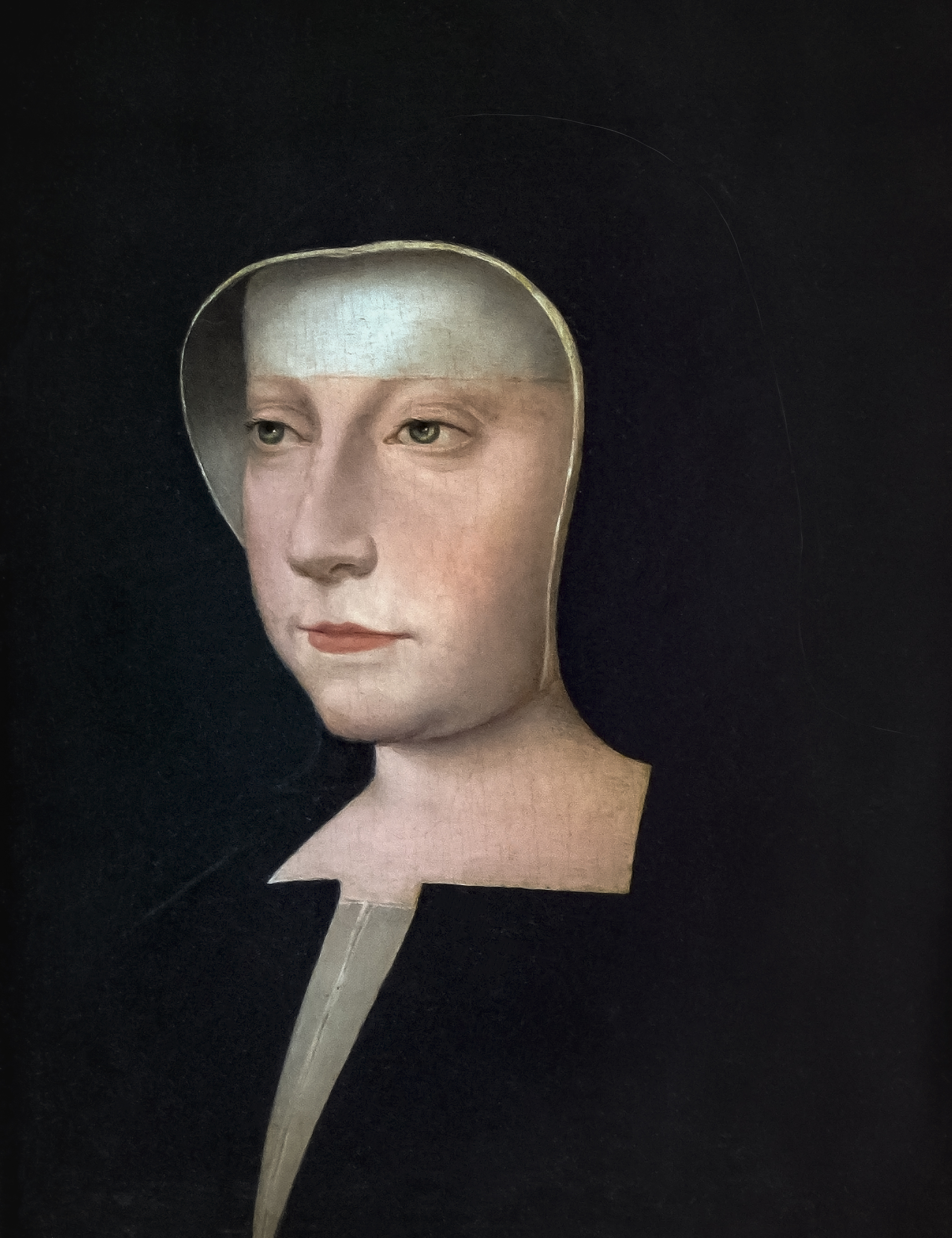
Louise de Savoie, régente du royaume durant la sixième guerre d'Italie.

Le roi revient à Lyon l'année suivante, faisant son entrée le 7 août 1524. Il est accompagné de sa mère Louise de Savoie, de sa sœur, Marguerite de Navarre et de toute sa cour. Le roi ne fait que passer, tandis que la cour et le gouvernement restent à Lyon durant plus de quinze mois. François Ier descend vers la Provence, repousse les envahisseur et passe en Italie, reprenant Milan. Durant cette période, tous les grands personnages du royaume vivent à Lyon, le Conseil étroit, le Grand conseil, dont Antoine Duprat et de nombreux hommes d'Église, de financiers et de diplomates. Durant cette période, la cour étant favorables aux idées nouvelles et humanistes, Lyon connait une vive émulation dans les milieux proches de ces courants.
Avec la nouvelle du désastre de Pavie, Louise de Savoie, régente, décide de concentrer davantage à Lyon les leviers du pouvoir, faisant venir notamment le Charles de Bourbon et des forces militaires. Les restes de l'armée d'Italie reviennent avec à leur tête le duc d'Alençon, qui décède à Lyon, et Henri II de Navarre. Avec la nouvelle de la défaite, le consulat est poussé à poursuivre les fortifications de la cité, mais le manque de moyen ne lui permet pas de les achever.
Le traité de paix de Moore signé entre Louise de Savoie et Henri VIII d'Angleterre est ratifié par la ville de Lyon le 21 octobre 1525, non sans hésitation car il prévoit que le versement de l'indemnité se reporte sur les villes signataires en cas de défaillance du trésor royal. La régente quitte Lyon en février 1526, à la conclusion du traité de Madrid avec Charles Quint qui fixe les conditions de la libération de François Ier. Ce traité est négocié en partie par François de Tournon, futur archevêque de Lyon.

##### La crise frumentaire des années 1529 - 1531 et la rebeyne de 1529
En avril 1529 a lieu à Lyon une révolte frumentaire. Alors que le prix des blés connait depuis quelques années des variations importantes, et que l'approvisionnement de la cité est toujours plus compliqué avec l'accroissement de la population, des libelles placardés à différents endroits sollicitent le peuple en lui demandant de se rassembler aux Cordeliers pour trouver le blé des prétendus accapareurs. Rien n'est fait par le consulat pour prévenir les évènements. Le 25 avril, une foule se rassemble et pille et saccage de nombreuses habitations de la ville, dont le couvent des Cordeliers, la maison de Symphorien Champier, l'Hôtel de ville, la maison du poids des farines. Les notables et le lieutenant général Pomponne de Trivulce (neveu du gouverneur Théodore de Trivulce, absent à ce moment), dépassés, fuient dans le cloître Saint-Jean. Sur le moment, le consulat ne parvient pas à mobiliser les milices des pennonages, probablement à cause du manque de solidarité entre les artisans et boutiquiers, qui composent la masse de la milice mais qui sont exclus des organes du pouvoir.
Le lendemain, les émeutiers cherchent encore d'illusoires réserves de blés destinées à la spéculation et le 27 avril, ils se dirigent à l'abbaye de l'île Barbe dans le même but. Ce même jour, les autorités royales reprennent la main, imposant à la milice au nom du roi de se mobiliser pour rétablir l'ordre. Le gouverneur arrête dix-sept personnes, dont onze sont pendues rapidement,.
L'année 1530 est également médiocre pour les grains, et la peste frappe la cité en avril, et revient l'année suivante. En 1531, la situation du plat-pays et de la cité est encore plus dramatique. Des pauvres mourant de faim viennent de partout et meurent en ville. C'est une véritable marée de plusieurs milliers d'affamés qui viennent parfois de Bourgogne pour tenter de trouver de l'aide. Le consulat et les élites religieuses constatent que les institutions de secours traditionnelles, centrées sur l'entraide de pennonage, ne peuvent suffire face à cet afflux et ils décident de distribuer libéralement de la nourriture. Puis, décidant de trouver des mesures à cette situation nouvelle d'une masse de personnes capables de travailler mais sans aucune ressource, ils fondent l'Aumône générale.

##### La fin du règne de FrançoisIer

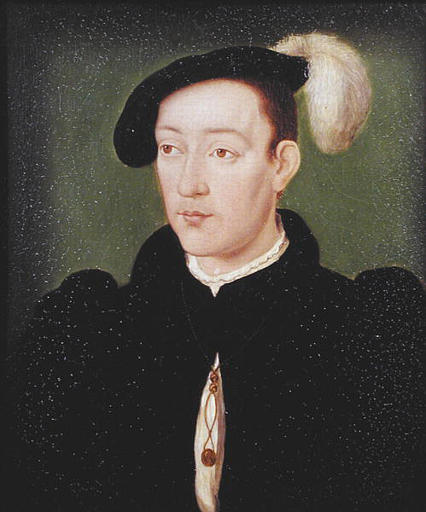
François de France, peint par Corneille de Lyon. Chantilly ; musée Condé.

durant les années 1530, Lyon est le point de passage de nombreux voyages du roi et de grands personnages de l'état, les affaires italiennes accaparant encore beaucoup les esprits. Parmi eux on peut citer les entrées en 1533 d'Éléonore d'Autriche, accompagnée du dauphin François de France et du cardinal-légat Duprat, ou le mariage du roi Jacques V d'Écosse et Madeleine de France en 1537.
En 1536, François Ier, qui craint une offensive de Charles Quint par les Alpes vient s'établir à Lyon pour être près des opérations militaires et diplomatiques. Il y apprend la mort de son premier fils François en août. Suspectant un empoisonnement, il fait arrêter le comte Sebastiano de Montecuculli, qui lui avait donné un verre d'eau avant son malaise, et ce dernier est condamné à mort, écartelé et son corps suspendu à différentes portes de Lyon. C'est durant ce même séjour que François Ier donne à deux marchands piémontais les privilèges de tisser de la soie à Lyon.
En 1539 a lieu la première grève des imprimeurs lyonnais, connue sous le nom de grand tric. Relativement unis sous la société des griffarins, ils cessent le travail durant plusieurs mois pour obtenir des règlements qui améliorent leur condition de vie. Ils n'obtiennent que peu gain de cause et reprennent le travail, entamant un long combat judiciaire qui voit le Roi réaffirmer la toute-puissance du maître des métiers.
À partir des années 1540, la politique extérieure du royaume de France n'est plus portée en priorité vers l'Italie, mais vers les états du nord et de l'est. Lyon n'est plus alors une ville stratégique et les monarques ou grands personnages de l'État n'y viennent plus guère. À la même époque, les rois imposent des taxes sur le commerce qui font tort aux foires, surtout au commerce de la soie. Ces nouvelles demandes royales, toujours plus fortes de nouvelles ressources imposent au consulat de trouver toujours de nouvelles manières de taxer sa population, avec plus ou moins de résistance et d'efficacité.

#### Henri II

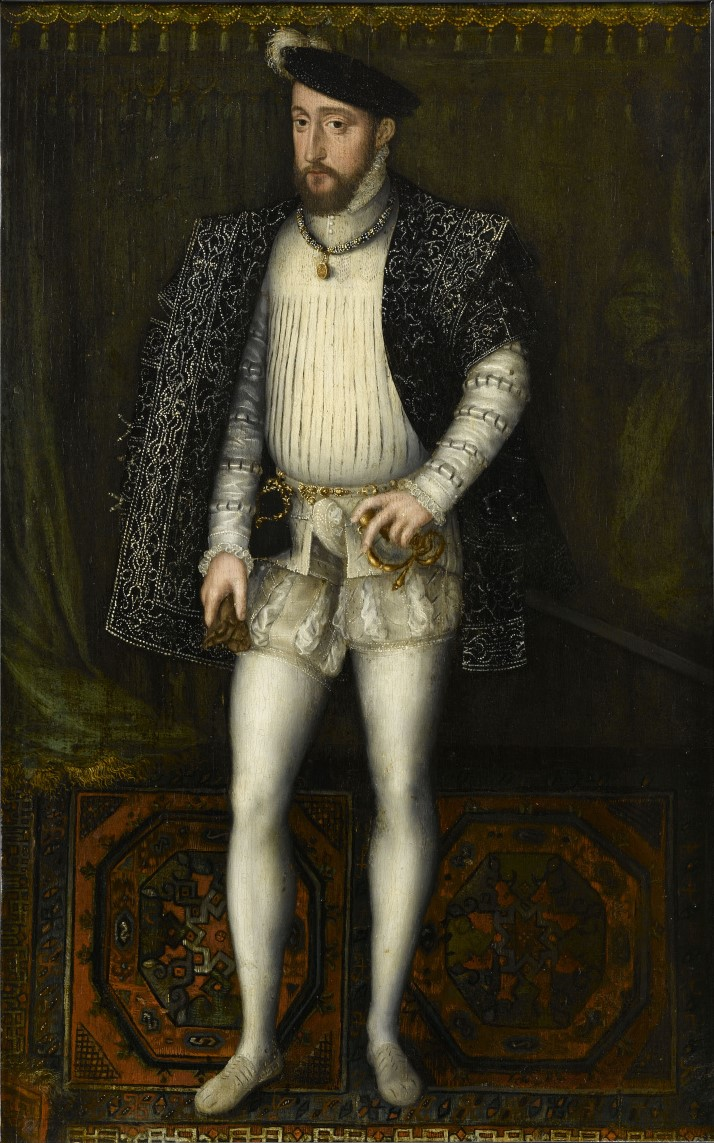
Henri II. Atelier de François Clouet. Chantilly ; musée Condé. PE 555.

Henri II vient à Lyon dès la seconde année de son règne, le 23 septembre 1548, et en cette occasion, la cité organise une entrée solennelle d'une très grande ampleur, destinée à montrer sa puissance à son nouveau souverain,. Les marchands italiens, en cette occasion, font venir des artistes italiens : le peintre Nannoccio dela Costa da San Giorgio et le sculpteur Zanobi, qui œuvrent aux décors théâtraux du palais archiépiscopal.
Le règne d'Henri II est celui du développement de l'administration dans la cité. Le roi souhaite mieux contrôler les villes et y envoie des commissaires choisis parmi les maîtres des requêtes de l'Hôtel. Il accroit le personnel de la généralité et crée un présidial en 1551 qui modifient nettement le fonctionnement des finances locales. Toutes ces réformes visent à financer une politique militaire toujours plus ambitieuse, qui dépasse rapidement les possibilités d'emprunt du roi, son crédit étant entamé. Henri II et ses financiers décident en 1555 de fondre l'ensemble des dettes particulières contractées jusque-là, dans le Grand parti. Cette opération financière ne résout rien et la banqueroute qui suit deux ans plus tard met à mal les finances des banquiers présents à Lyon, qui, pour une part, quittent la ville ou réduisent leurs opérations.

### Les guerres de religion à Lyon
Pour un article plus général, voir Guerres de religion (France).

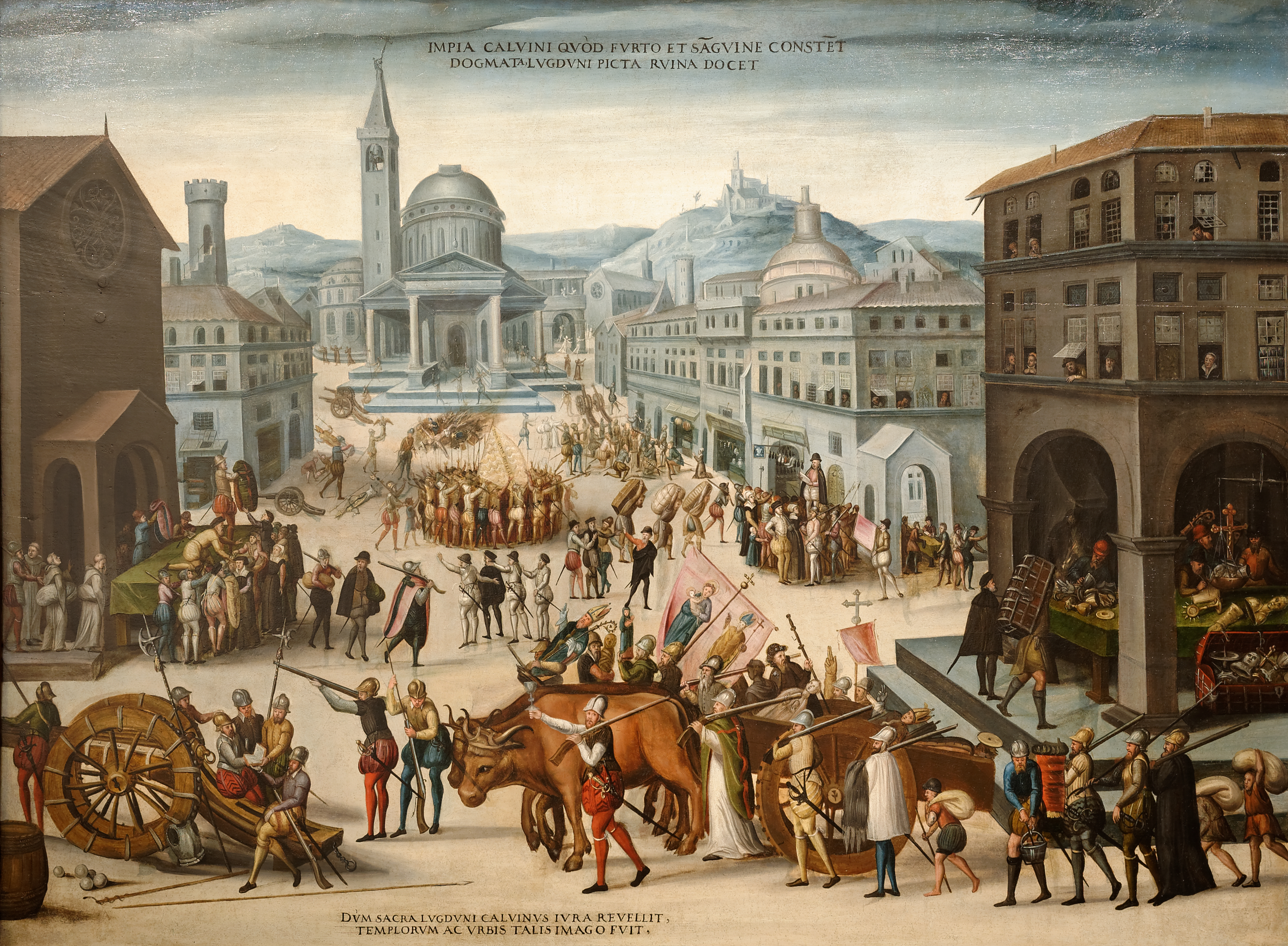
Le Sac de Lyon par les Calvinistes en 1562, école d'Antoine Caron, XVIe siècle, collections du Musée Gadagne.

À la fin du règne d'Henri II, durant la décennie 1550, les tensions menant aux guerres de religion s'intensifient en France et à Lyon. La ville est brutalement touchée dès la première année du conflit avec la prise de pouvoir par les protestants en 1562, et l'action violente du baron des Adrets. Ce court épisode n'est toutefois pas aussi violent que ce que connait le pays par ailleurs, et il faut attendre les années 1570 avec les « vêpres lyonnaises », pour voir la ville se déchirer, et les protestants partir massivement.

#### La montée des tensions
Durant la décennies 1550, la tension entre les catholiques intransigeants et le consulat s'intensifient. En effet, ce dernier cherche à affirmer son indépendance, et à s'assurer du calme et de l'impunité en matière de religion, pour sauvegarder les foires, vitales pour la prospérité de la ville.
À la suite de l'Édit de Châteaubriant de 1551, l'archevêque François de Tournon et les autorités judiciaires tentent des actions répressives, qui sont le plus souvent refusées par le consulat et la sénéchaussée. Quelques personnes sont tout de même arrêtées et exécutées, tel un ministre nommé Claude Monier en 1551 ou cinq écoliers de Lausanne en 1552. Durant la décennie, une douzaine d'exécutions entretiennent les tensions, sans parvenir à freiner la progression des idées réformées.
Durant les années 1559-1560, partout en France le parti protestant s'arme et surtout forme des compagnies. Des coups de force pour s'emparer de villes ou combattre les papistes se produisent à plusieurs endroits comme la tentative de Charles Dupuy-Montbrun contre le Comtat Venaissin ou les exactions de Paul de Mouvans en Provence. C'est dans ce contexte qu'un premier coup de force est tenté par les protestants en septembre 1560 pour s'emparer de la ville. La conjuration est déjouée par Antoine d'Albon, lieutenant du gouverneur de Lyon Jacques d'Albon de Saint-André. Organisée Par Edme de Maligny à l'occasion de la foire, elle est menée par les huguenots locaux, encouragés par Calvin. Les conjurés entrent en ville déguisés en marchands. Repérés et dénoncés, Antoine d'Albon envoient contre eux les arquebusiers, et un combat s'engage rue Longue. Les protestants repoussent provisoirement l'assaut mais fuient le lendemain, avec une partie des conjurés compromis lyonnais. Le gouverneur Jacques d'Albon de Saint-André accourt et mène une sévère répression.
L'archevêque, très actif, fait venir de nombreux prédicateurs, fait imprimer et distribuer des livres de piété en français et des images pieuses. Ce prosélytisme de combat tend l'atmosphère. Lors de la procession de la Fête-Dieu le 5 juin 1561, un jeune protestant qui profane l'hostie est pendu par la foule. Celle-ci échappe à tout contrôle, s'en prenant physiquement à de nombreux huguenots, tuant Barthélemy Aneau suspecté d'hérésie.
La politique d'apaisement de la régente Catherine de Médicis au niveau national a des répercussions sur Lyon. Le lieutenant Antoine d'Albon est jugé trop dur et remplacé par François d'Algoult, comte de Sault. Le consulat, qui cherche toujours le compromis, accepte en décembre 1561 deux réformés en son sein : le libraire Henri de Gabiano et le soyeux Guillaume Henry.

#### 1562: Lyon, ville protestante
Partout dans le royaume, les protestants craignent la répression et se sont armés pour se défendre ou pour prendre possession de cités. En de nombreuses villes, les protestants tentent de prendre le pouvoir de manière locale, plus ou moins aidés par des forces extérieures. Ainsi, des tentatives ont lieu durant cette période à Tours, Blois, Poitiers, Bourges, Sens, Angers, etc. Ses essais échouent souvent ; ou les places fortes sont rapidement reprises en main par les troupes royales. La prise de pouvoir des protestants à Lyon se fait dans ce contexte.

##### Prise et organisation du pouvoir
La tension est telle qu'une rumeur faisant état d'une armée catholique marchant sur la cité mobilise les protestants lyonnais. Durant la nuit du 29 au 30 avril 1562, ils s'emparent des principaux points de la ville, hôtel de ville, places, ponts, portes. À l'aube, seuls le lieutenant général d'Algoult et les chanoines de Saint-Jean résistent encore pour peu de temps. Les chanoines fuient la nuit suivante, et d'Algoult se rend le premier mai. Le lieutenant général est maintenu en place par les protestants car ceux-ci proclament leur fidélité envers le roi Charles IX en mettant en avant la fiction qu'ils souhaitent délivrer le monarque du parti des Guises qui le retiendrait prisonnier.
Rapidement, soucieux de conserver le pouvoir dans une cité qui reste majoritairement catholique, les protestants font appel au baron des Adrets, proche de Condé, pour disposer d'un appui militaire. Celui-ci sitôt arrivé, il organise une troupe pour défendre la cité et contacte les cantons suisses pour obtenir de l'aide. Œuvrant dans un contexte élargi, le baron soutient les communautés réformées de plusieurs cités de la région en s'en emparant militairement de Belleville, Mâcon et Chalon. Il agit ainsi également pour sécuriser le ravitaillement de Lyon. Il combat ainsi les armées catholiques à Feurs et Montbrison. Toutefois, il est rapidement critiqué pour les atrocités commises par ses troupes, qu'il ne retient pas. Les réformés eux-mêmes critiquent sa cruauté et ses hardiesses militaires inutiles. Ils finissent par l'arrêter pour avoir négocié une reddition avec le Duc de Nemours le 10 janvier 1563 et il reste prisonnier jusqu'à la fin de l'occupation protestante de la cité rhodanienne.
Les protestants souhaitent afficher une apparente légalité tout en conservant le pouvoir. Ils convoquent alors une assemblée extraordinaire le 7 mai 1562 qui crée douze nouveaux consuls sans démettre les anciens, catholiques. Le consulat se retrouve alors temporairement peuplé de vingt-quatre membres, ce qui sauve les apparences. Toutefois, plusieurs consuls catholiques ont été poussés à l'exil, et les décisions que l'élite protestante prend concernant le fonctionnement de la cité sont issues d'autres organes, parallèles au consulat. Ces deux instances sont le consistoire et le conseil de l'Église réformée. Le premier est composé des membres les plus exemplaires de la communauté protestante et traite de tous les sujets, le second a initialement un rôle plus précis, celui de liquider les biens des ecclésiastiques spoliés et de veiller à l'entretien des ministres du culte.

##### Actions des protestants à Lyon
L'action la plus marquante des protestants au moment de leur prise du pouvoir est la vague iconoclaste. Toutes les églises sont pillées puis fermées au culte catholique. Les statues de la cathédrale Saint-Jean sont détruites ou décapitées et l'église, ainsi que son jubé ; le cloître Saint-Just est entièrement rasé dès le 23 mai. Toutefois, si les motivations religieuses sont fortes dans ces destructions, les intérêts stratégiques ne sont pas absents. En effet, le cloître de saint-Just, fortifié, est situé sur un promontoire difficile à défendre en cas d'attaque. Sa destruction répond donc également à un impératif militaire. Dans le domaine religieux, tous les ecclésiastiques sont expulsés, les messes interdites et obligation est faire au peuple de venir assister aux offices. Il est difficile d'estimer l'efficacité de ces mesures sur les croyances du peuple mais à son apogée, près de 25 000 personnes assistent à la Cène.
Durant le court moment où les protestants sont maîtres de la ville, ils engagent de nombreux travaux d'urbanisme qui modifient lourdement le paysage de la ville. Ils agrandissent les rues les plus passantes, créent un nouveau chemin pour monter à Fourvière, éventrent les remparts du cloître saint-Jean pour faciliter le passage entre le nord et le sud de la ville, ouvrent une voie pour franchir la presqu'île dans l'axe du pont de la Guillotière, créent la rue Bellecordière, la rue de Clermont à travers l'enclos de l'abbaye Saint-Pierre, les fossés de la Lanterne sont comblés pour former la future place des Terreaux, etc. De gros travaux sont également engagés pour aménager de vastes places, celles de Saint-Paul ou de la Douane ; des ports le sont également. Tous ces travaux sont l'œuvre la plus durable du consulat protestant. Engagés dans la plupart des cas pour des raisons fonctionnelles et venant souvent de projets depuis longtemps envisagés, aucun n'est remis en cause par les consulats catholiques postérieurs.
Sur le plan économique, le consulat protestant est écartelé entre une situation commerciale catastrophique, réduisant considérablement son budget et des dépenses qui s'envolent, que ce soit pour les grands travaux engagés ou la défense de la cité. Les foires de Lyon disparaissent, les marchands et banquiers étrangers quittent la ville. Par conséquences, de nombreux loyers et taxes ne sont plus payés, et en face, les soldats appelés pour défendre la ville réclament sans délai leurs soldes, faisant peser en permanence la menace d'un pillage en règle. Pour répondre à cette situation, et sans commerce pour alléger le fardeau, le consulat est forcé de mettre les habitants à lourde contribution. C'est de cette époque que nait une dette consulaire qui va progressivement étrangler la ville.
Le duc de Nemours est nommé gouverneur du Lyonnais par la reine de 27 décembre 1562 mais les consuls ne le reconnaissent pas, les protestants le considérant comme un ennemi. Ils demandent alors à Condé de leur envoyer un seigneur pour reprendre ne main les troupes du baron des Adrets. Ce dernier leur envoie Jean de Parthenay-Larchevêque, seigneur de Soubise. Ce dernier fait cesser les exactions des troupes du baron des Adrets et s'attache avant tout à la défense de la ville contre le duc de Nemours. Il prend alors le titre de gouverneur de Lyon et devant cette prise de pouvoir s'opposant à sa volonté, la reine demande officiellement à Soubise de se démettre, ce qu'il refuse. Celui-ci remporte d'ailleurs une bataille contre de Nemours et le pousse à quitter les environs de la ville.

##### La fin du pouvoir protestant
« Le sort de Lyon dépend des évènements nationaux. Il apparait, très vite, que ceux-ci sont défavorables ». L'échec du prince de Condé lors de la bataille de Dreux semble condamner les insurrections huguenotes dans tout le pays, et Catherine de Médicis envoie une demande de soumission au seigneur de Soubise en menaçant d'une ruine complète pour Lyon si elle persiste dans l'opposition au roi. Les élites protestantes refusent toutefois encore six mois, l'édit d'Amboise de mars 1563 les décevant considérablement.
Les élites protestantes envoient des émissaires négocier avec la reine mère et n'obtiennent que l'éviction du redouté duc de Nemours comme gouverneur pour être remplacé par le maréchal de Vieilleville. Le 9 juin, une assemblée de notables accepte les conditions, dont la plus difficile est le retour des ecclésiastiques. Le 15 juin, le maréchal entre en ville et le 24, l'édit d'Amboise est proclamé officiellement en ville.

#### La reconquête catholique: 1563 - 1575

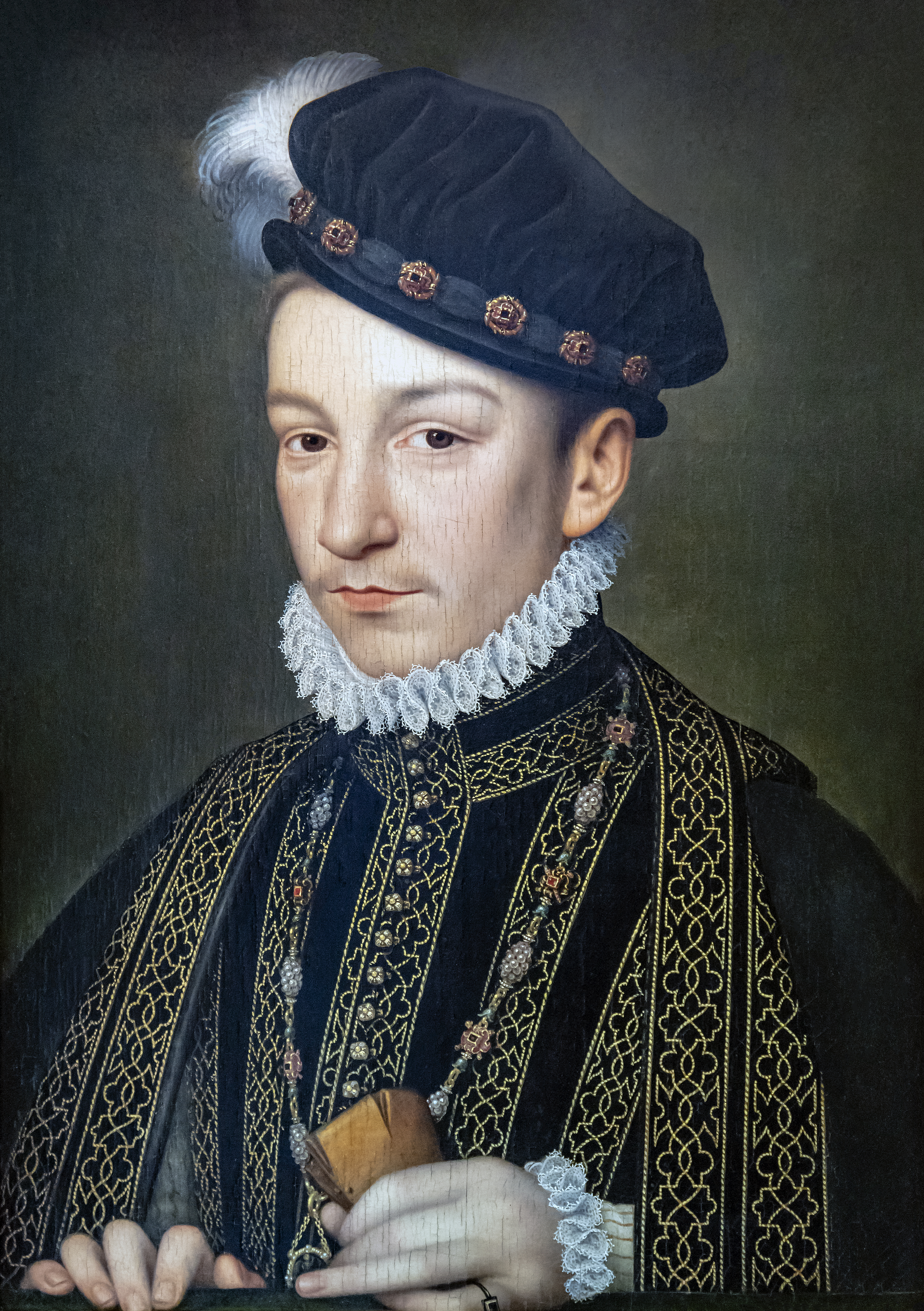
Charles IX par François Clouet, Fondation Bemberg.

Après l'épisode protestant, Lyon connait une période plus calme du point de vue des affrontements confessionnels. Entre 1563 et 1566, s'il y a des moments de tensions, des injures ou des menaces, aucune bagarre d'envergure, qui mènerait à un affrontement majeur ne se produit. En 1563, les protestants peuvent ainsi organiser un synode national, en août. Cette baisse de la violence est également due au renvoi des gens de guerre, mesure impatiemment attendue.
Toutefois, dès la reprise en main de la ville par le gouverneur catholique de Vieilleville, des protestants commencent à émigrer. La religion réformée se replie alors sur son noyau dur et il n'y a rapidement plus que 400 à 500 personnes à la Cène. Les protestants obtiennent pourtant de ce dernier une petite victoire ; l'autorisation, contre les termes même du traité d'Amboise, d'ouvrir deux temples à l'intérieur de la ville, puis un troisième.
L'épisode de peste qui décime près d'un tiers de la population de la ville en 1564 est l'occasion d'un affrontement idéologique entre deux grands prédicateurs, le père Edmond Auger côté catholique, et le pasteur Pierre Viret côté protestant. Ces affrontements sont secondés d'une production éditoriale abondante alimentant la controverse à coup de pamphlets et libelles assassins, grâce aux presses de Michel Jove côté catholique, et Jean Saugrain côté protestant. Le passage en juin et juillet 1564 de Charles IX et de sa cour , organisé par Charles Fontaine (poète et directeur du Collège de la Trinité), ne calme pas les esprits. Il prend en effet un édit interdisant le culte protestant en ville, imposant aux protestants de tenir leur culte à l'extérieur des remparts, en accord avec l'édit d'Amboise. toutefois, cet édit n'est pas facilement respecté, et le culte protestant tient des cérémonies religieuses dans les temples du Paradis, celui de Bourgneuf, dit aussi de la fleur de Lys, et celui des Terreaux.
De même, alors que l'accord prévoyait que le consulat soit établi à parité entre catholiques et protestants, le roi s'insinue de plus en plus dans le processus de désignation pour imposer des hommes qui lui sont fidèles, et ceci dès 1564. Les seuls à protester, arguant du viol des libertés consulaires, sont les consuls réformés, qui ne sont pas soutenus par leurs homologues catholiques. Cependant, cette rupture entre les élites des deux religions n'est pas complète et tous se retrouvent pour apaiser les tensions en ville et poursuivre la politique urbanistique entamée par les protestants.

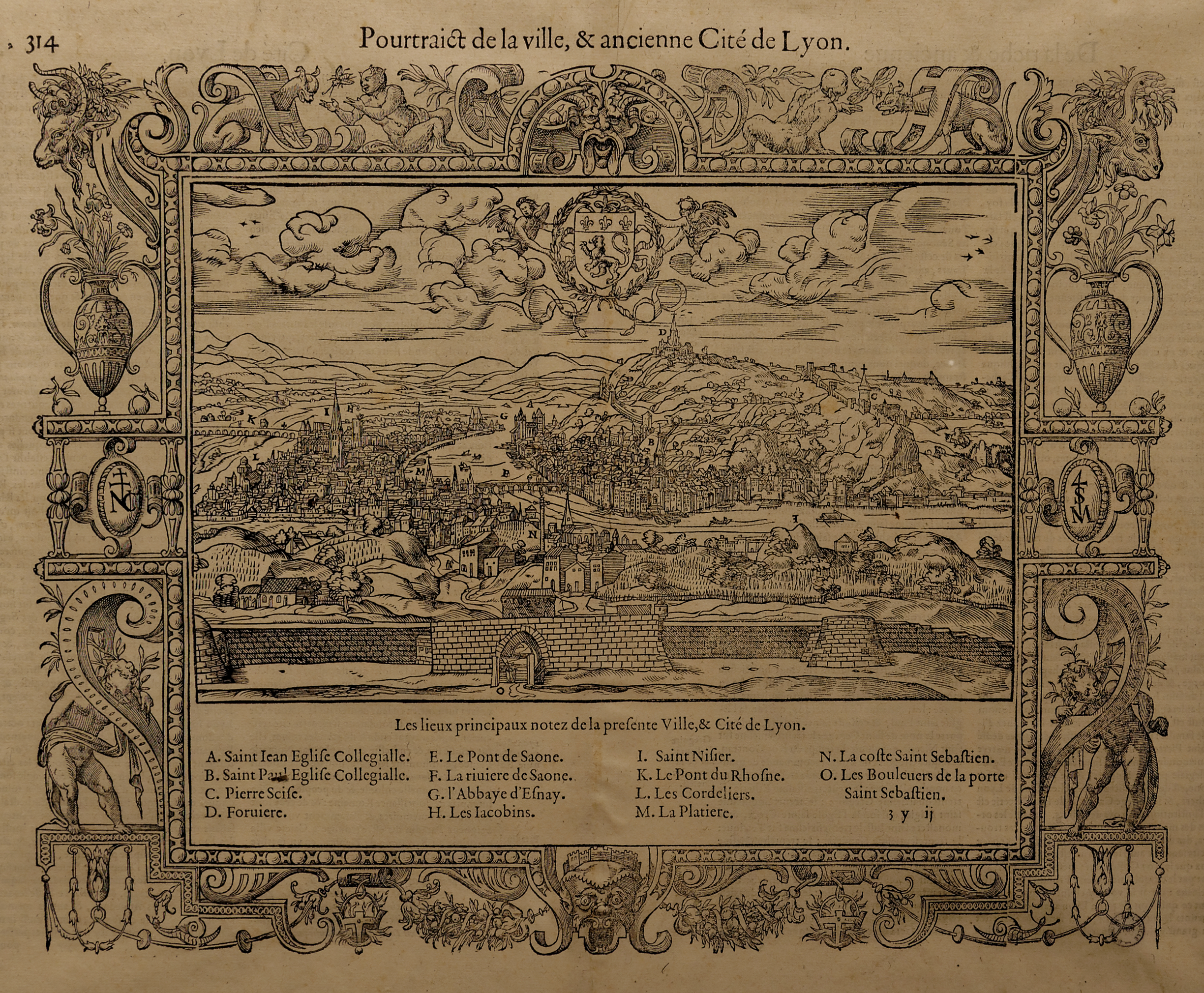
carte d'Antoine du Pinet, publié en 1575, montrant la côte Saint-Sébastien mais pas la forteresse.

De la même manière que le roi s'insinue dans la politique locale, le pouvoir monarchique se méfie de la cité, la jugeant peu sûre et décide de bâtir une forteresse, officiellement pour protéger Lyon, mais en fait, pour disposer d'une force fidèle aux portes de la ville. Terminée en 1565, la citadelle de Saint-Sébastien reçoit une garnison de quatre-cents hommes,. Heurtée par ce manque de confiance, c'est l'ensemble de la population qui refuse dès sa construction l'existence de cette forteresse et n'a de cesse de protester auprès du roi pour sa destruction.
Les années 1567-1568 marquent la fin de cette cohabitation relativement pacifique. À cette date, l'ensemble des pasteurs officiels ont été expulsés de Lyon. De nombreux protestants, notamment parmi les imprimeurs, fuient la ville, principalement pour Genève. La parole protestante est largement entravée et les lieux de culte régulièrement fermés. C'est dans ce climat de tensions que les réformés sont finalement brisés le 31 août 1572, lors des « vêpres lyonnaises ».

#### Les «vêpres lyonnaises» et la fin du protestantisme lyonnais: 1572

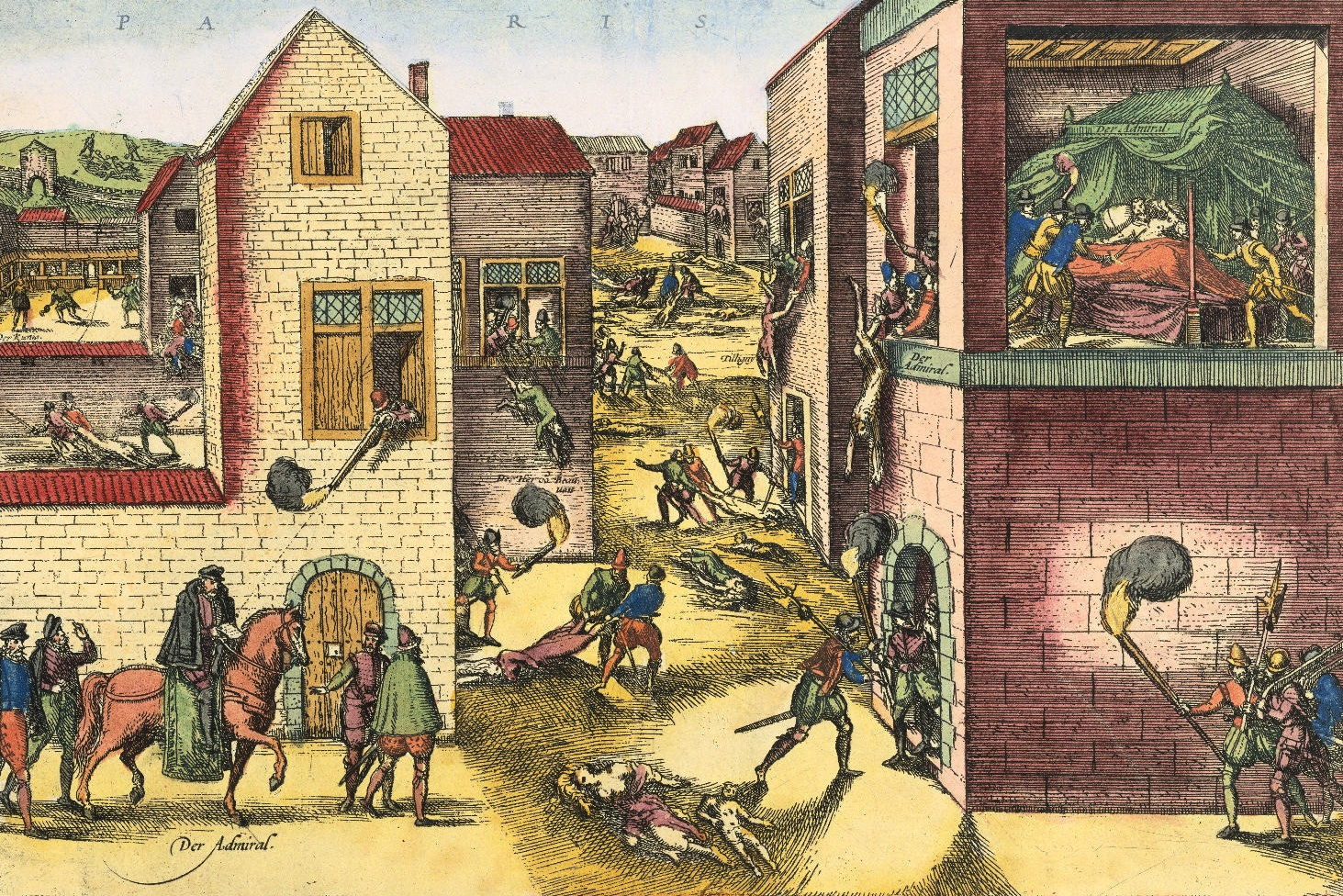
Estampe représentant l'assassinat de l'amiral de Coligny et le massacre de la Saint-Barthélémy, Frans Hogenberg, vers 1572, Département des estampes et de la photographie de la BnF.

Cet évènement, déclenché par la nouvelle de la Saint-Barthélémy, provoque des massacres de plusieurs centaines de personnes dans une ambiance exaltée de reconquête du catholicisme.
L'évènement a comme première explication le décalage temporel entre l'arrivée de l'information officielle et celle des rumeurs et on-dit du massacre parisien. Dès le 24 ou 25 août, des voyageurs et des marchands font état de la tentative d'assassinat contre l'amiral de Coligny du 22 ; et très rapidement des massacres qui ont suivi. Or, le gouverneur ne reçoit une lettre officielle du roi que le 27. L'agitation populaire a donc eu le temps de prendre une grande ampleur. Le gouverneur François de Mandelot place alors des postes de garde aux endroits stratégiques dont les portes. Il fait crier la lettre d'apaisement du roi en ville et l'ordre revient en ville.
Mais le 28 au soir, une lettre de deux représentants du consulat à la cour décrit précisément les massacres qui ont eu lieu à Paris entre le 24 et le 26, et les représentants concluent leurs missives en disant explicitement que le roi a voulu le massacre et qu'il ne peut que vouloir le même à Lyon. La lettre, lue en séance au consulat se répand rapidement en ville et l'agitation reprend de plus belle. Sans instruction officielle, le consulat hésite un moment mais l'aile radicale des catholiques l'emporte et les deux derniers modérés quitte l'assemblée, la laissant prendre seule la responsabilité d'un massacre. Sans attendre, le consulat décide alors d'emprisonner les principaux protestants, officiellement pour garantir leur sécurité. Dès cette première nuit, des violences ont lieu et un des trois pasteurs restants trouve la mort. Les violences restent toutefois modérées cette nuit là.
Le lendemain, le gouverneur ordonne à l'ensemble des protestants de la ville de venir à lui pour être placés en sureté dans les prisons de la ville et gardés non par la milice urbaine mais par des soldats gagés du roi. Ils sont ainsi murés dans les prisons des Cordeliers, des Célestins, du palais de Roanne et de l'archevêché le 30 août. Quelques violences ont lieu, mais rien d'important, juste quelques pillages et destructions. Le 31, le gouverneur écrit à la noblesse du Lyonnais de lui envoyer des hommes pour lui prêter main-forte. Ces troupes n'arriveront pas à temps.
Depuis plusieurs jours, la population est travaillée par les éléments catholiques les plus radicaux, qui arguent que le roi, qui a accepté le massacre purificateur de Paris, ne peut que soutenir un autre à Lyon. Le 31 au matin, alors que le gouverneur a quitté la ville pour contenir une émotion à la Guillotière, deux consuls en grand apparat, André Mornieu et Guillaume Rouillé prennent la tête d'une procession avec le chef des arquebusiers de la milice. Ils se rendent à la prison de l'archevêché et dans un simulacre de procès, imposent la conversion aux prisonniers. Ceux qui refusent sont immédiatement tués. Les violences systématiques se déplacent alors dans les autres prisons le long de la journée et les deux jours suivants. Les massacres des deux premières journées, les 31 août et 1er septembre ont tout du rituel collectif, avec corps lardés de coups de couteau par la foule, démembrés et jetés dans le fleuve. La foule est persuadée de participer d'une justice divine approuvée par le roi. Les tueries du 2, 3 ou 4 septembre sont bien moins spontanées.
Il est impossible d'estimer correctement le nombre de morts, probablement plusieurs centaines, mais entre les conversions forcées, les disparitions et les fuites, le coup porté au protestantisme lyonnais est terrible. Toutes les couches de la population sont atteintes et Lyon bascule à partir de ce moment dans le rang des citadelles catholiques intransigeantes.

### Lyon pendant la Ligue

#### Lyon s'écarte du roi: 1575 - 1588
La ville, devenue catholique après le massacre de 1572 ne montre pas d'indice d'un catholicisme intransigeant au point d'en être ligueur. Alors que les prémisses de la rébellion du catholicisme radical s'amorcent dès 1584 à Paris, la première trace lyonnaise n'apparaît qu'en 1588.
Les éléments qui, localement, expliquent une plongée dans l'aventure ligueuse sont liés à la pression du roi sur le corps de la cité, et en premier lieu la méfiance militaire qu'il montre avec la citadelle de Saint-Sébastien, bâtie officiellement pour protéger la ville d'un coup de force protestant mais qui, de l'avis de tous, est là pour la surveiller. Après les vêpres lyonnaises, cet argument ne tient plus et les lyonnais envoient de nombreuses délégations pour demander au roi de la détruire, sans succès.
Or en 1585, le duc d'Épernon, un favori du roi, rachète la charge de gouverneur de cette place et y installe un de ses favoris : le seigneur du Passage. Ce dernier, en s'installant dans la ville, montre une grande indépendance vis-à-vis du lieutenant général du roi sur le Lyonnais, Mandelot. Le consulat et Mandelot s'allient alors, recrutent des troupes et investissent la citadelle le 2 mai 1585, tandis que le seigneur du Passage est arrêté en ville. Puis, une délégation va voir le roi pour lui demander à nouveau la destruction de l'édifice qu'il ne contrôle plus. Henri III accepte contre un dédommagement de 40 000 écus et la démolition se déroule dans la liesse générale.
Avec ce coup de force, la ville montre clairement sa défiance envers le roi, et qu'elle peut s'opposer, militairement s'il le faut, à la volonté de son souverain. En même temps que cette aventure, les idées ligueuses circulent de plus en plus en ville. Les épisodes de peste et la cherté du blé maintiennent l'agitation du peuple pendant que les deux têtes politiques que sont l'archevêque de Lyon Pierre d'Épignac et le gouverneur François de Mandelot montent avec l'aide du consulat une association jurée armée contre les protestants. Cette association vise également les positions des catholiques trop modérés, et notamment le duc d'Épernon. La force des idées radicales se lie également dans le cahier de doléances que la ville fait parvenir aux États généraux de Blois convoqués en 1588, très proches des idées radicales parisiennes.

#### Lyon, ville ligueuse: 1588 - 1594
Comme de nombreuses autres villes de France, Lyon plonge dans l'aventure ligueuse à la suite de l'assassinat de Henri Ier de Guise et de son frère Louis de Lorraine à Blois le 23 décembre 1588.
La population est d'autant plus heurtée que le roi retient prisonnier leur archevêque et leur gouverneur. Encore hésitante, la population bascule lorsqu'une rumeur fait état de l'arrivée du duc d'Épernon qui viendrait avec une armée pour prendre la ville. Le consulat lève la milice via les pennonages et met la ville en arme. Dans une déclaration du 25 février 1589, le consulat considère que l'exécution des Guise rompt leur devoir de fidélité envers un roi meurtrier : Henri III. Elle lui demande de renvoyer ses conseillers et de revenir à une politique intransigeante.
Le 2 mars 1589, les autorités municipales prêtent serment à la Sainte-Ligue. Le pouvoir municipal exile les partisans royalistes et organise un pouvoir militaire bicéphale. Aux côtés du consulat assisté d'un Conseil de la Sainte-Union se tiennent Pierre d'Épignac archevêque de Lyon et le gouverneur de Lyon : le Charles-Emmanuel de Savoie-Nemours, demi-frère de l'archevêque,.
Ce basculement politique produit une puissante effervescence intellectuelle, car de nombreux érudits ne manquent pas alors de publier des ouvrages et placards pour justifier ou combattre cette décision inédite : décider unilatéralement de la déchéance de son propre souverain pour des raisons religieuses. En deux ans (1589 - 1590), plus de 280 livres sur ce sujet sortent des presses lyonnaises. Les auteurs les plus notables qui alimentent ce débat sont Pierre Matthieu, Claude de Rubys et André de Rossant,.
Cette alliance ne dure pas car les intérêts des uns et des autres sont divergents. Le duc de Nemours est proche de la Maison de Savoie, son duc Charles-Emmanuel Ier étant un parent. Il entame ainsi un projet sécessionniste qui cache mal sa volonté d'un rattachement à la couronne de son parent. En avril 1489, il réforme le gouvernement de la ville en donnant plus de pouvoir à ses alliés nobles et à lui-même. L'archevêque et les consuls se rapprochent alors, peu désireux de se lancer dans une aventure savoyarde.
Ce pouvoir met en place des mesures fiscales destinées à poursuivre la guerre, contre Henri III. Celles-ci arrivent à un moment où Lyon est lourdement appauvrie par les conflits religieux. Ces mesures aggravent les tentations de subversions royalistes et braquent les différents pouvoirs locaux. Le duc de Nemours hésite même à se construire sa propre principauté, constituée du Lyonnais, du Forez, du Beaujolais, de l'Auvergne, du Bourbonnais et de la Marche.
Le 21 septembre 1593, une insurrection menée par le consulat chasse Charles-Emmanuel de Savoie-Nemours. Le consulat ne procède à aucune exécution des ligueurs lyonnais, mais à une série d'ostracismes. Plus de soixante meneurs sont chassés de la cité.

#### Difficultés financières et désordres institutionnels
À force d'être écartelé entre des recettes liées aux foires toujours déclinantes et des dépenses militaires toujours maintenues, le budget de la cité se retrouve exsangue. Pour l'année 1594, Henri Hours donne le chiffre colossal de plus de 630 000 écus de dette. Seules Paris et Marseille sont davantage endettées à cette époque en France. Un des désordres engendré est la circulation des espèces monétaires de faibles valeurs, difficilement réprimés par les autorités. Pour supporter artificiellement de telles dettes, les consuls se retrouvent forcés d'accepter de porter personnellement une part toujours plus importantes du total de manière personnelle, quitte à la transmettre à leur successeur. Ce qui entraîne des difficultés pour trouver des candidats.
Cette raison explique en partie le dévoiement de la procédure électorale normale pour renouveler le consulat. En l'absence de candidats, les consuls sont réélus d'une année sur l'autre ; en rupture avec les usages ancestraux.

## Économie

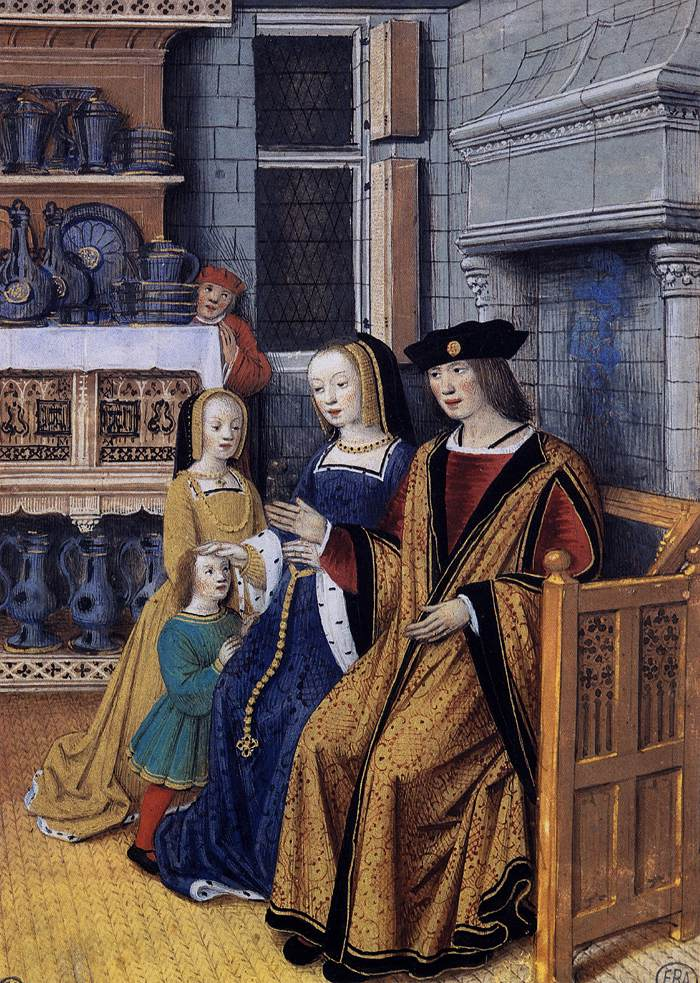
L'homme riche, Jean Bourdichon, entre 1500 et 1510, École Nationale Supérieure des Beaux-Arts, Paris.

Lyon à la Renaissance s'est retrouvée au centre de la première mondialisation sous l'effet de deux phénomènes qui se cumulent : la modification des échanges européens au XVe siècle et l'établissement des foires.
À la fin de la guerre de cent ans, l'Europe du Nord-Ouest, France comprise, est épuisée par la guerre continuelle et la fiscalité extrême. Dès l'aube du XVe siècle, l'espace partant de la Souabe et descendant à l'Italie du Nord bénéficie donc de l'affaiblissement de ses concurrents, et connait alors un essor économique croissant. Cet axe est doublé d'une route commerciale partant du Nord-Est pour aller jusqu'aux pays ibériques qui profite pleinement autant aux villes allemandes que nord-italiennes. Lorsque vers 1450, le royaume de France s'est restaurée à la suite de plusieurs périodes de paix, Lyon se retrouve au centre d'un nouvel espace économique.
Cet espace devient polarisé entre Rhône et Saône lorsque les foires établies dès 1420 par Charles VII prennent leur ampleur sous l'effet de la croissance économique, après le milieu du siècle. Dès la décennies 1460, elles connaissent un large succès et Lyon passe alors du statut de modeste ville frontière de faible importance à l'un des grands centres économiques européens pour plus d'un siècle.
Pour Lyon, les foires annuelles sont une immense source de revenus. La ville participe pleinement à la plupart des grands courants d'échanges européens. Elle bénéficie également du fait qu'il y a très peu de corporations établies, les métiers y sont pratiqués pour la plupart libres de toute contrainte. C'est ainsi que les industries de l'imprimerie et du textile, principalement, s'y développent très rapidement.

### Les foires et le grand commerce
Lyon acquiert une immense prospérité et entre pleinement dans la Renaissance grâce à ses foires, qui attirent rapidement de nombreux marchands et banquiers.

#### Création et premières difficultés

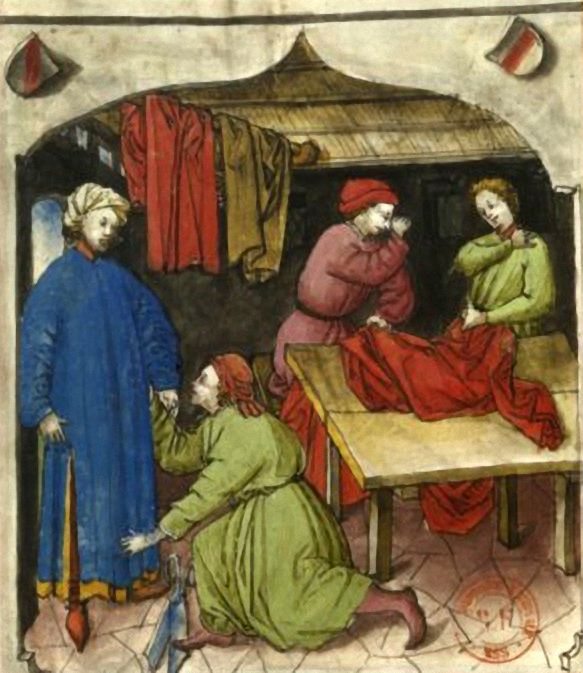
Marchands de laine. Tacuinum sanitatis.

Les deux foires annuelles créées en 1422, qui avaient cessé en 1429 en raison de la maraude des écorcheurs, reprennent en 1444. Dès l'année suivante, Charles VII en ajoute une troisième, et interdit aux marchands du royaume d'aller commercer à Genève, pour favoriser l'essor économique de Lyon. Aussitôt sacré, le roi Louis XI confirme ces foires le 7 octobre 1461. Depuis 1420 déjà, les marchands étrangers tout comme les français sont exempts de taxes lors de ces foires.
Lettres patentes de Louis XI du 8 mars 1463, autorisant leur quatrième foire de 15 jours, accompagnent l'immense croissance des foires. Elles comptent désormais 60 jours par an, au lieu de 9 jours.
Toutefois, les foires de Lyon sont paradoxalement menacées par les marchandises françaises. En effet, Louis XI réunit à Tours, le 20 octobre 1470, les représentants des villes marchandises du royaume de France, afin de diminuer la fuite des devises, car les foires lyonnaises voient un grand nombre de marchandises étrangères entrer dans le royaume. Faute de réussite à Caen, puis à Rouen, l'assemblée des marchands demande au roi de supprimer les foires de Lyon, pour assurer le succès des foires normandes. Cependant, Louis XI n'est pas convaincu et maintient les droits des Lyonnais.
D'ailleurs, d'autres duchés aussi tentent d'affaiblir les foires de Lyon. D'une part, il s'agit des foires de Chalon-sur-Saône, autorisées par Philippe III de Bourgogne. D'autre part, en Savoie, interdiction est faite aux marchande de se rendre aux foires de Lyon, ordonnée par Amédée IX de Savoie le 25 septembre 1465, pour contrer celle de Louis XI concernant les foires de Genève,. En 1467, les conférences entre deux, tenues à Montluel, concluent deux foires par an dans chacune des villes, à des dates relativement éloignées les unes des autres. Bien entendu, cela provoque un gros mécontentement des Lyonnais. Finalement, le roi déclare le 14 novembre 1467 par ses lettres patentes, les décisions nulles, en rétablissant ces quatre foires,, sans que la ville de Lyon se dépeuple.
La mort du duc Charles le Téméraire en 1477 bouleverse cette concurrence. À mesure que les foires de Genève voient leur fréquentation diminuer, pour payer un gros montant d'amende aux Suisses, celles de Lyon connaissent une progression considérable, devenant l'un des plus grands centre commercial et financier européen.
Les foires sont définitivement établies et ne sont plus remises en question après 1494.

#### Organisation

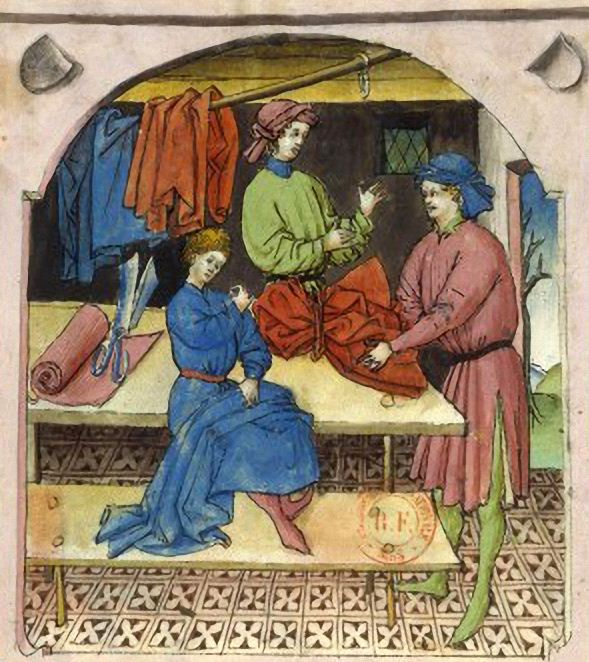
Marchands de soie, Tacuinum sanitatis.

Les quatre foires se tiennent le premier lundi après la fête des rois, celle de Quasimodo, le 4 août et le 3 novembre. On nomme alors les foires : foire des rois, foire de Pâques, foire d'août et foire de la Toussaint. Lors de chacune, les transactions durent quinze jours. Durant cette période, personne ne pait physiquement personne. Les transactions se négocient et chacun note sur des carnet ce qu'il a accepté, de qui et à quel prix.
Après les foires proprement dites, vient la période des paiements. Elle se déroule en trois étapes. En premier lieu, les marchands se réunissent et sous la direction du consul de la nation florentine, ils acceptent ou refusent les transactions auparavant négociées par eux ou leur représentant. Ils peuvent les accepter sous protêt. De deux à quatre jours après, vient la période du change. Les marchands, toujours assemblés, fixent les dates de paiements, les taux d'intérêt s'il y a de l'argent prêté et le cours du change pour les transactions dans des monnaies étrangères. Trois jours après a lieu le paiement proprement dit, au comptant, en espèces ou par virements avec des lettres de change. Beaucoup de marchands « virent partie », c'est-à-dire qu'il proposent à leurs créanciers d'autres lettres de débit venant d'autres personnes présentes à cette foire. Ainsi, un certain nombre de dettes et créances s'éteignent par un cycle de remboursement croisés proche de la Compensation.

#### Localisation
Durant les premières années, le consulat réglemente la localisation des foires, essayant d'alterner selon l'année pour qu'elles se tiennent soit du côté de l'empire, soit du côté du royaume. Après plusieurs décennies de tâtonnements et de conflits, le roi Louis XI tranche en demandant au consulat de laisser les marchands se regrouper selon leurs besoins. Le consulat s'exécute et la ville dans son ensemble est alors un grand marché européen, où les commerçants se regroupent par affinités librement.
Les foires ont lieu autant dans les boutiques, que dans les rues sur des tréteaux ou sur le sol. Elles sont centrées sur le pont sur la Saône ; du côté du royaume cela va du quartier de la Juiverie à la place de Roanne et côté empire, de la place de l'Herberie, par la rue Saint-Éloi, la rue Mercière, les quartiers de la Platière, de la Grenette, Saint-Antoine, des Cordeliers jusqu'au Rhône. Avec le temps les foires s'étendent jusqu'à la place Confort et les Terreaux,.
Les commerçants exercent également quand ils le peuvent dans des boutiques ouvertes à la rue. De la même manière, le consulat voulu réglementer les locations, mais Louis XI libère également cette partie du commerce. Les marchands étrangers louent donc des boutiques, qui, lorsqu'ils ont trop de marchandises invendues, sert de dépôts jusqu'à la foire suivante. Une fois libres, les marchands tiennent boutiques dans tous les quartiers actifs et progressivement, certains se regroupent par types de marchandises. Ainsi, les pelletiers s'installent d'abord rue Juiverie avant d'aller au XVIe siècle à la Grenette et aux Cordeliers ; la mercerie est présente le long de l'église Saint-Nizier, et sur le pont sur la Saône ; la quincaillerie sur la place Confort.

#### Produits échangés
Lyon, lors de la plénitude de son âge d'or économique, connait un grand brassage d'œuvre d'art. La cité rhodanienne « est le contre le plus important pour la commercialisation des œuvres d'art, précisément en raison de la nombreuse présence de compagnies commerciales italiennes ». Parmi les compagnies qui se spécialisent sur ce marché, les Capponi lyonnais vendent des statues de marbres au connétable de Montmorency, des sculptures pour la villa de Beauregard ou une fontaine de marbre pour Anne de Beaujeu. Ces marchands ont pour principaux clients les monarques, à de riches bourgeois ou à la noblesse française.

##### Marchands Lyonnais
Les marchands Lyonnais participent pleinement à ses échanges en se rendant dans les villes étrangères pour commercer. Ainsi, plusieurs familles envoient à Gênes des représentants pour vendre là-bas des toiles anglaises ou flamandes, ou de la production lyonnaise, et pour importer des soieries. Les Lyonnais ne jugent pas utile de fonder une Nation dans la République génoise à l'instar des étrangers à Lyon. Ils subissent ainsi les contrecoup de la décision des rois de France d'expulser du royaume les Génois lorsqu'il est en conflit avec eux. Les marchands parviennent toutefois à se défendre efficacement lorsque les autorités génoises tentent de les imposer, comme lors de l'épisode de la Drictus Sabaudie, en 1508-1511.
De nombreuses familles lyonnaises fondent un premier capitalisme actif et vivant, dont les Camus, Faure ou Malezieu.

### Les possessions terriennes des Lyonnais

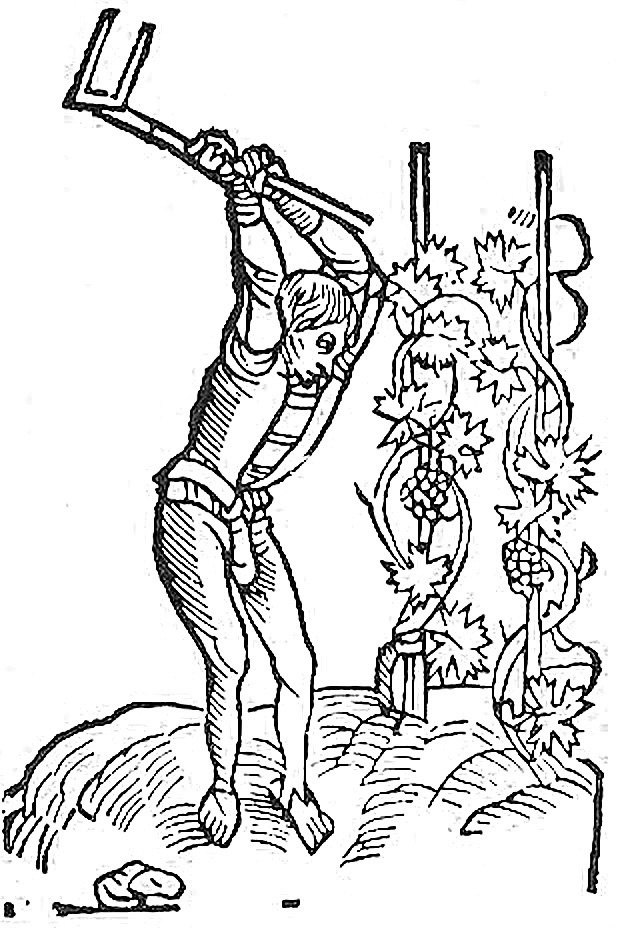
Binage de la vigne. Gravures sur bois du recueil "Petra de Crescentia commodorum ruralium Opus libri XII". Speyer, 1493.

Les bourgeois lyonnais s'enrichissent et deviennent de solides propriétaires terriens ; renforçant ainsi leur position sociale au détriment des seigneurs traditionnels qui sont les archevêques et les chanoines.
La géographie de leurs possessions nous est connue grâce aux « nommées » de 1493. Elles indiquent que 849 contribuables possèdent, hors de Lyon, 1 900 hectares de terres. Ces propriétés sont concentrées à l'ouest de Lyon, le long des fleuves, principalement entre Vaise et Millery. On peut également noter des placements importants dans les monts de Tarare, de Jarez, sur les pentes du Pilat. Ce document ne recensant que soixante dix paroisses, manquant les Monts d'Or et entre Irigny et Vernaison, où les élites lyonnaises sont fortement implantées depuis le XIVe siècle, ces chiffres sont nécessairement largement en dessous de la réalité.
Une bonne part de ces investissements concernent des vignobles (55 % de leur patrimoine rural), les plus riches concentrant avant tout leur argent dans l'élevage. Lors des crises, les bourgeois soutiennent le redressement des communautés villageoises de la région en prêtant de l'argent, achetant les productions, faisant des commandes et des investissements (moulins, irrigation, maisons et granges), surtout durant la seconde moitié du XVe siècle.
Si les bourgeois lyonnais investissent souvent dans la terre, beaucoup achètent de simples pensions, des rentes en nature, que le paysan vend contre une somme d'argent destinée à investir. Ces rentes deviennent courantes à la Renaissance, qu'elles se vendent ou s'échangent aussi bien que des biens physiques.

### La soie à Lyon
La fabrication de la soie à Lyon apparaît à la Renaissance. Profitant d'un environnement très favorable avec les foires, une grande liberté entrepreneuriale et la présence régulière de monarques, l'industrie soyeuse se développe rapidement, pour atteindre un premier âge d'or sous le règne d'Henri II avant de subir une crise sévère durant les guerres de religion.

#### Une première tentative avortée

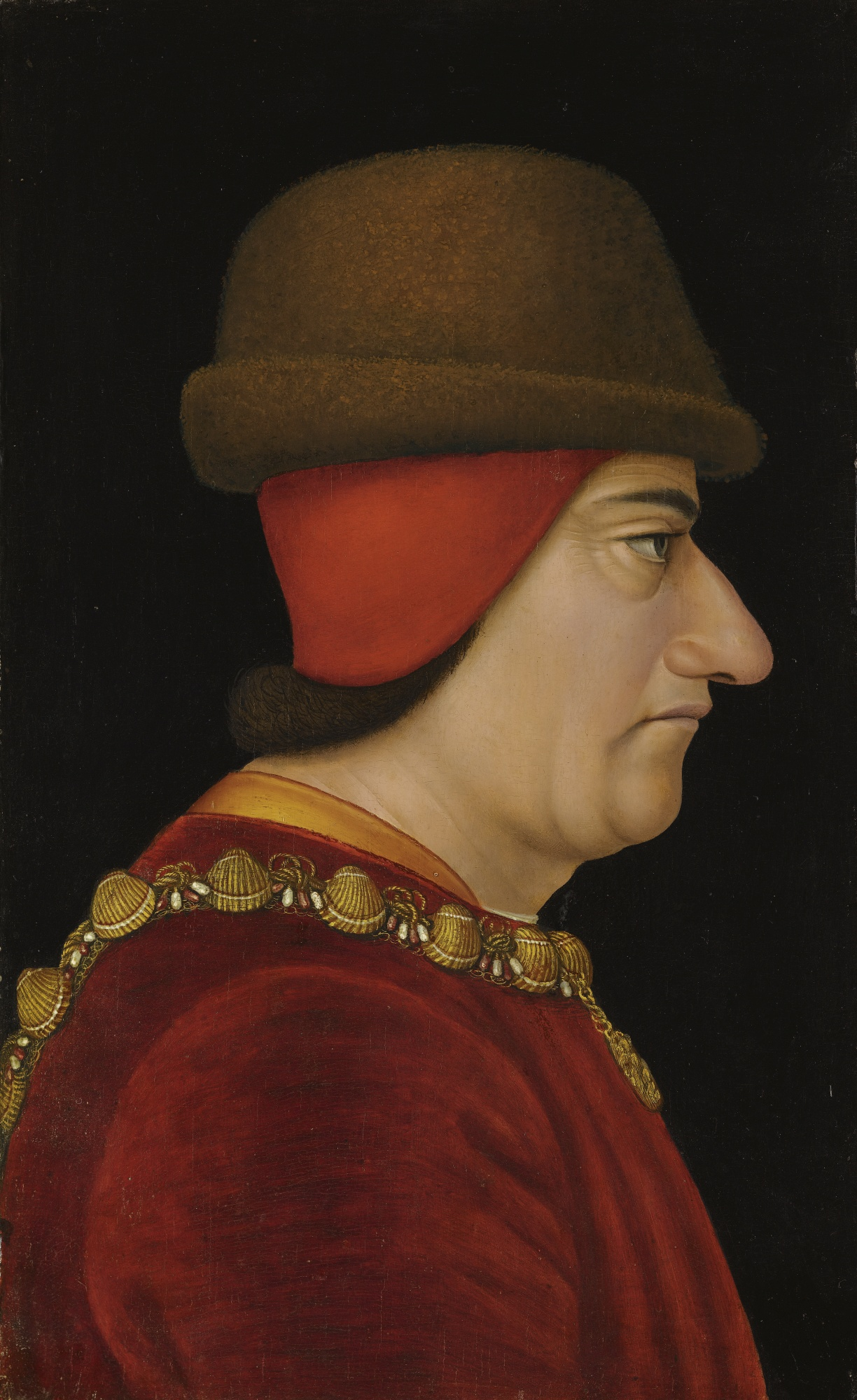
Louis XI, qui tente d'implanter l'industrie de la soie à Lyon. Brooklyn Museum, New York.

L'origine de cette implantation vient de la volonté du roi Louis XI de limiter la fuite de l'or du royaume car la noblesse de France, friande de ce tissu, l'achète très cher à des marchands étrangers, principalement italiens,. Par ailleurs, lors de son exil en Brabant, auprès de son oncle Philippe III de Bourgogne, il s'aperçoit que les états de Bourgognes bénéficient des industries de luxe pour leurs finances. Il décide d'accroître ces industries dans le royaume de France, afin de rétablir le pays détruit et affaibli par la guerre de Cent Ans. Le roi demande donc d'implanter la fabrication de soieries dans sa ville. Il promulgue pour cela des lettres patentes en date d'Orléans le 23 novembre 1466 et soutient l'opération en demandant par une lettre du 15 décembre 1466 destinée « A noz chiers et bien amez les conseilliers, bourgois et habitans de nostre ville de Lion » de fournir 2 000 livres tournois pour financer l'installation des ouvriers. Deux ans plus tard, le roi ordonne encore aux Lyonnais de fournir à un officier lyonnais Jean Grant, docteur en droit et lieutenant, et à un certain Perroquet des subsides pour mettre en branle une industrie soyeuse. Le lieu est propice, avec les foires annuelles qui attirent de nombreux marchands européens. Jean Grant fait venir quelques artisans et fait tisser et teindre plusieurs pièces. En parallèle, Louis XI n'hésite pas à taxer toutes les importations de velours, de satins, de damas et de taffetas.
Le 7 juin 1467, Louis XI accueille à la Bouille le comte de Warwick, ambassadeur d'Édouard IV d'Angleterre. En lui présentant les soieries françaises à Rouen, le roi lui propose des privilèges commerciaux, avec un objectif clair : exporter vers l'Angleterre la production française pour faire entrer du métal précieux. La qualité des soieries françaises est assez bonne, car Warwick les adore.
Toutefois, cette première tentative tourne court. Les bourgeois lyonnais, soucieux de ne pas froisser leurs partenaires italiens, et de ne pas les voir partir dans la cité concurrente de Genève, tergiversèrent et finir par accepter de payer l'argent demandé, pour que les ateliers, après quelque temps d'activités à Lyon, soient envoyés à Tours, au château de Plessis-lèz-Tours, en 1470,. Ce refus des marchands lyonnais vient d'une conjoncture qui ne semble alors pas favorable à cette industrie. La main-d'œuvre n'est pas assez abondante en ville pour permettre une production bon marché, les gains du simple commerce de la soie sont certains et réguliers, et l'argent des marchands soyeux italiens est alors indispensable à la bonne marche de foires naissante. Et c'est la modification de cette conjoncture qui permet une cinquantaine d'années plus tard la véritable naissance de la soie lyonnaise.
Entretemps, un marchand lucquois, Nicolas de Guide tente de tisser de la soie à Lyon en 1514, mais il est violemment pris à partie par des compatriotes, qui l'accusent de faire concurrence à sa propre cité. Non soutenu par le consulat, il abandonne,.

#### Étienne Turquet et le véritable démarrage de la soierie lyonnaise

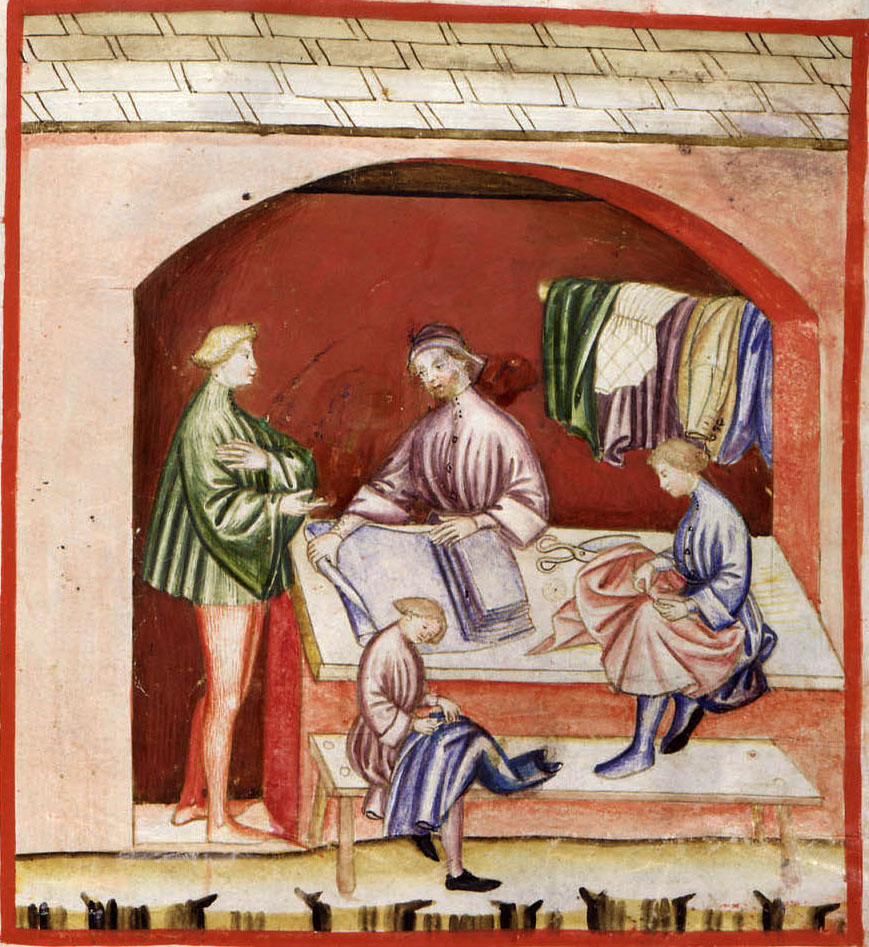
marchands de soie, Tacuinum sanitatis.

Le véritable démarrage se produit avec Étienne Turquet et Bartholomé Naris, qui obtiennent le privilège de la fabrication des étoffes d'or, d'argent et de soie par lettres patentes d'octobre 1536 de François Ier. Tous deux originaires du Piémont, ils sont invités par des marchands lyonnais à fabriquer à Lyon de précieux tissus. Car cette fois-ci, les autorités lyonnaises sont demandeuses, et sollicitent le roi pour obtenir des privilèges. Ce dernier soutient l'initiative, souhaitant répondre à la trahison des Génois qui ont rompu leur alliance avec lui pour se liguer à l'Empereur. François Ier engage des représailles commerciales, dont l'interdiction de l'importation des soieries génoises,. En plus de l'exclusivité de production, les deux promoteurs obtiennent du roi et de la ville l'exemption aux charges communes pour les ouvriers étrangers qui viennent travailler à Lyon. Mais la principale mesure est la levée des taxes sur les soies grèges qui permet d'avoir une matière première à un prix intéressant. Ils fondent une première société en 1536, qui accepte progressivement d'autres marchands pour augmenter les capitaux.
Le consulat lyonnais soutenant l'initiative, il prête une maison pour installer les premiers ateliers, et met à la disposition des entrepreneurs les pauvres et les orphelins présents dans les institutions de charité pour leur donner du travail. Parmi cette main-d'œuvre bon marché, il y a les filles de l'Aumône générale, des couvents de Sainte-Catherine, de la Chana, de Bourgneuf, de Saint-Georges, à qui l'on apprend le dévidage. Les garçons pauvres, quant à eux, sont mis au tissage. Les ateliers ne sont pas concentrés, mais présents dans toute la ville, leur plus grand nombre étant sur la presqu'île. Des mouliniers sont établis également, ainsi qu'à Saint-Chamond, mais dans les premiers temps, leur manque d'expérience et leur faible équipement les rend peu productif ; les soyeux envoient alors les soies grèges à Avignon pour qu'ils les préparent pour le tissage.
Turquet fait donc venir des tisserands d'Avignon et de Gênes. Dès l'année suivante, trois métiers sont en marche, et il est rejoint par un autre entrepreneur, Rollet Viard, lyonnais maître soyeux à Avignon. Progressivement, des investisseurs les rejoignent, étrangers ou lyonnais (les Senneton et les Camus). En 1540, la première structure disparait, probablement pour libérer le métier et que d'autres entrepreneurs puissent tisser également de la soie et des matières précieuses. En 1545, une autre société de la Fabrique lyonnaise est fondée, avec un capital de 8 000 livres, composée de Turquet, de plusieurs initiateurs lyonnais du mouvement et de banquiers.

#### Le premier âge d'or de la soierie lyonnaise

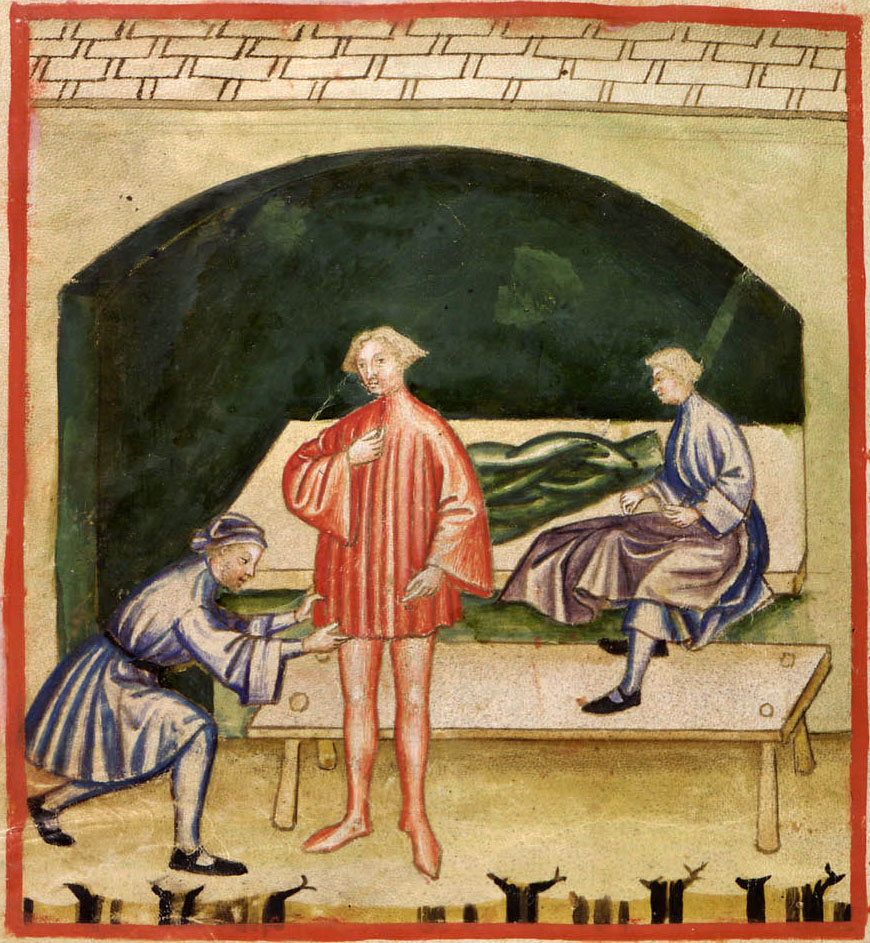
Marchands de tissus à la Renaissance, Tacuinum sanitatis.

Le succès est immédiat et immense, Roger Doucet considérant la période du règne d'Henri II comme le premier apogée de la soie lyonnaise. En 1548, lors du défilé pour l'entrée de Henri II, 459 maîtres tisserands défilent ; entre 800 et 1 000 personnes vivent de la soierie à Lyon. La réussite de cette industrie a pour cause un contexte commercial très favorable, une main-d'œuvre disponible abondante et la grande liberté pour les artisans, garantie par les lettres patentes du 14 décembre 1486 et du 8 juillet 1511. Les premiers soyeux ont pu ainsi organiser leur entreprise a leur guise et les premiers règlements arrivent, en 1554, pour structurer une industrie alors florissante. Ces règlements, rédigés par les membres du consulat et les maîtres tisserands sont acceptés par le roi par lettres patentes.
Toutefois, cette réussite ne doit pas cacher que pendant toute cette période, Lyon ne fabrique que des tissus unis, satin, taffetas, velours, draps d'or ou d'argent. Tout juste les maîtres tisserands tentent-ils de faire de petits motifs à l'aide de ligatures ou de baguettes. Les Italiens restent seuls maîtres de la fabrication des façonnés. Il faut attendre les années 1600 pour que Lyon y parvienne, avec les évolutions techniques apportées par Claude Dangon, très probablement importées d'Italie. Par ailleurs, les chiffres fournis par le consulat sont difficiles à exploiter, car souvent grossis par les intéressés et mélangeant dans un même groupe les travailleurs de la soie et de la laine. Toutefois, cette première production a réussi à s'imposer aux côtés des importations de soieries italiennes dans le royaume de France, en étant moins chère que les productions d'entrée de gamme de ces dernières. La croissance de la production de la soierie du royaume (et donc de Lyon) est difficile à estimer. Richard Gascon prend appui sur l'entrée des balles de soie non-ouvrée ou semi-ouvrée, et donc destinée à la production de tissu en soie, pour proposer qu'entre 1522 et 1544, le volume est multiplié par 2.5, et qu'entre 1544 et 1569, il l'est encore par 8.
Le commerce de la soie est le plus important trafic des foires lyonnaises, loin devant tous les autres, épices comprises. Ainsi, pour l'année 1569, la valeur des échanges de soie sur la place lyonnaise lors des quatre foires représente plus de la moitié de la valeur totale de toutes les marchandises achetées et vendues. Et de fait, la quasi-totalité de la soie entrant dans le royaume de France passe par Lyon.

#### 1560 - 1590: la première crise de la soie à Lyon

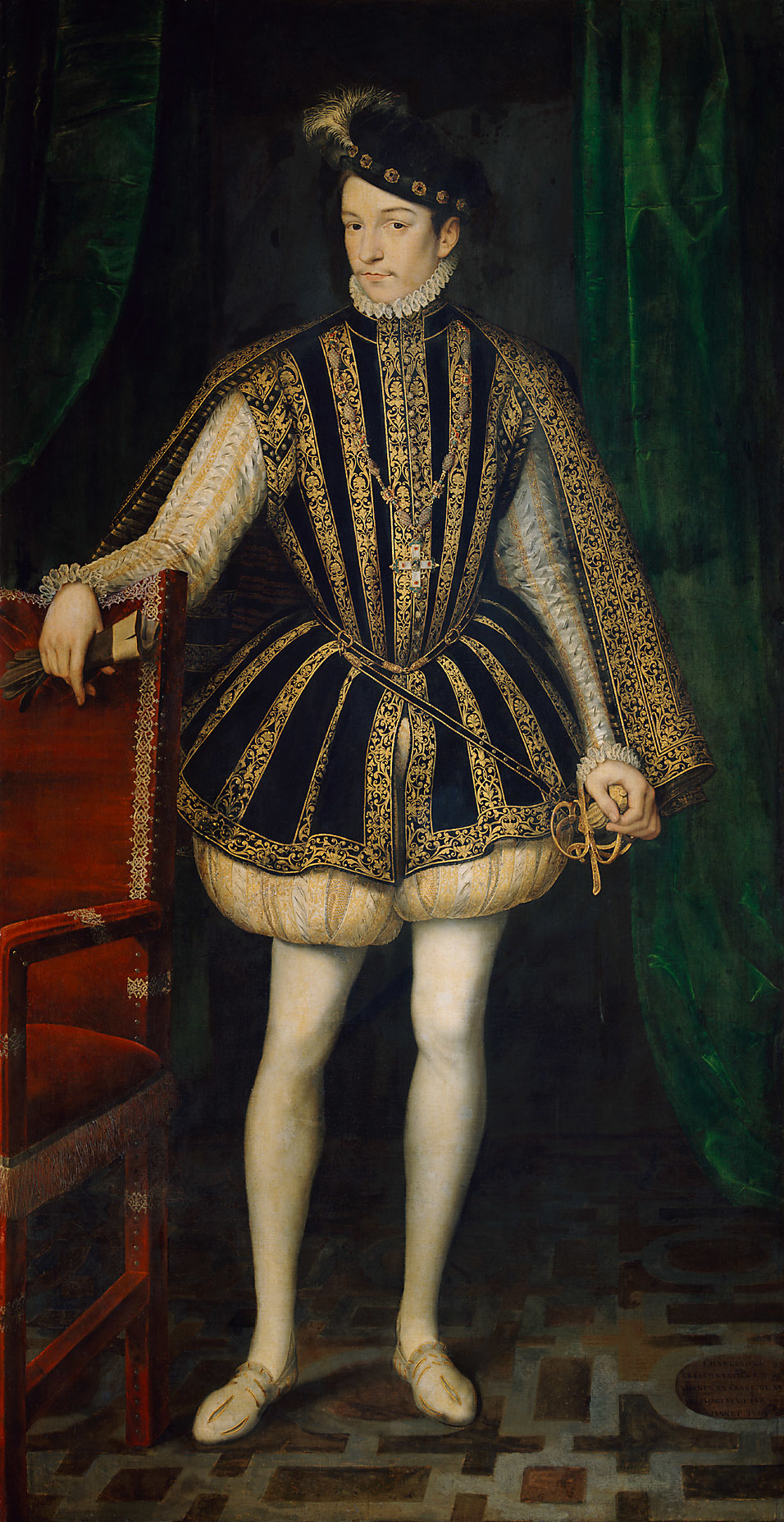
Charles IX, roi de France qui précipite la crise de la soie lyonnaise, tableau de François Clouet, Kunsthistorisches Museum.

L'occupation par les forces protestantes de la ville en 1562 et 1563 provoque une crise qui pourrait être passagère, mais qui, suivi d'autres évènements négatifs, entraînent la soierie lyonnaise dans la première crise cyclique de son histoire.
La prise du pouvoir de Lyon par les protestants en 1562 entraîne le départ de nombreux grands marchands qui sont aussi de grands fabricants. Les métiers manquent brutalement de matière première, et les circuits commerciaux pour vendre la soie s'affaiblissent fortement. La peste s'invite les années qui suivent et accentue la dépression ; les maîtres soyeux qui restent évoquent le chiffre des deux tiers des ouvriers qui ont disparu.
À ces catastrophes ponctuelles s'ajoute un évènement qui affaiblit la soie lyonnaise dans un environnement concurrentiel. Charles IX, alors âgé de treize ans et qui vient de prendre possession de son royaume ravagé par les divisions religieuses, décide pour trouver de l'argent de taxer l'entrée de la soie dans le royaume à hauteur de 50 %. Cela entraîne une perte importante de compétitivité pour les tisseurs lyonnais, qui voient les productions étrangères (qui entrent souvent en France frauduleusement) devenir moins chères. Les cités concurrentes de Genève, Besançon, Turin, Milan, Modène ou Reggio se mettent à fabriquer des unis et rayés de basse qualité, vendus peu cher. Ils attirent une partie de la main-d'œuvre établie à Lyon, qui se trouve en manque de travail dans la cité rhodanienne.
La chute des effectifs et de la production est difficile à établir. Richard Gascon estime que d'environ 3 000 métiers à tisser à la fin des années 1550, on tombe à environ 200 dans les années 1570.

### L'art du livre à Lyon
Lyon est, à la Renaissance, une des principales villes du livre en Europe. Elle produit avec Paris 90 % des ouvrages imprimés en 1530. Issue des typographes allemands, les artisans locaux prennent vite le relais, soutenus par des commerçants exploitant rapidement cette nouvelle activité. Riche lors de sa plus haute période de prospérité de très nombreux libraires et imprimeurs, elle participe pleinement aux grands mouvements intellectuels de son temps. Si le monde des imprimeurs souffre grandement de la crise économique du deuxième XVIe siècle, les familles de libraires, eux, tirent leur épingle du jeu.

#### Origines de l'imprimerie lyonnaise

Carte des principaux foyers de développement de l'imprimerie, par ordre chronologique et d'importance.

La première édition réalisée à Lyon est l'œuvre de Wilhem König, dont le nom est francisé en Guillaume Le Roy, sur l'imprimerie de Barthélemy Buyer, bourgeois lyonnais qui l'a fait venir de Liège. Buyer est un commerçant qui développe rapidement cette nouvelle activité. Il édite des ouvrages en orientant sa production vers deux types de public : les juristes, avec de lourds opus de droit, et les élites cultivées, avec des livres religieux, de chevalerie, de médecine usuelle et de pièces en langue vulgaire. Il implante des succursales dans plusieurs villes françaises et vend sa production en Italie et en Espagne. Son succès et ses premières actions ouvrent la voie à la prospérité de l'imprimerie lyonnaise.
Dès les premières années, le milieu des imprimeurs lyonnais est très cosmopolite. L'attrait des foires et le fait que jusqu'en 1495 la profession échappe à l'impôt incite de nombreux étrangers à venir travailler entre Saône et Rhône. Surtout d'origine germanique ou française, les imprimeurs viennent de nombreuses régions d'Europe. Il y a peu de lyonnais de souche dans les premiers temps,.

#### Caractéristiques de l'édition lyonnaise

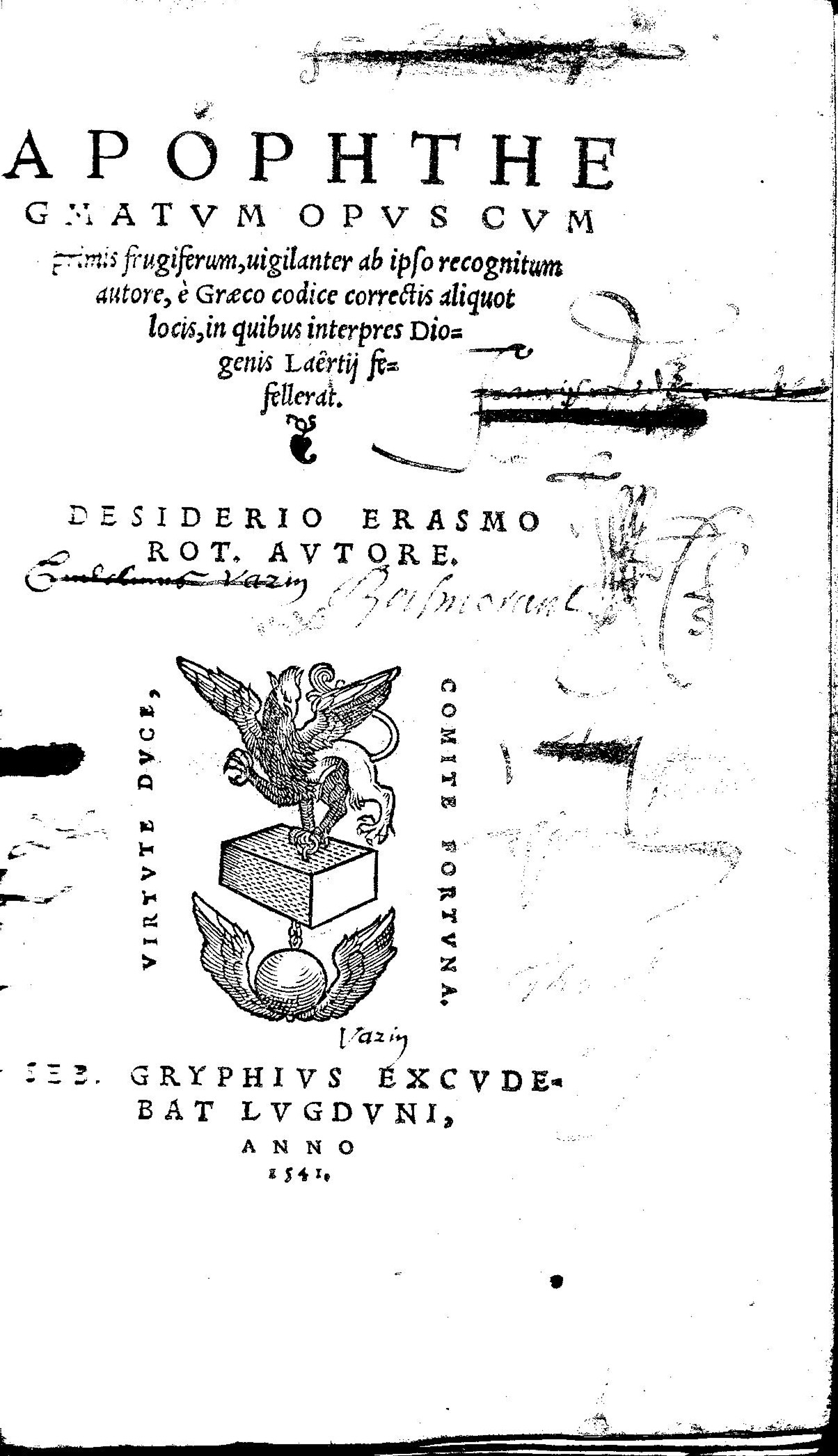
Apophthegmatum ex optimis utriusque linguae scriptoribus, d'Érasme, édition de Lyon par Sébastien Gryphe.

Lyon devient rapidement un grand centre de l'impression en Europe. Les foires permettent de trouver des capitaux et des débouchés rapidement. À ses débuts, la faible organisation de la profession permet de trouver aisément des ouvriers travaillant pour des salaires raisonnables. Très tôt, la cité est rejointe par des imprimeurs allemands, vénitiens ou florentins, qui s'installent surtout rue Mercière et dans le quartier Saint-Nizier.
Le monde de l'édition lyonnaise est influencée par son homologue de la cité des doges, et surtout par Alde Manuce. L'humanisme italien et les nouveautés typographiques, dont l'italique se diffusent très rapidement à Lyon. De nombreux imprimeurs s'emparent des thèmes et ouvrages humanistes et en tirent de nombreux exemplaires. Parmi ceux-ci, il y a Sébastien Gryphe, François Juste, Étienne Dolet ou Jean de Tournes. Plusieurs imprimeurs italiens s'établissent également à Lyon : Giacomo Giunti, Vincenzo Portinari ou Barthassard de Gabiano. Ils éditent surtout des compatriotes.
Dans le royaume de France, seules deux villes ont une importante production de livre : Lyon et Paris. Paris œuvre davantage dans le domaine des ouvrages liturgiques et notamment des livres d'heures. Toutefois, les milieux éditoriaux des deux cités sont intimement liés, dès le début de l'imprimerie, et aucune n'est réellement spécialisée dans un type d'édition, au détriment de l'autre. Un exemple des liens entre les deux villes est Josse Bade. D'abord correcteur et conseiller littéraire chez les Lyonnais Gaspard Trechsel, Étienne Gueynard et Simon Vincent, il fonde ensuite à Paris pour monter son entreprise et diffuser les textes de l'Antiquité.
Portée par les foires, l'industrie de l'imprimerie se développe rapidement à Lyon à partir du dernier quart du XVe siècle. D'une douzaine d'ateliers en 1480, la ville passe à une centaine au milieu du XVIe siècle. Ces imprimeurs alimentant un commerce international, destiné principalement à l'Espagne et l'Italie. Plus que de simples artisans, ce sont des érudits, qui n'hésitent pas à éditer des ouvrages de médecine, des romans, des ouvrages humanistes, en plus des habituelles commandes de livres religieux et de piété, telle La Légende dorée imprimée en français dès 1476.
La plupart des marchands-libraires ne possèdent pas leurs presses, mais demandent à des imprimeurs de leur fabriquer leurs ouvrages. Au début de l'essor du secteur du livre à Lyon, la majorité des libraires sont italiens, et la majorité des imprimeurs sont allemands. Mais contrairement aux familles italiennes de banquiers, ces groupes se fondent pour la plupart dans la population locale, devenant lyonnais à part entière.
L'un des plus célèbres est Sébastien Gryphe, venu de Souabe. Très pointu dans ses réalisations, il produit plus de mille éditions, fondant une dynastie d'imprimeurs. Il initie Étienne Dolet et l'aide à fonder son atelier. Il édite les classiques de l'Antiquité, les ouvrages de Guillaume Budé, Jules César Scaliger, Ange Politien.

##### L'édition musicale

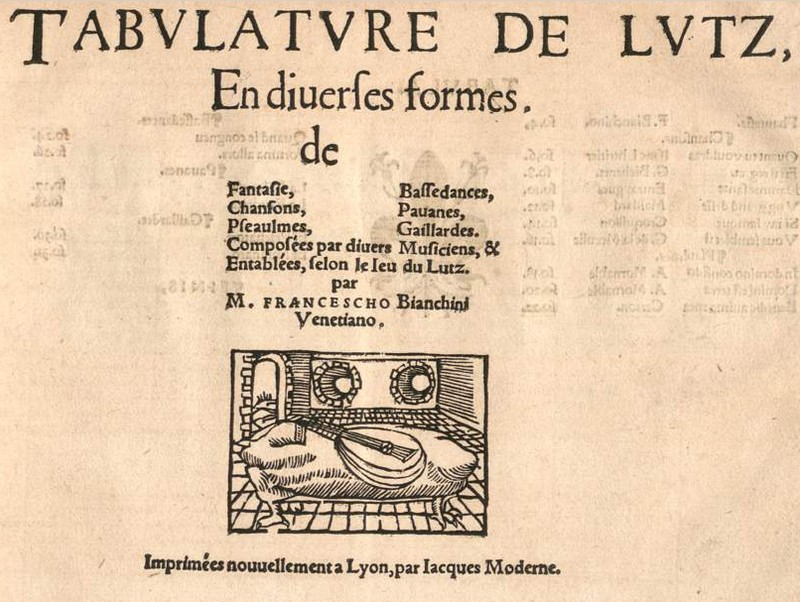
Page de titre de la tablature de luth de Francesco Bianchini éditée par Jacques Moderne en 1547.

À partir de 1525-1528 jusque dans les années 1580, Lyon est un grand centre d'édition musicale, avec une production diversifiée (musique sacrée, spirituelle - notamment protestante - et profane).
Les imprimeurs de musique ne travaillent jamais uniquement ce domaine. Le plus important est Jacques Moderne. Il imprime des collections très célèbres, tels les Motetti del Fiore ou le Parangon des chansons, largement diffusées en Europe. Ses continuateurs les plus notables sont les frères Marcelin et Godefroy Beringen, qui éditent dans les années 1540, Simon Gorlier (qui édite surtout de la musique instrumentale entre 1551 et 1584), Robert Granjon (essentiellement tailleur de caractères et accessoirement imprimeur), Jean II de Tournes et Thomas de Straton.
Ces imprimeurs-libraires publient tant des compositeurs de stature internationale ou nationale, tels Pierre Colin, Pierre Moulu, Jean Richafort, Jean Mouton, Roland de Lassus, Claude Goudimel, Valentin Bakfark, François Roussel, Dominique Phinot, Pierre de Villiers, que des compositeurs d'origine régionale ou dont la célébrité s'étend moins loin, tels Giovanni Paolo Paladino, Antoine de Hauville, Loys Bourgeois, Nicolas Martin ou Corneille de Blockland.
Cependant, l'édition musicale lyonnaise s'éteint à la fin du XVIe siècle pour disparaître complètement après 1615, laissant totalement la place à la production parisienne.

#### Les métiers du livre
L'imprimerie, à la Renaissance, est un secteur nécessitant un grand nombre de métiers très spécialisés. Le développement de ce secteur à Lyon permet la multiplication de ces professions. Il y a plusieurs fondeurs de caractères d'imprimerie, désignés sous le terme de « fondeurs de lettres ». Il y a quelques papetiers à Lyon, mais l'essentiel du papier utilisé provient d'Auvergne ou du Dauphiné. Parmi les métiers plus pointus, il y a des faiseurs d'eau-forte, des faiseurs d'encre, des graveurs, des relieurs. Le nombre d'enlumineurs se réduit à cette époque, indiquant l'évolution de la décoration des ouvrages. Enfin, à la périphérie du métier d'imprimeur, un grand nombre de cartiers (22 en 1545, pour une soixantaine d'imprimeurs et 29 libraires), indique bien l'essor de ce loisir à la Renaissance.

##### L'enluminure, la fin d'une époque
La Renaissance voit la fin de l'art de l'enluminure en tant que métier à part entière, après que le secteur, à la fin du XVe siècle, ait connu une période dorée. L'imprimerie prend le pas et éteint cette activité lentement ; elle disparait aux alentours des années 1530.
Le développement de la population et son enrichissement augmentent la demande en ouvrage richement illustré, venant essentiellement d'une clientèle religieuse, mais pas uniquement.
Le premier enlumineur lyonnais identifié est connu sous le nom de Maitre de la Rose. Actif de 1435 à 1470, il travaille essentiellement sur des manuscrits liturgiques. Ses œuvres marquantes sont un livre de Boccace, enluminé à la demande d'un receveur du roi de France, Jean Paumier, un ouvrage d'Alain Chartier, portant les armes de la famille Thomassin et un Virgile pour un bibliophile lyonnais, Louis du Périer.
À sa suite se forme un ensemble d'enlumineurs connut sous la désignation « d'Atelier de Guillaume Lambert ». Cet atelier réalise la majorité des enluminures sur Lyon entre 1470 et 1490. Leur chef-d'œuvre est la Chronique de la Bouquechardière, de Jean de Courcy, copié pour Louis du Périer. Cet atelier a un style inspiré d'artistes de la région de la Loire et du réalisme flamand.
La génération suivante apparait dans les années 1490 et comprend principalement trois personnes : le Maître des Alarmes de Mars, le Maître de l'entrée de François Ier et Guillaume II Le Roy, probablement fils de l'imprimeur du même nom. Le Roy est le dernier enlumineur important lyonnais. Vivant rue Mercière, à l'angle de la rue Thomassin, il travaille entre 1493 et 1528 ; et réalise également en tant que peintre l'entrée de Louis XII à Dijon, celle de François Ier à Lyon en 1515 et de la Reine Claude en 1516. Travaillant à la gouache épaisse, son style est caractérisé par des personnages aux proportions enfantines, aux mains effilées. Ses bordures florales sont peuplées d'animaux et de grotesques. En tant qu'enlumineur, il a pour client prestigieux Jean D'Autun, historien royal, Jean Lemaire de Belges, poètes de cour et pour François Demoulins, aumônier royal. À la fin de sa vie, il travaille pour Pierre Sala.

#### Les guerres de religion et la crise du secteur
Les conflits religieux entament largement l'économie lyonnaise, qui ne retrouve pas son prestige par la suite, et le monde du livre n'est pas épargné. Suivant les grandes familles bancaires qui fuient Lyon pour n'y jamais revenir, de nombreux imprimeurs ou libraires partent, souvent pour Genève.
Les grandes vagues de départ des années 1551 et surtout 1567, sont dues aux persécutions religieuses, mais également aux avantages économiques genevois. En effet, la cité helvétique dispose d'un approvisionnement en vivre meilleur marché, alors que Lyon est constamment alourdie de taxes. La main-d'œuvre y est également mieux encadrée.
Si le monde des libraires résiste mieux à la concurrence de sa rivale, c'est que plusieurs maisons font imprimer leurs ouvrages là-bas. Les imprimeurs, par contre, souffrent terriblement ; de 63 maîtres imprimeurs sur les nommées de 1545, on passe à 13 pour celles de 1571, à l'exemple de Jean II de Tournes qui s'exile parce que protestant.

### La banque
Avec l'essor des foires commerciales, Lyon devient une capitale bancaire européenne. En effet, pour faire fonctionner des échanges toujours plus importants, une activité bancaire de même ampleur se met en place. Dès 1466, la famille de banquiers des Médicis quitte Genève pour la cité rhodanienne. D'autres suivent bientôt, tels les Bonvisi, les Bene les Gondi, les Capponi, les Salviati, les Guadagni. Ces marchands viennent de Florence, Lucques, Gênes, Milan ou de Savoie.
Durant la première moitié du XVIe siècle, la banque la plus importante de Lyon est la Gadagne, établie par Thomas Ier de Gadagne, prêtant régulièrement de l'argent à François Ier pour ses guerres en Italie. Elle est absorbée en 1556 par la banque Capponi.
À la fin de la Renaissance, de nombreuses familles bancaires italiennes quittent Lyon, leur nombre passant de 75 en 1568 à 21 en 1597.
Outre les princes, les grandes familles marchandes lyonnaises prêtent également à des entrepreneurs du premier capitalisme européen. Ainsi, l'essor brusque de l'exploitation du pastel à Toulouse est financé en partie par les prêts réalisés sur la place lyonnaise.

### Autres secteurs de l'économie lyonnaise
De nombreux métiers, plus communs, font également vivre la cité au quotidien.

#### Les métiers de bouche
La problématique de l'alimentation d'une population qui a largement augmenté pousse le consulat à intervenir largement. Il réglemente le commerce du grain, en achète lui-même où il peut et crée des réserves publiques en 1549. Dans une volonté d'hygiène, il déplace les marchés aux bestiaux et les abattoirs, les éloignant du centre pour les placer dans les quartiers neufs. La population s'enrichissant, ce secteur économique s'étoffe, un chasse-marée s'installant en 1507 pour fournir à la ville un convoi de poissons de mer hebdomadaire. Le commerce du vin, activité économique essentiellement locale, abreuve la ville d'environ 150 000 hectolitres de vin par an.

### La fin de la prospérité lyonnaise

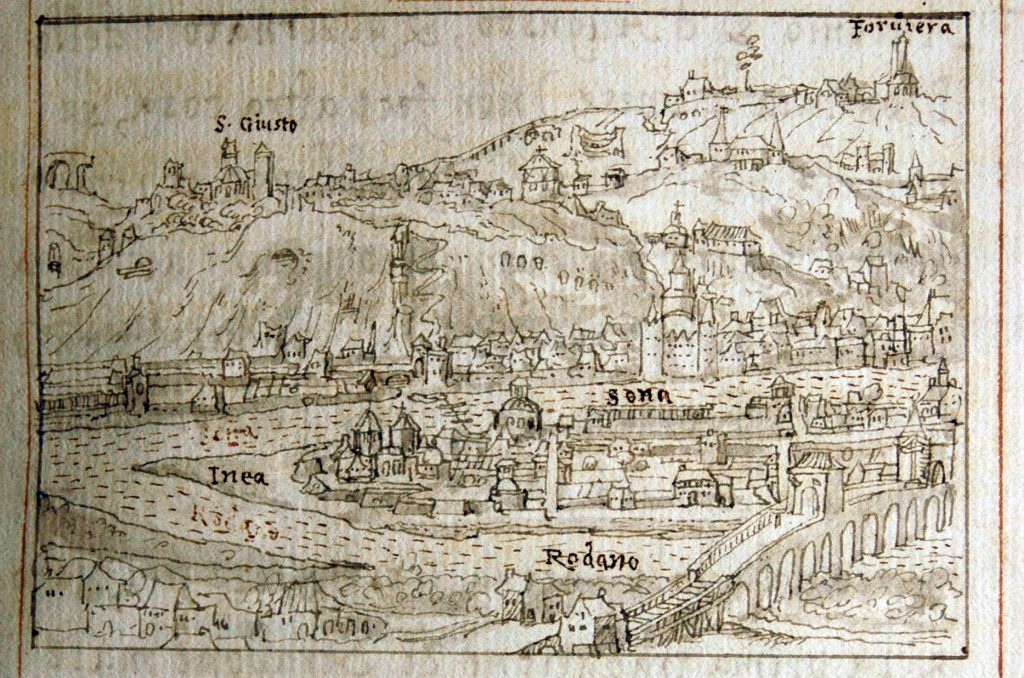
vue de Lyon dessinée par Gabriel Simeoni, paru dans L'Origine et le antichità di Lione, 1559.

À Lyon, la Renaissance finissante emporte avec elle l'âge d'or de l'économie lyonnaise. L'effondrement du grand commerce et de l'activité bancaire à Lyon s'amorce dans les années 1570, et s'achève dans les années 1590. Les foires de Lyon, déjà frappées par la faillite du Grand Parti en 1557, ont été déplacées à Chalon-sur-Saône pendant l’occupation protestante de 1562. À peine revenues, elles sont atteintes par la peste de 1564 et par l’insécurité des chemins. Les difficultés sont accentuées par les malheurs d’Anvers, plaque tournante du circuit européen de l’argent, touchée par la banqueroute de Philippe II en 1557 puis saccagée en 1576 par les troupes espagnoles.
Le symptôme majeur de ces difficultés est le départ des marchands-banquiers italiens. Plus que les conflits religieux internes à la cité lyonnaise, ce sont des mouvements dans les courants commerciaux continentaux qui expliquent ce déclin. Au cours du XVIe siècle, les centres d'activités des principaux marchands européens glisse vers le nord, en direction de l'Angleterre et des Provinces-Unies. Les familles de commerçants italiens voient leur importance relative diminuer. Ce déplacement s'explique en grande partie par les nouveaux liens, directs, entre les nations septentrionales et les terres du Levant. Le commerce continental passe à présent majoritairement par l'Atlantique, et Lyon n'est plus alors sur les trajets des flux commerciaux.
Face à ce déclin, et surtout au départ des marchands-banquiers italiens, les familles commerçantes lyonnaises ne parviennent pas à trouver de ressorts pour lutter contre la spirale négative. Plusieurs font faillites, d'autres se tournent vers les offices ou les rentes. Outre les facteurs extérieurs, des causes internes au pays expliquent cette désaffection. L'État royal n'a pas de politique fiscale soutenant sérieusement le commerce. Les foires, constamment soutenues et préservées de taxes excessives durant la Renaissance voient leurs avantages rongés à partir du milieu du XVIe siècle. La société française, par ailleurs, ne valorise pas le statut de marchands. Pour tous, être marchands est un moyen d'arriver à la noblesse, et non un but en soi. Les familles commerçantes lyonnaises ne font donc pas une exception à cette tendance, et la relève des marchands-banquiers italiens ne vient pas.
De cette Renaissance, il subsiste toutefois deux éléments positifs. En premier lieu, les foires elles-mêmes, si elles n'ont plus l'attrait pour le grand commerce, restent une place importante pour le commerce intérieur français. Et plus important pour le futur de l'économie locale, l'introduction de la soie. Cette activité, dès le début du XVIIe siècle, se développe et apporte un relais de croissance à la ville.

## Savoirs et culture
Lyon, durant la première moitié du XVIe siècle bénéficie de plusieurs facteurs qui s'associent pour en faire un centre de l'humanisme européen.
À cette époque, Lyon devient la seconde capitale du royaume, les rois de France y résidant régulièrement, occupés par les affaires d'Italie. Cette présence royale attise le développement du milieu de lettrés et de poètes qui préexistait, et qui compte Symphorien Champier, Maurice Scève ou Louise Labé. Elle attire également les courtisans et les savants, tel Cornelius Agrippa, savant allemand devenu à Lyon médecin personnel de Louise de Savoie.
L'activité économique, florissante, assure plus aisément des revenus aux érudits de passage. L'absence de parlement ou d'université laisse la porte ouverte à de nombreuses libertés. Il est plus facile pour des porteurs d'idées nouvelles de les proposer et les propager dans cette ville frontière, riche de nombreux libraires. C'est d'ailleurs la librairie qui porte l'essentiel de la culture lyonnaise à la Renaissance.
La production artistique, contrairement à la littéraire, a laissé subsister peu de traces, victime de l'iconoclasme protestant. Mais si les étrangers attirèrent les artistes et commandèrent quelques réalisations, il ressort également que « la bourgeoisie lyonnaise, traditionaliste, volontiers puritaine et très attirée par le protestantisme, n'a pas recherché le faste ».

### Les bases de la culture lyonnaise
Lyon, ville frontière, connait un essor culturel forgé par sa position géographique entre plusieurs mondes.
Lyon est à la limite de deux langues, le francoprovençal et la langue d'oïl. Durant tout le XVe siècle, les élites lyonnaises cherchent à s'approprier la culture de leur roi, tout en parlant au quotidien la langue du peuple. Ce n'est qu'aux alentours de 1460 que l'on voit les actes officiels être enfin rédigés entièrement dans une langue du nord maîtrisée. Toutefois, si les élites, par l'éducation reçue, s'appliquent à s'unifier linguistiquement au royaume de France, elles restent marquées par leur appartenance à une aire culturelle locale, surtout lorsque les échanges avec Genève se font plus importants.

#### Enseignement
Les sources pour l'étude de l'enseignement à Lyon à la Renaissance sont très maigres pour le début de la Renaissance, au moins jusqu'au début du XVIe siècle. Les délibérations consulaires sur ce sujet sont rarissimes, les rôles fiscaux muets et les registres notariés inexistants avant 1530. Pour reconstituer ce que furent les écoles lyonnaises durant la première Renaissance lyonnaise, on en est réduit donc à comparer les maigres bribes disponibles avec la situation des villes proches, telles Bourg-en-Bresse, Grenoble ou Vienne,.
Autant lors de la première moitié du XVe siècle, l'instruction des fils de l'élite patricienne se limitent à savoir lire, compter et des rudiments de rhétorique ; autant à partir de 1460, les choses évoluent. Ceci pour plusieurs raisons. La progressive richesse de Lyon et son réseau de libraires attirent bientôt des personnes capables de prodiguer un enseignement de qualité : Henri Valluphin, Jean Delorme, Guillaume Ramène ou Josse Bade sont professeurs à Lyon autour des années 1500. L'aisance d'une partie toujours plus grande de la bourgeoisie lyonnaise permet le fonctionnement d'écoles plus stables. Les corps des villes, soucieux du prestige de leur cité souhaitent et peuvent aider au financement d'un enseignement plus large. « L'école fait désormais partie des honneurs de la ville au même titre que l'horloge et la maison commune ». Enfin, le changement des mentalités issues de l'humanisme puis des réformateurs encourage l'instruction, seule capable de « régénérer la société chrétienne ».
Au cœur de la Renaissance, pour leur éducation, les édiles lyonnais disposent de toutes les écoles dignes des grandes villes européennes, hormis une université, telle celle ouverte par la Confrérie de la Trinité en 1519. Cette école s'installe alors Rue Neuve.
L'instruction initiale est fournie par les églises, paroissiales ou collégiales, telle la manécanterie de Saint-Jean. Les bourgeois envoient ensuite leurs enfants dans des écoles grammaticales, de droit, ou leur fournissent des précepteurs. Les plus aisés envoient enfin leur progéniture dans des universités prestigieuses.

#### Festivités et entrées royales
À la Renaissance, les élites urbaines cherchent davantage à se distinguer du peuple, tout en se mettant toujours plus en scène, dans une volonté d'auto-glorification. C'est à cette époque, par exemple, que les fêtes collectives évoluent en spectacle, donnés par les bourgeois agissant pour un peuple passif. Ainsi, au milieu du XVIe siècle, les grandes familles bourgeoises lyonnaises, souvent italiennes, organisent lors du Mardi gras des mommeryes, défilé de personnages très richement costumés tirant de nombreux symboles de l'Antiquité, suivi d'une course de bague entre différents notables de haut rang. Le peuple assiste là à un spectacle dont les codes ne lui sont pas destinés, mais auquel il est convié pour acclamer ceux qui le gouvernent.

##### Entrées solennelles

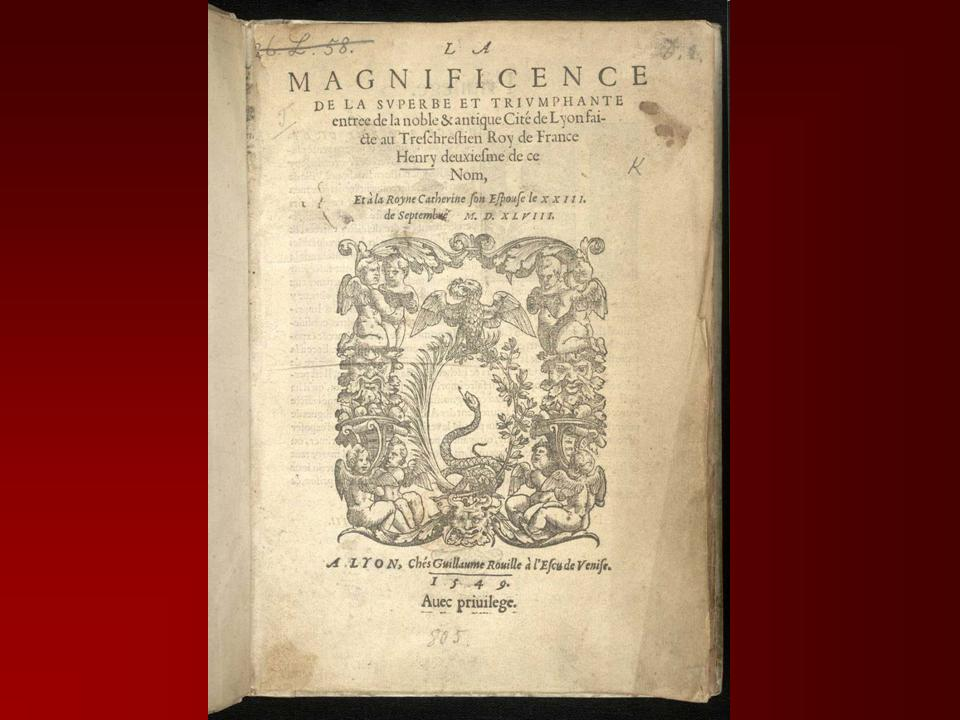
Page de titre de "l'Entrée d'Henri II à Lyon" par Maurice Scève, édité par Guillaume Rouillé en 1548.

Il en est de même pour les entrées solennelles où les membres du consulat et les grandes familles en profitent pour rivaliser de fastes et de prouesses artistiques. Ces cérémonies servent également aux élites urbaines pour montrer aux illustres personnages la richesse et la culture de la ville. Ces entrées sont également l'occasion de déterminer l'importance de chaque groupe social par la place qu'il occupe dans le défilé.
À l'orée de la Renaissance, les festivités accueillant un grand personnage (nouvel archevêque, gouverneur, noble de haut rang ou personnalité royale) sont encore de simples déambulations dans la ville, en ordre défini, les maisons étant ornées de tapisseries pendues aux fenêtres. Sous l'influence de l'Italie et de l'humanisme, une véritable scénographie fait jour, se développe et intègre toujours davantage de références savantes, principalement à la culture antique. Sous le règne de Catherine de Médicis, des éléments ésotériques et astrologiques s'ajoutent, au point de prendre une grande place. La préparation par le consulat devient minutieuse, et de plus en plus d'artistes et de savants sont mobilisés pour ces occasions, tels Jean Perréal ou Bernard Salomon.
Lors de la Renaissance, Lyon, du fait de sa position privilégiée en rapport avec les guerres d'Italie est fréquemment visitée par les différents souverains. Le premier sur cette période est Louis XI le 23 mars 1476.
C'est pour le suivant le 7 mars 1490, Charles VIII que pour la première fois, un artiste, Jean Perréal est mandaté pour préparer les décors de l'entrée. Il y déploie une iconographie religieuse avec la décollation de Saint-Paul près de l'église dédiée et un combat du diable et de Saint-Michel sur la place du Change. Charles VIII fait deux autres entrées en mars 1494 et novembre 1495, lors de son aller et son retour pour sa première campagne des guerres d'Italie. Son retour triomphal est fêté par des décorations à l'italienne, et une joute rue Juiverie où Bayard s'illustre.
Le 10 juillet 1499 se déroule l'entrée solennelle de Louis XII qui revient fêter à Lyon plusieurs de ses victoires, et notamment celle contre Ludovic Sforza, ramené à Lyon en mai 1500 et enfermé un temps dans le château de Pierre Scize. Ce retour est également l'occasion pour la reine Anne de Bretagne de faire son entrée. Pour le même monarque, le 17 juillet 1507, l'entrée suivant sa victoire contre les troupes génoises voit la construction de quatre estrades sur lesquelles des histoires glorifiant le monarque sont jouées. Sur la première, à la porte du pont du Rhône, six jeunes gens personnifiant Force, Prudence, Diligence, Vaillance, Noble Vouloir et Ardent Désir remettent des lauriers au roi, dont les exploits sont comparés à ceux de Thésée, Hercule et Jason. Sur la dernière, Place du Change, la saynète délivre un message politique incitant Louis XII à être un prince juste. Lors de son passage suivant, le roi demande expressément pour marquer sa victoire sur les vénitiens l'édification d'une colonne sur le pont du Rhône. Cette entrée est organisée par Symphorien Champier.
François Ier fait son entrée solennelle avec la reine Claude et sa mère Louise de Savoie le 12 juillet 1515 avant de se rendre en Italie où il remporte la victoire de Marignan. Cette festivité est illustrée de références dynastiques et religieuses, avec notamment le rappel du baptême de Clovis et est organisée par Jean Yvonnet, Jean Richier et Guillaume II Le Roy. C'est à cette occasion que la scénographie n'est plus exclusivement d'inspiration gothique, mais est un mélange d'art médiéval et classique.

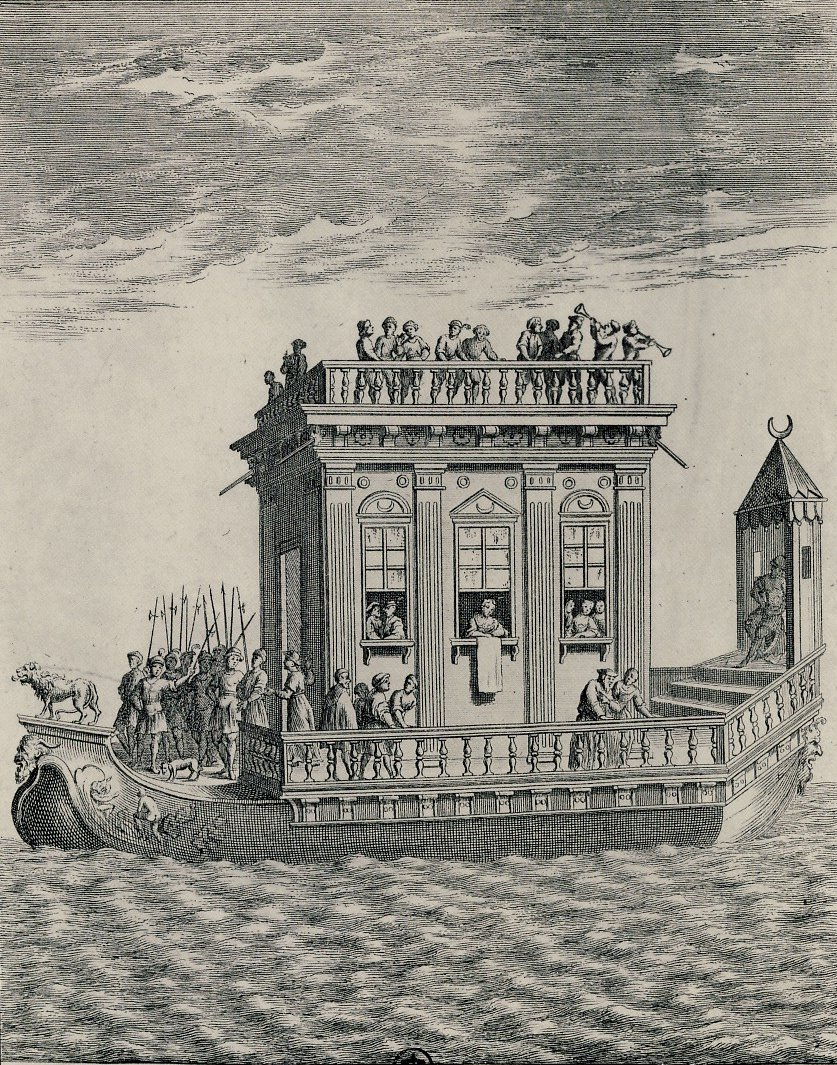
Navire construit pour l'entrée d'Henri II en 1548.

L'entrée suivante est organisée en l'honneur de la reine Éléonore le 26 mai 1533. Il s'agit de la première entrée dont les organisateurs, Jean de Vauzelles et Salvatore Salvatori, fixent la trace dans deux publications imprimées. La reine, comparée à une nouvelle Esther, assiste à Vaise aux défilés et à de nombreuses saynètes célébrant son rôle de gage de paix entre la France et l'Empire. En cette occasion, les décors sont pleinement d'inspiration italienne et humaniste, les organisateurs s'inspirant des Triomphes de Mantegna, de l’Hypnerotomachia Poliphili et des Triomphes de Pétrarque.
L'entrée de l'archevêque italien de Lyon, le cardinal d'Este le 17 mars 1540 est également l'occasion de faire une fête à l'italienne.
« L'entrée royale de 1548 pour Henri II et Catherine de Médicis marque l'apothéose du genre et une date majeure de l'humanisme à Lyon ». Durant plus d'une semaine, les festivités sont décrites par de nombreux témoins, ambassadeurs italiens, journaux de bourgeois et surtout publication officielle dirigée par Maurice Scève. Celui-ci est l'organisateur des cérémonies avec Guillaume du Choul et Barthélémy Aneau. Les spectacles les plus marquants sont une naumachie, un combat de gladiateur et une représentation théâtrale d'une comédie italienne La Calandria organisée par les florentins dans l'abbaye d'Ainay, la première comédie moderne jouée en France. Les organisateurs profitent de l'occasion pour multiplier les références à l'histoire antique de la ville, mettant en scène sa fondation mythique par le héros celte légendaire Lugdus,.

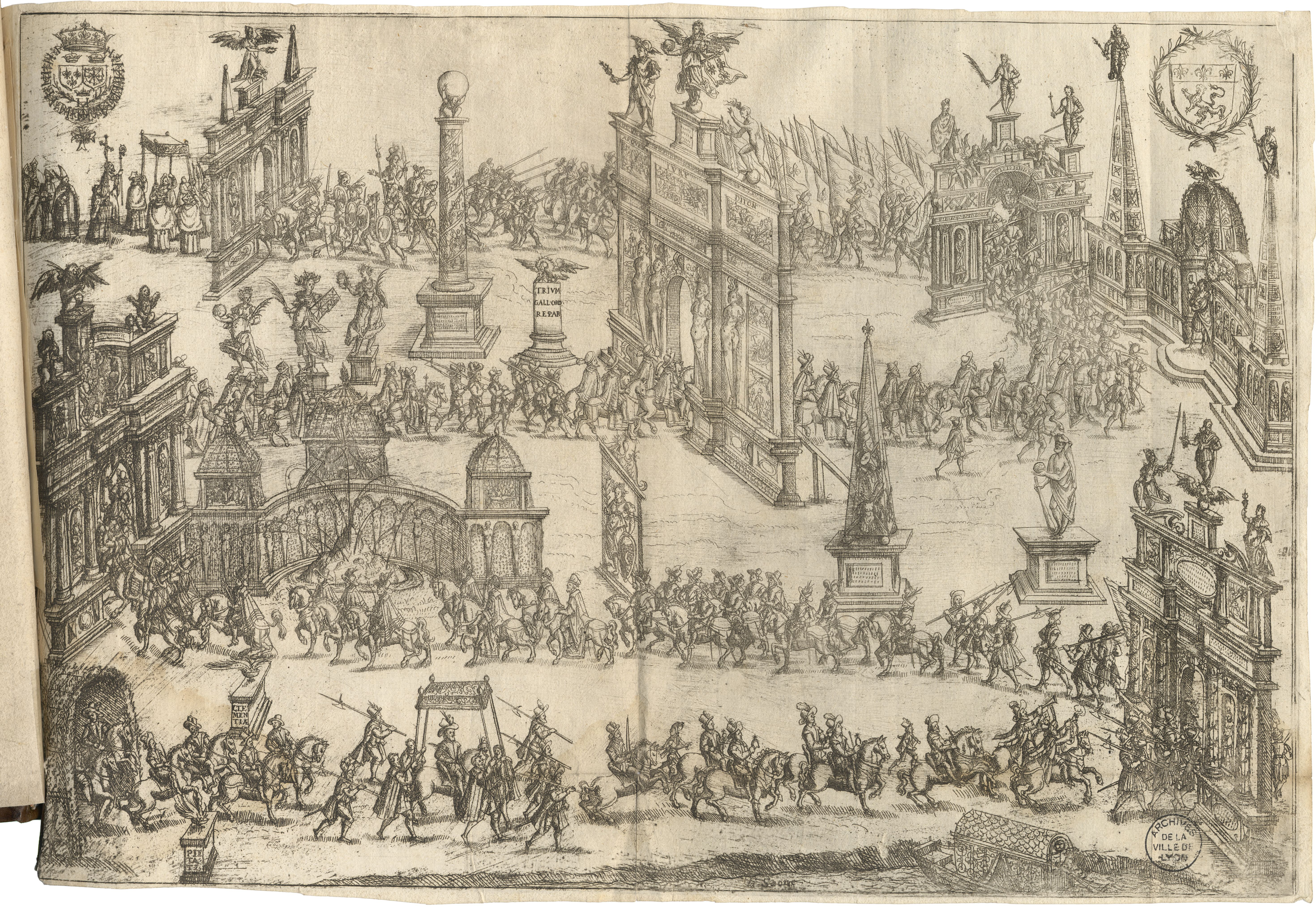
Gravure de Jean Perrissin représentant l’entrée du roi dans l'ouvrage de Pierre Matthieu : L'entrée d'Henri IIII, Lyon. Archives municipales.

Catherine de Médicis revient à Lyon pour l'entrée solennelle de son fils Charles IX le 13 juin 1564, à l'occasion du Grand Voyage qu'elle a organisé pour tenter de rétablir la paix dans le royaume après la première guerre de religion. Plus modeste qu'en 1548, la cérémonie connait un de ses moments forts lors du défilé ensemble d'enfants catholiques et protestants,.
Henri III entre dans la ville le 6 septembre 1574, où l'attendent sa mère et sa sœur Marguerite de Navarre avec son époux Henri IV. Parmi les artistes réalisant les décors il y a Pierre Eskrich, qui réalise un bucentaure à l'imitation du navire vénitien dans lequel le monarque franchit la Saône.
Enfin, les dernières entrées royales de la Renaissance sont celle d'Henri IV les 4 septembre 1595 et 17 décembre 1600. La première est organisée par Pierre Mathieu, Jean Maignan et Jean Perrissin.

### L'humanisme lyonnais et la vie intellectuelle
La vie intellectuelle lyonnaise est constituée de plusieurs groupes qui interagissent pour former une ambiance propre à la ville. Lyon à cette époque est riche de nombreux imprimeurs, de nombreux voyageurs venant de toute l'Europe à l'occasion des foires ou de la présence des cours royales.

#### Le terreau de l'essor de l'humanisme lyonnais

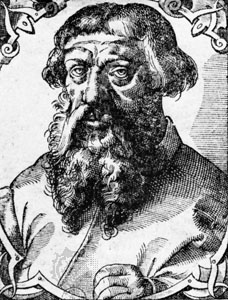
Étienne Dolet. gravure du XVIe siècle.

Lyon, ville lointaine pour le pouvoir, a la chance de ne pas posséder d'université. Cela permet aux imprimeurs et aux lettrés d'œuvrer sans contrôle doctrinal et sans procès tatillons. La surveillance des officiers royaux devient vite irréaliste, tant la quantité d'ouvrages publiés dépasse les capacités des autorités manquant en permanence d'auxiliaires. Par ailleurs, le prélat des débuts de la Renaissance lyonnaise, Charles II de Bourbon est un érudit ouvert qui sait se montrer mécène et qui aime les livres. Lyon voit ainsi passer de nombreux savants qui peuvent ici travailler et publier plus librement qu'ailleurs. Les plus connus sont François Rabelais, Clément Marot ou Étienne Dolet, mais peuvent être également cités Jean Visagier, Nicolas Bourbon, Christophe de Longueil ou Simon de Villeneuve.
Les foires de Lyon drainent de nombreux étrangers, notamment des Italiens et des Allemands, qui amènent avec eux leur culture, et leurs propres connaissances, qu'ils échangent largement. De nombreux ouvrages italiens ou allemands sont traduits, apportant des idées nouvelles ; parmi lesquelles l'esprit sceptique de Giambattista Gelli ou la tradition utopiste italienne avec l’Alector de Barthélemy Aneau.
Enfin, le passage des différents rois de France, et de toute leur cour, est un puissant ferment de rencontres pour les érudits, poètes et philosophes de l'époque. Ainsi, le long séjour de l'ouverte d'esprit Marguerite de Navarre entraîne un moment de vif essor humaniste, que ce soit dans les domaines religieux ou littéraires,.

#### La vie culturelle lyonnaise
La vie culturelle lyonnaise s'organise autour de plusieurs groupes organisés par de riches érudits, tels Pierre Sala, Symphorien Champier, Guillaume du Choul, Guillaume Scève ou de Marie-Catherine Pierrevive, dans les ateliers d'imprimeurs comme Sébastien Gryphe ou Jean de Tournes et dans les institutions ouvertes aux idées nouvelles tel le collège de la Trinité. Ce groupe informel, dénommé sodalitium, comprend également des personnalités de passage qui enrichissent les notables proprement lyonnais, tels François Rabelais, Étienne Dolet, Clément Marot, Jean Visagier, Nicolas Bourbon, Antoine du Saix et les frères Jean et Mathieu de Vauzelles,.

##### Salons et académies
Le premier lieu de rencontres d'humanistes lyonnais est organisé par Pierre Sala et Symphorien Champier, à l'Antiquaille, dans la maison de Sala. Symphorien Champier fait connaître la pensée de Lefèvre d'Étaples et Clichtove. Fin connaisseur des néoplatoniciens, il est le premier à propager les idées de Marsile Ficin en France. Sala connaît aussi une riche carrière à la cour de Charles VIII, de son fils Charles-Orland et de Louis XII. Son action est moins d'écrire que de compiler (romans, suites chevaleresques, notes historiques ou archéologiques) sans soucis de publication. Il entreprend après sa riche carrière de bâtir une demeure qu'il ouvre largement pour des réunions de lettrés (tel Champier, les Bellièvre). Cette « académie de Fourvière » est fondée sur le modèle de l'Académie néoplatonicienne, située dans la villa des Médicis de Careggi. À l'Antiquaille Sala réunit un grand nombre de pièces antiques retrouvées pour la plupart dans Lyon. Cette collection et les animateurs de l'Académie de Fourvière est suffisamment renommée pour que des personnages comme François Ier lui rendent visite à leur passage à Lyon.
Marie-Catherine Pierrevive, la Dame du Perron, tient ainsi salon lors de la période la plus foisonnante de l'humanisme lyonnais, durant les décennies 1520 et 1530. Elle invite Étienne Dolet, Bonaventure Des Périers, Papire Masson, Maurice Scève, Ortensio Lando, Eustorg de Beaulieu et de nombreux autres.
Un autre centre humaniste important est le collège de la Trinité, tenu par Barthélémy Aneau, jusqu'aux affres de la Réforme. En son sein les poètes Sébastien Castellion et Bonaventure Des Périers rédigent plusieurs œuvres.

#### Les prémices de l'archéologie à Lyon
Des lettrés passionnés d'antiquités rassemblent des collections archéologiques et épigraphiques, parmi lesquels on peut citer Pierre Sala, Claude de Bellièvre, Nicolas de Lange ou Guillaume Paradin.

### La littérature

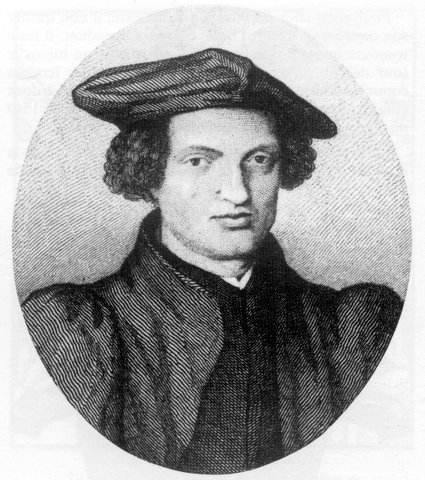
Symphorien Champier.

À la Renaissance, Lyon connait un courant littéraire original. Issu de cercles poétiques réunis autour de figures locales, il bénéficie de la circulation des idées que connait la ville, et de l'éloignement de toute censure officielle tels les parlements ou la Sorbonne. Cette œuvre est baignée des influences de l'Italie, de l'Antiquité et de la tradition médiévale.
La vie littéraire lyonnaise à la Renaissance connait deux générations. Une première, située aux alentours des années 1500, est portée par Symphorien Champier et Pierre Sala et dénommée plus tard l'Académie de Fourvière. La seconde, dont l'apogée est centrée sur les années 1530, comprend entre autres Maurice Scève, Louise Labé ou l'auteur anonyme des Contes amoureux de Madame Jeanne Flore. Elle est connue sous la dénomination d'École lyonnaise de poésie,.

#### La naissance du mouvement littéraire lyonnais: l'Académie de Fourvière
La « Première Renaissance littéraire lyonnaise », selon les termes de Jacques Rossiaud, est initiée par François Garin et sa Complainte, imprimée pour la première fois à Lyon en 1480 et ensuite reprise dans d'autres villes dont Paris. Ce long poème à la structure traditionnelle est une leçon de bien-vivre, gorgé de mépris du monde et poussant aux plus hautes vertus. Cet ouvrage érudit est encore ancré dans le Moyen Âge et montre une voie que suivent Champier et Sala, malgré des évolutions. Symphorien Champier, doté d'une très grande culture, écrit de très nombreux ouvrages sur tous les domaines. L'œuvre de Pierre Sala est moins d'écrire que de compiler (romans, suites chevaleresques, notes historiques ou archéologiques) sans soucis de publication.
Cette première Renaissance lyonnaise est vigoureuse, mais traditionnelle, en témoigne l'entrée de François Ier en 1515, très gothique.

#### L'École lyonnaise de poésie

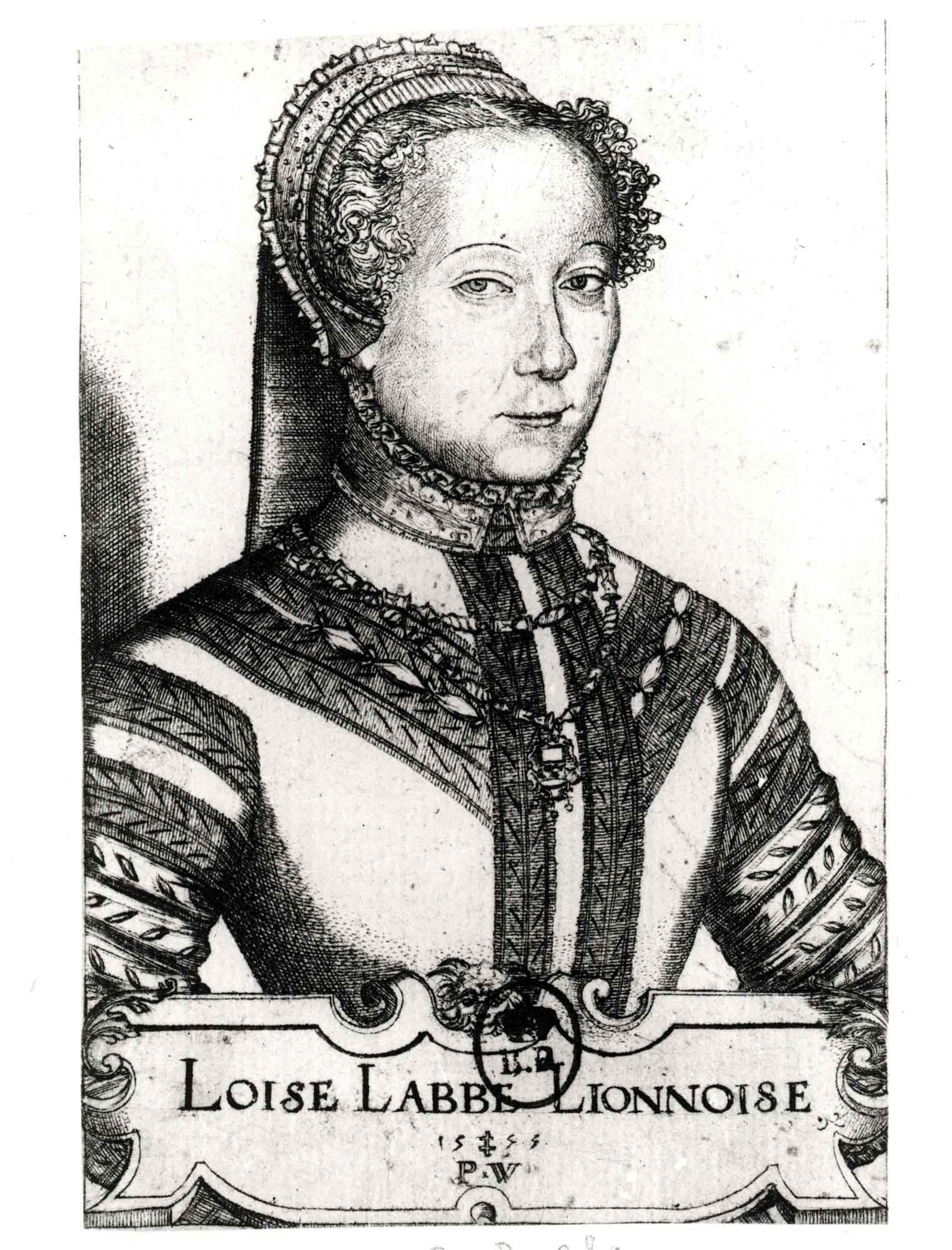
Louise Labé.

Cela change progressivement, avec les séjours nombreux d'artistes, de poètes et d'écrivains. L'influence de l'humanisme, avec notamment le néo-platonisme, fait éclore de nouveaux styles littéraires, portés à Lyon au plus haut par Maurice Scève et Louise Labé, au sein de l'école littéraire lyonnaise. Dans cette école il faut également compter Pernette du Guillet et Olivier de Magny. Caractérisée par une poésie avant tout amoureuse et collective, ce mouvement modeste joue avec la Pléiade le rôle « d'initiateur d'une renaissance littéraire en France ».

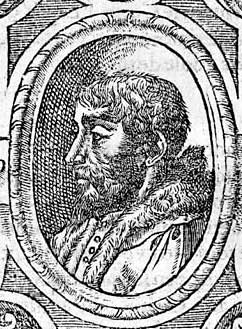
Maurice Scève.

Maurice Scève écrit plusieurs ouvrages majeurs (La Saulsaye, Microcosme, et surtout Délie), immédiatement célébrés par de nombreux confrères tels Du Bellay, Pontus de Tyard ou Guillaume Des Autels. Continuateur du pétrarquisme, il l'associe au platonisme pour chanter l'amour de Pernette du Guillet. Louise Labbé réunit de nombreux amis chez elle pour faire de la poésie et écouter de la musique. Elle vit et entretient un climat humaniste et écrit sous l'influence d'Ovide, ou d'Érasme. Elle publie des poèmes d'une étonnante liberté où elle chante de manière très directe l'amour. Son style s'éloigne autant des conceptions médiévales de l'amour que de celui tout platonique des membres de la Pléiade.
Parmi les nombreux poètes et écrivains qui gravitent autour de cette école, demeurant et produisant à Lyon quelques années avant d'aller sous d'autres cieux, il y a Nicolas Bourbon l'Ancien, présent entre 1536 et 1540, et qui publie une deuxième édition de ses Nugae, dédié à Thomas II de Gadagne,. On trouve aussi Jean Visagier, Eustorg de Beaulieu, Gilbert Ducher, ou François Rabelais. De nombreux italiens, membres ou visiteurs des nations lyonnaises publient leurs œuvres dans la cité rhodanienne. Ainsi, Luigi Alamanni dédie à François Ier ses œuvres toscanes en 1533 et Barthélémy Del Bene vient à partir des mêmes années et compose de nombreuses odes pour les grands personnages de la cour française. Gabriel Simeoni publie à la fin des années 1540 et durant les années 1550 plusieurs ouvrages.
Le groupe d'écrivains et poètes lyonnais de cette période travaillent pour la très grande majorité en français. Seul Guillaume Scève, frère de Maurice Scève, rédige des vers amoureux en latin et, significativement, il ne se fera jamais publié, même si sa production lui vaut un grand prestige au sein des humanistes de la ville. Tous les autres emploient le français, encore en cours de formation, et qu'ils contribuent à prendre forme poétique et littéraire.

### La musique
« La vie musicale lyonnaise, à cette époque, reste difficile à quantifier ». Elle semble toutefois plus limitée que la vie littéraire ou que l'activité musicale à Paris ou dans les principales cités italiennes. Frank Dobbins retrouve environ 150 musiciens à Lyon durant tout le XVIe siècle, mais beaucoup ne sont pas professionnels et très peu publient des œuvres musicales. Certains sont également facteurs d'instruments. Parmi les musiciens les plus célèbres, on peut citer Guillaume de La Mœulle, Loys Bourgeois, Pierre de Villiers, Philibert Jambe de fer, Francesco Layolle et son fils Alamanno Layolle, Eustorg de Beaulieu, François Roussel, Simon Gorlier, Didier Lupi Second.

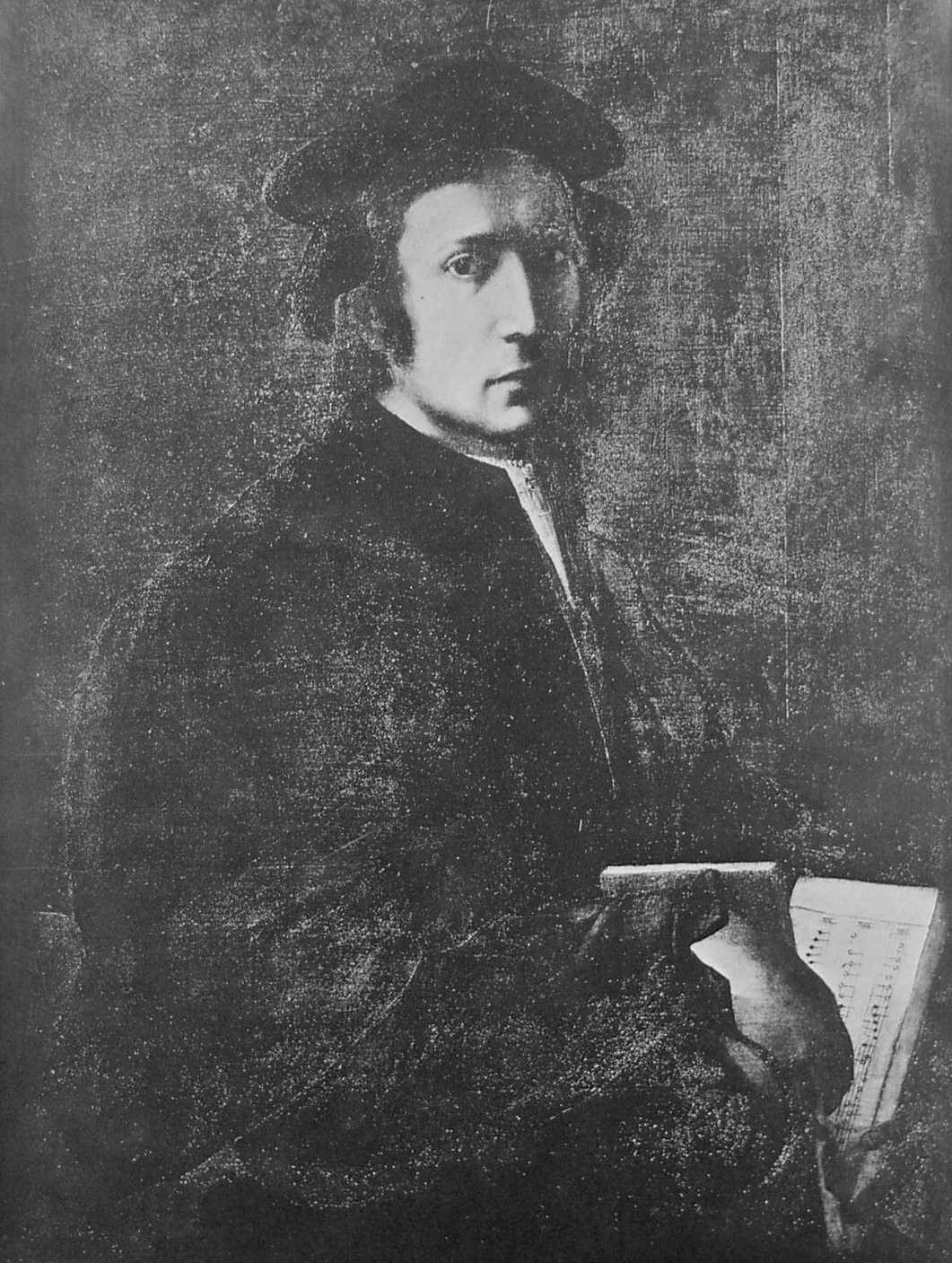
Francesco de Layolle, portrait présumé par Jacopo da Pontormo (1518).

Ces musiciens sont rétribués pour animer des fêtes par le Consulat ou de riches marchands, mais aussi pour donner des cours à des familles aisées ; ils remercient la plupart du temps leurs protecteurs en dédicace de leurs ouvrages. Les entrées royales organisées par le Consulat, dont on a parfois des comptes ou des relations, sont aussi l'occasion de réunir de grands ensembles et de composer des œuvres particulières (Jambe de fer, par exemple, a travaillé à de telles occasions).

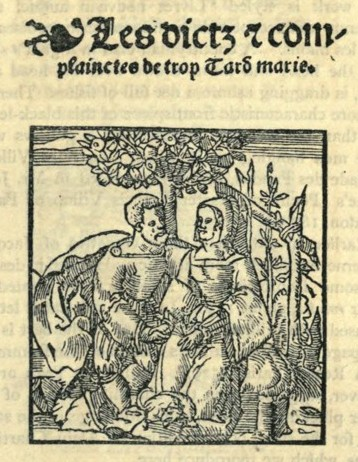
Page de titre des Dicts et complaintes du trop tard marié, édité par Jacques Moderne.

Nombre des musiciens qui ont exercé à Lyon n'y ont pas passé toute leur carrière, et parfois seule l'édition d'un ou plusieurs livres de musique témoigne de leur passage. C'est le cas par exemple de Dominique Phinot pour ses livres de motets et de chansons, de Jean de Castro ou encore de Didier Lupi Second.
Il ne semble pas y avoir eu d'importante activité musicale dans les églises de Lyon, et les archives sont quasi-muettes sur ce point. Les chanoines de la primatiale Saint-Jean refusent toute évolution de leur manière de conduire les offices, veillant à en rester au plain-chant. Il en est de même pour les chapelles soumises à leur autorité, dans lesquelles on n'identifie aucun maître de chapelle. Il n'y a presque que dans l'église Notre-Dame de Confort, paroisse de la communauté florentine lyonnaise, qu'on suppose une réelle activité musicale, due à l'organiste florentin Francesco Layolle, très impliqué dans l'édition musicale aux côtés de l'imprimeur Jacques Moderne, mais les archives de cette église sont perdues.
Lyon est également un centre important de facture instrumentale, avec notamment Claude Rafi (flutier) et Gaspard Duiffoproucard (Gaspard Tieffenbrücker, luthier dont la famille originaire du Tyrol a produit d'autres facteurs célèbres). Ce dernier établit un atelier qui lui a survécu et dans lequel travaillaient entre autres Pierre Lejeune, Philippe Flac, Pierre Le Camus ou Maître Simon.

### La peinture et la gravure

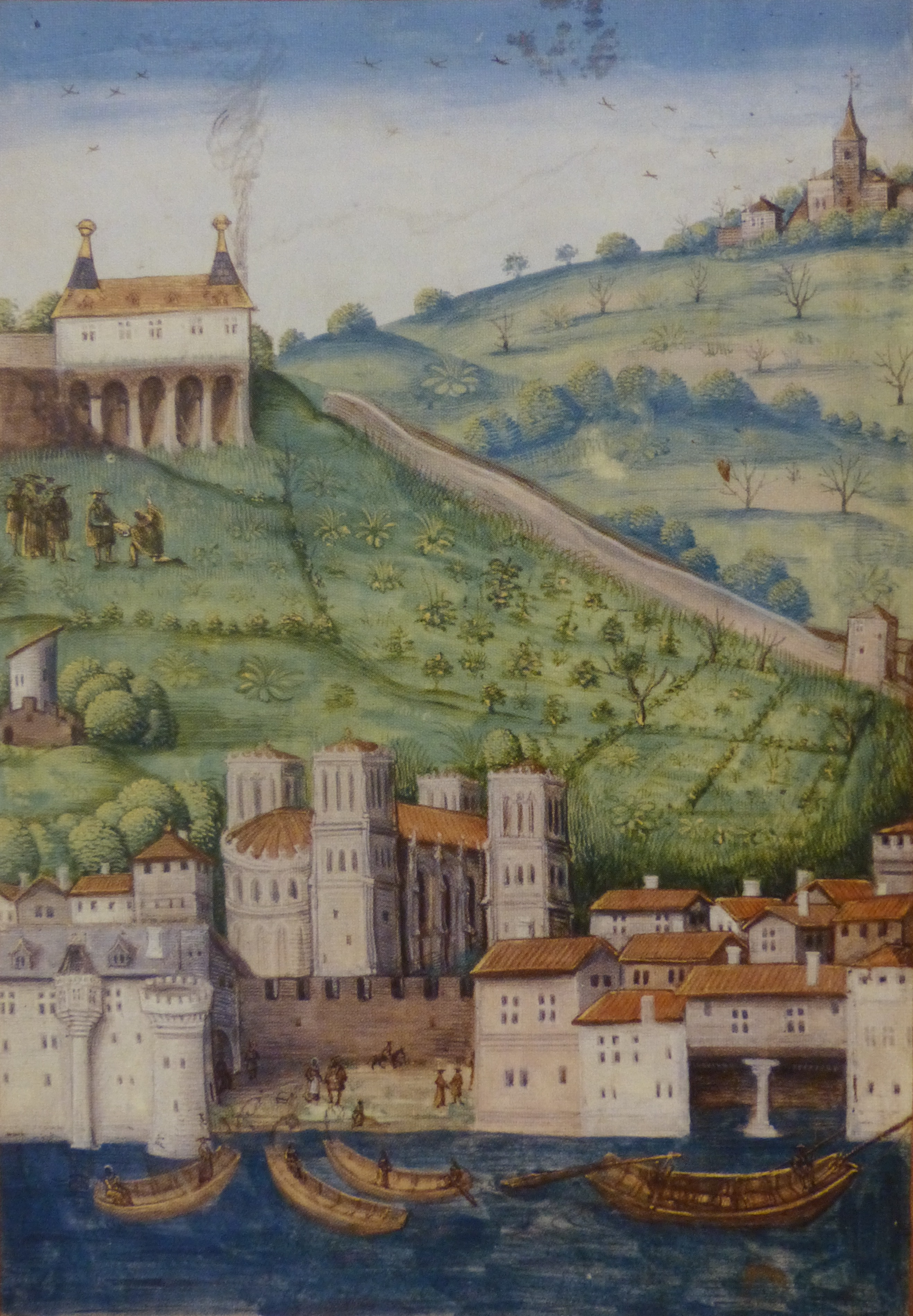
Paysage lyonnais avec la demeure de Pierre Sala. Enluminure frontispice des Prouesses de plusieurs Roys, vers 1523, Bibliothèque nationale de France, Ms. fr. 10420, fol. 1 v.

La production picturale lyonnaise de cette époque est encore très mal connue. Visiblement abondante, il n'en reste à l'heure actuelle plus grand-chose, entre les dommages causés par l'iconoclasme des Huguenots en 1562, les dispersions ultérieures à la suite des changements de goût des élites et les déprédations dues à la Révolution française. Centre commerçant, bancaire, intellectuel et politique important tout au long de la Renaissance, la ville est un axe de diffusion et de confrontation entre les artistes et les courants picturaux européens. Dès la seconde moitié du XVe siècle, la cité et les artistes qui y résident connaissent les influences flamandes et italiennes tout en conservant un lien avec la tradition française gothique développée par la cour de Charles VIII et Louis XII. Les deux genres les plus représentés au sein de la production picturale et gravée lyonnaise sont l'illustration d'ouvrages, avec par exemple Bernard Salomon et le portrait avec essentiellement Corneille de Lyon.

#### Les institutions officielles
Il n'existe que deux institution qui encadrent ces métiers, le poste de peintre officiel de la cathédrale et la guilde des peintres de Lyon ; mais ils ne regroupent pas tous les artistes présent en ville.

##### Le peintre officiel de la cathédrale
Il n'existe à la Renaissance qu'un seul poste officiel de peintre dans la cité rhodanienne, celui attaché à la cathédrale Saint-Jean. Le consulat ne nomme jamais personne à un poste équivalent. Le premier de ses titulaires pour la période de la Renaissance est connu notamment pour ses réalisations dans la cathédrale : Laurent Girardin (1441-1471). Il a réalisé les vitraux de la chapelle du Sacré-Cœur, aujourd'hui en partie manquant, où l'on voit l'archange Gabriel et la Vierge de l'annonciation, entourés de dix-huit figures d'anges. Ses figures énergiquement représentées sont quelquefois disproportionnées. On attribue également à Laurent Girardin une Trinité (1460?) conservée au musée d'Arts de Cleveland. Ces deux œuvres sont rapprochées d'autres commandées par Charles de Bourbon, dont une Annonciation actuellement dans la chapelle de L'Arbresle.
Laurent Girardin cède son office à son gendre Jean Prévost en septembre 1471. Celui-ci exécute de nombreux travaux, assez divers. En 1476, il réalise les décors pour l'entrée solennelle de Louis XI, en 1478, une Pietà sur le manteau des quêteurs pour les pauvres, en 1482, de la dorure sur une sculpture de Hugonin de Navarre, la peinture de l'horloge de la cathédrale en 1488. Il semble que Jean Prévost se soit perfectionné dans les Flandres, participant par exemple aux préparatifs du mariage de Charles le Téméraire en 1468, ce qui explique une influence flamande dans ses œuvres. Jean Prévost travaille également au chantier de l'église de la collégiale de Moulins au début des années 1470. Il y réalise plusieurs vitraux, dont un arbre de Jessé et une Nativité de la Vierge.

##### La corporation des peintres, sculpteurs, graveurs et verriers

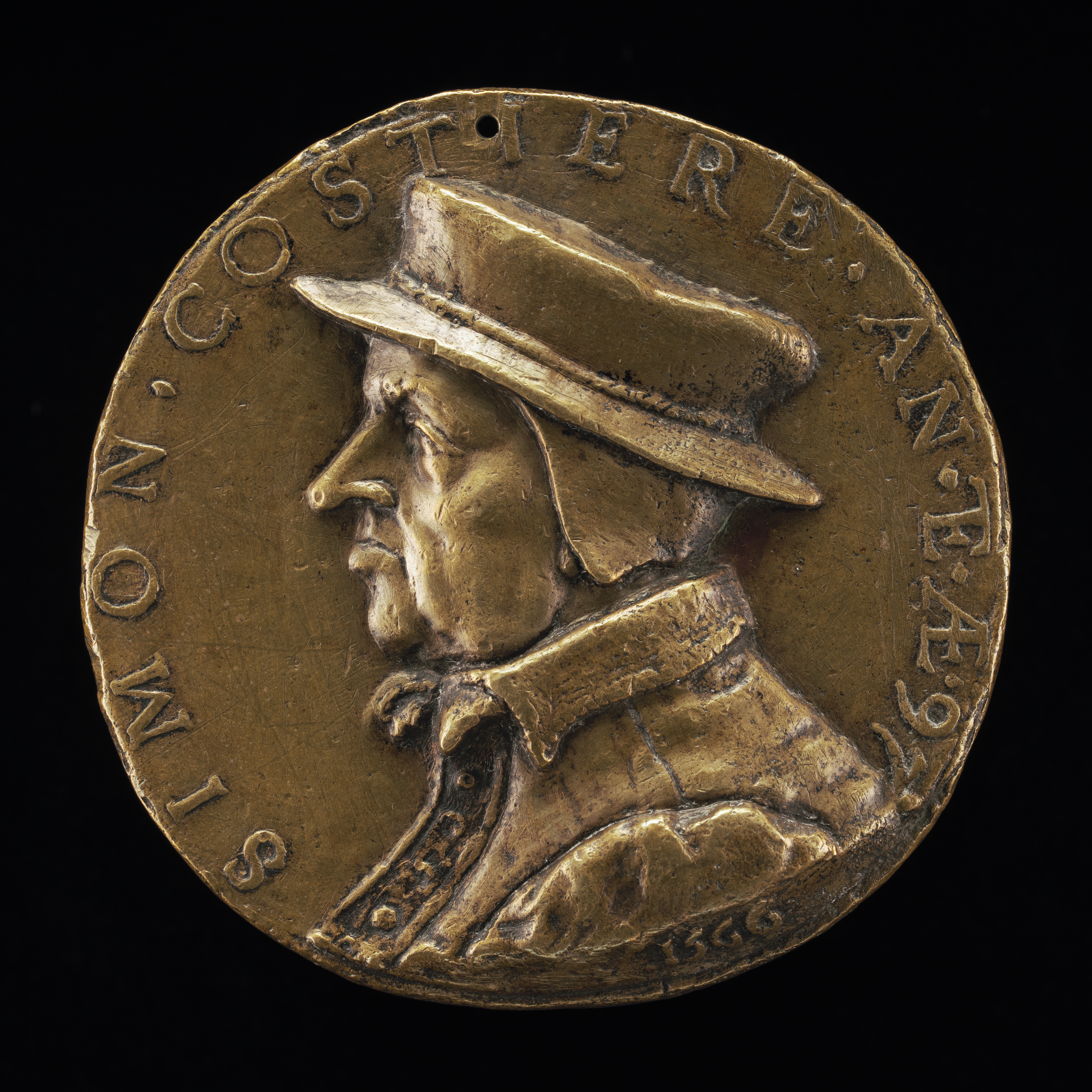
Simon Costière, graveur actif au milieu du XVIe siècle à Lyon, NGA.

En 1496, les statuts de la corporation des peintres, graveurs d'images (sculpteurs) et verriers de Lyon sont approuvés par le roi Charles VIII. Le texte cite quinze noms, le premier d'entre eux, qui est alors peintre à la cour de Charles VIII, est Jean Perréal. Les autres peintres n'ont laissé aucune trace ou presque, notamment en raison des destructions des iconoclastes protestants. La seule œuvre conservée est la Sainte Catherine d'Alexandrie, que Natalis Rondot a attribué à Claude Guinet.
Parmi eux, douze sont désignés comme capables de travailler aussi bien sur panneaux de bois que sur verre. La peinture sur verre est d'ailleurs une spécificité de la production lyonnaise. La création de peinture sur verre répond à la demande des couvents de la cité, mais également à un marché tourné vers l'extérieur. Ainsi, le peintre en titre de René d'Anjou Nicolas Froment vient à sa demande chercher des peintures sur verre à Lyon.
Leurs statuts indiquent qu'ils travaillent aussi bien à produire des tableaux, enluminer des manuscrits, décorer des statues, des écussons, des bannières, des façades. Ils sont également mandatés pour effectuer les préparatifs des entrées solennelles, ou même des relevés pour des travaux de voiries.

#### La fin duXVesiècle
Durant le XVe siècle, de nombreux couvents se développent, dont les Cordeliers en 1467, suivis des Franciscains. Ces établissements sont demandeurs d'œuvres religieuses vis-à-vis des artistes de la ville, qui trouvent ainsi une clientèle en plein essor. De nombreux grands personnages visitent également la ville ou y restent de longues périodes, et peuvent ainsi faire l'acquisition d'œuvres proposées ou commandées à des peintres. Parmi ceux-ci, il y a René d'Anjou qui, en 1476, acquiert plusieurs tableaux dont une Vierge, un Christ au jardin des oliviers, sans que l'on ai le nom des peintres.
Un artiste important de cette période est Jean Hey, identifié comme étant le Maître de Moulins, actif sous le règne de Louis XI. Protégé par Charles de Bourbon, de qui il obtient un office rémunérateur, il peint son portrait.

#### Le premierXVIesiècle

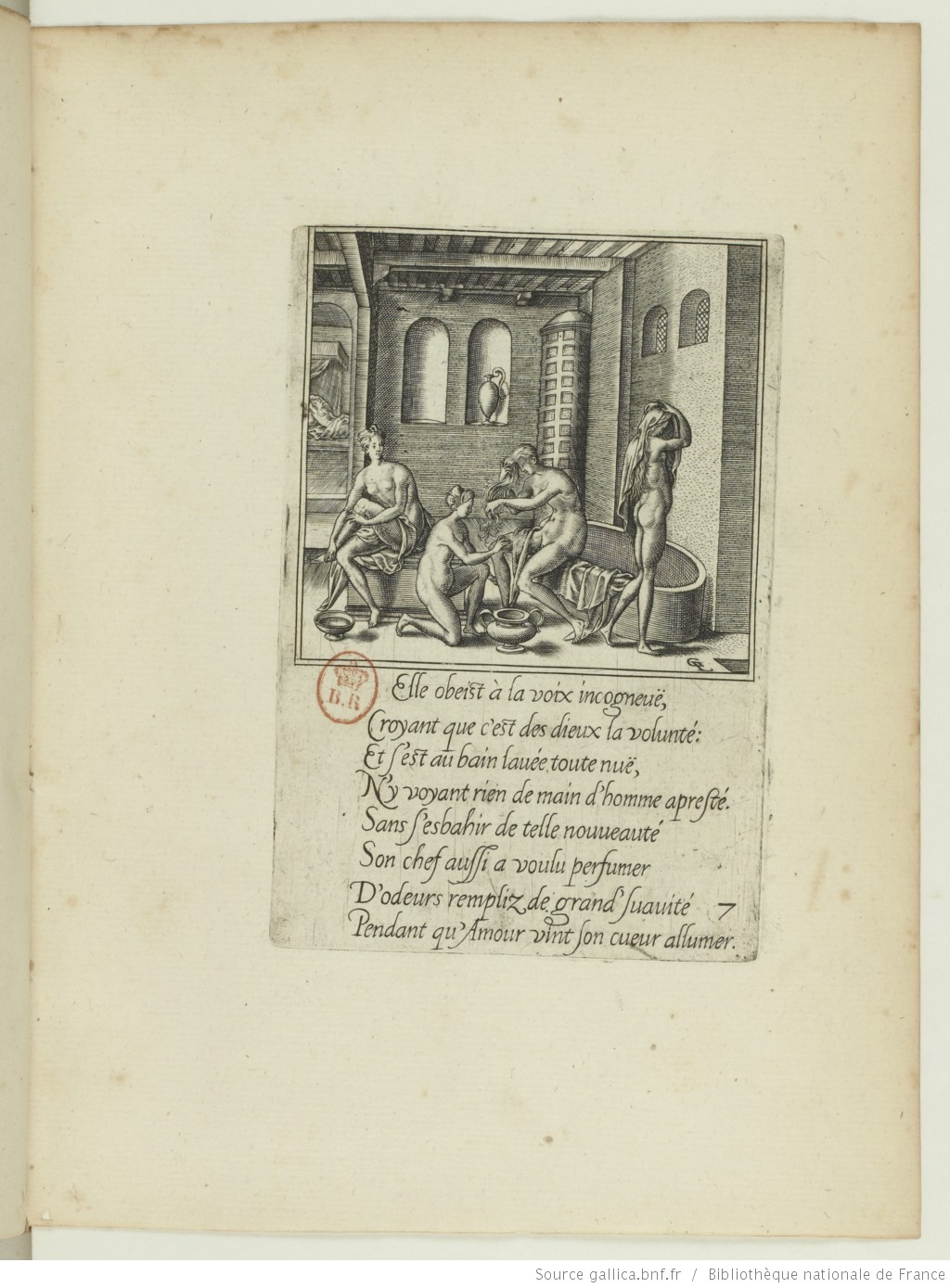
Page 6 de L'Amour de Cupido et de Psiché, mère de volupté, Lucius Apuleius, gravure de Bernard Salomon. 1re éd. 1546.

Les peintres les plus importants de cette époque sont le Maître JG, qui officie durant les années 1520, Corneille de Lyon, dont la carrière commence dans les années 1530, Bernard Salomon et Jean Perréal. Les peintres travaillant à Lyon durant les premières décennies semblent vivre surtout des commandes du consulat ou de confréries, même si l'activité commerciale et intellectuelle de la ville fournit un flot régulier de clients. On ignore presque tout de leurs travaux pour des particuliers, surtout liés aux foires. Parmi ces peintres on peut citer : Liévin Van der Meer, Daniel et Jean de Crane, Mathieu Chevrier.
Les graveurs et illustrateurs impriment une personnalité particulière à la production imprimée de la ville. « Bernard Salomon a donné une physionomie plus spécifique au livre illustré lyonnais en combinant la finesse et la texture serrée des bois de Holbein taillés par Hans Lützelburger et certains aspects parisiens, surtout le goût des petites figures élancées, comme celles des vignettes de l’Amour de Cupido et de Psiché mère de Volupté ». L'un des éditeurs les plus actifs est Jean de Tournes. Il fait travailler Bernard Salomon entre autres graveur et diffuse sa production dans toute l'Europe, répandant ainsi l'art des graveurs lyonnais.
Les verriers lyonnais semblent disposer à cette époque d'une renommée assez large, suffisante pour être mandatés par le duc Charles II de Savoie pour embellir plusieurs lieux symboliques de son pouvoir et en particulier la Sainte-Chapelle de Chambéry, où travaillent successivement Blaise de Lyon, Jean Baudichon et Jean de l'Arpe.

#### Le secondXVIesiècle
Les peintres les plus marquants de cette époque sont Maignan et Perrissin. Dans le domaine de l'estampe, l'œuvre de Pierre Eskrich est caractéristique de cette période et de l'impact des conflits religieux sur l'art.
Comme pour les entrées solennelles précédentes, celles de cette époque sont l'occasion pour les marchands italiens faire venir des artistes italiens. Pour celle d'Henri II sont actifs le peintre Nannoccio dela Costa da San Giorgio et le sculpteur Zanobi, qui œuvrent aux décors théâtraux du palais archiépiscopal.

### Les autres arts

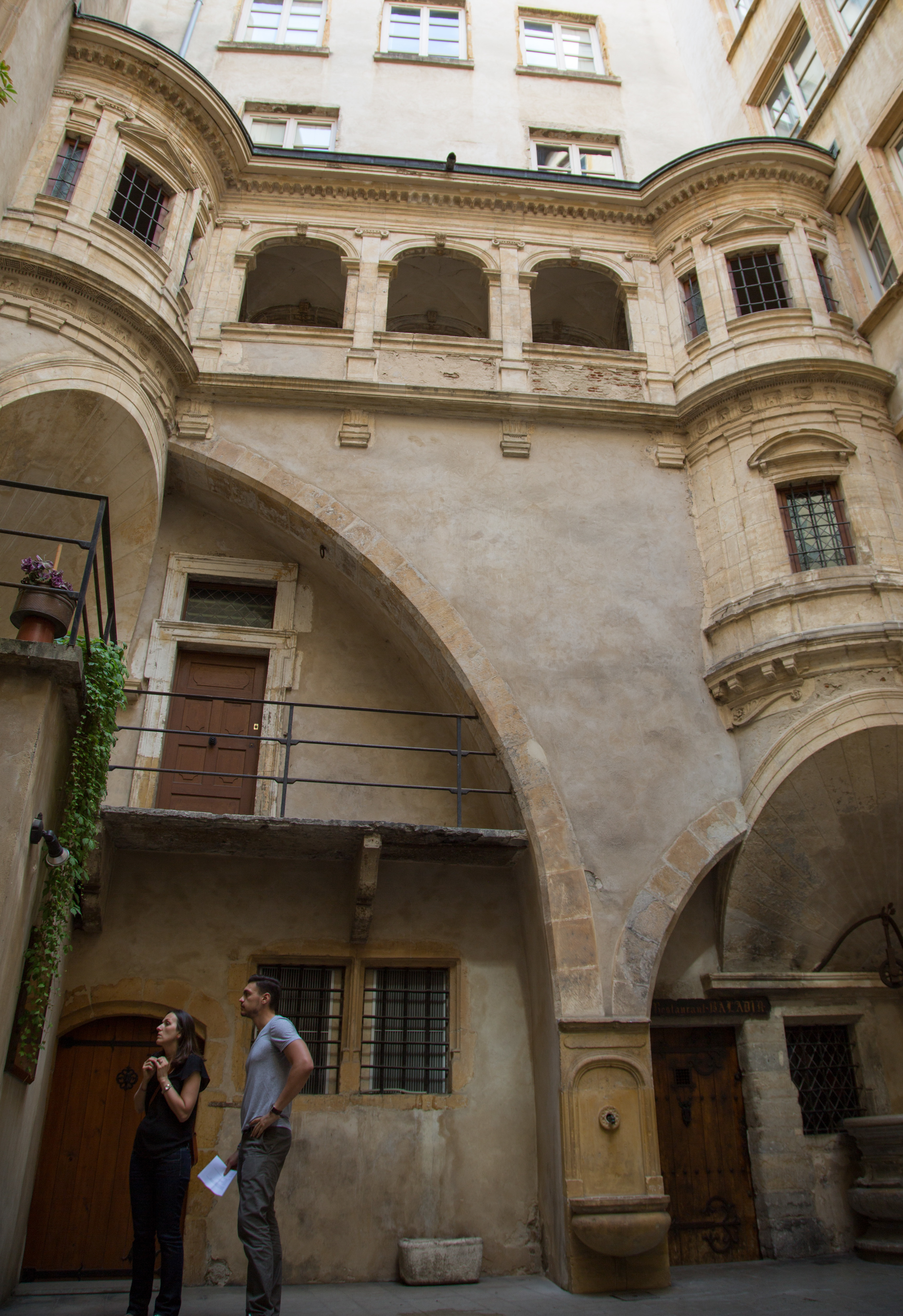
Cour intérieure de l'Hôtel de Bullioud construit par Philibert Delorme (1536)

Lyon à cette époque est un lieu de croisement et de rencontres entre de nombreux artistes dans tous les domaines. Les riches marchands et banquiers attirent de nombreux artistes par leur mécénat. Les rois et grands personnages qui passent par la ville ont dans leur suite des artistes qui peuvent rencontrer en ville de nombreux confrères. Par ailleurs, Lyon est à cette époque l'un des plus grands centres du commerce d'art, permettant aux artistes locaux de voir des œuvres variées.

#### Architecture
Dans le domaine de l'architecture, l'influence de la Renaissance est très peu perceptible dans les murs de la ville. En effet, les étrangers, italiens surtout, qui ont fait fortune à Lyon ont, pour la plupart, rapatrié l'essentiel dans leur patrie d'origine, et les grandes familles étrangères font bâtir des villas et palais chez eux, et non à Lyon qui n'est pour eux qu'un lieu de séjour temporaire. Les élites lyonnaises, elles, restent attachées à un décor gothique classique et souvent sobre.
Les seules réalisations architecturales liées à la Renaissance artistiques sont l'église Notre-Dame de Confort, les villas du Grand et Petit Perron des Gondi, la villa de Beauregard et l'hôpital de la quarantaine au sein de l'institution Saint-Laurent des Gadagne, et les réalisations de Delorme dans l'hôtel de Bullioud.
Philibert Delorme, revenant d'un voyage d'études en Italie, fait ses premières armes en travaillant sur l'hôtel de Bullioud. Mais bien plus tôt, des architectes venus d'Italie ont déjà fréquenté la ville. De retour de sa campagne militaire, Charles VIII ramène dans sa suite deux architectes florentins : Giuliano da Sangallo et son élève Domenico Bernabei da Cortona. Le premier reste un an à Lyon pour établir un plan de rénovation du château d'Amboise avant de retourner en Italie, tandis que le second termine sa carrière en France,. De même, sans avoir réalisé quoi que ce soit à Lyon, Sebastiano Serlio réside entre 1545 et 1550 dans la ville pour rédiger et publier plusieurs volumes de son traité d'architecture. S'il ne participe à aucun chantier lyonnais lors de son séjour sur les bords de Saône, son ouvrage l’Extraordinario Libro a une grande influence sur les choix des notables lyonnais durant les siècles suivants.

#### Sculpture

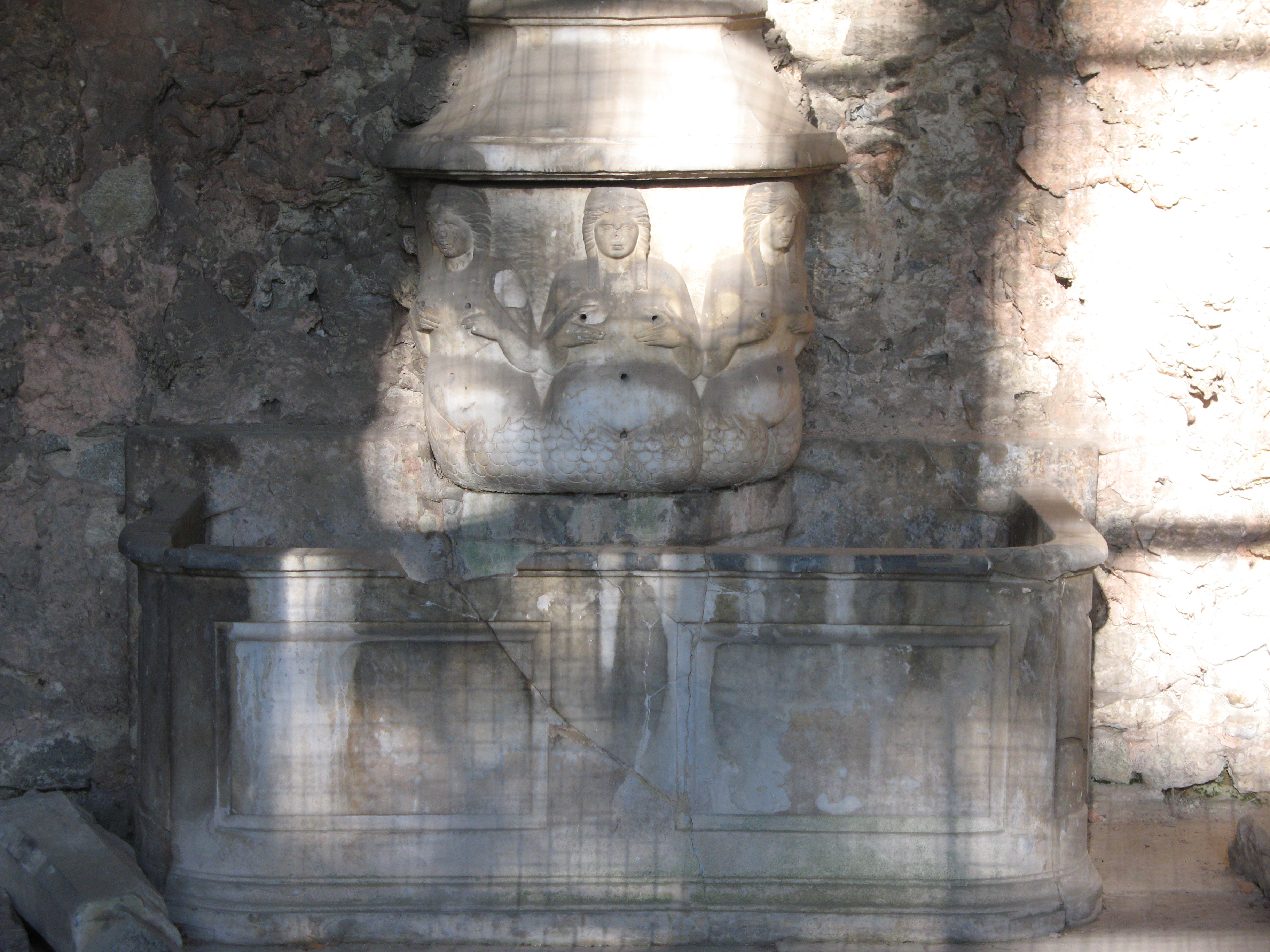
Nymphée de la villa de Beauregard.

Les nations étrangères et notamment italiennes sont friandes d'œuvres sculptées, que ce soit pour leur agrément ou pour orner les lieux de culte où ils se retrouvent. Ainsi, la nation florentine comprend plusieurs personnes qui font venir ou font sculpter à Lyon statues et monuments. Plusieurs mausolées sont ainsi présents à Notre-Dame de Confort, sculptés par des artistes italiens, notamment Antonio Rossellino. Thomas Ier de Gadagne, quant à lui, décore sa villa d'un nymphée rustique.

#### Faïence
Dès 1512, des faïenciers italiens sont à Lyon et produisent pour le commerce. À cette époque, ils conservent un style propre à leurs homologues restés dans la péninsule. Il est ainsi impossible de distinguer la production issues d'ateliers italiens de celui de français à cette époque. En effet, le style français dans la faïence ne se forme que lentement,.

### Les sciences
L'humanisme est, à Lyon comme partout où il se déploie, un mouvement intellectuel qui influence largement les sciences. Ainsi, Lyon voit circuler des hommes touchant à toutes les disciplines scientifiques.
Ainsi, le mathématicien et théologien Francesco Giuntini vient à Lyon pour se convertir à la religion réformée. Il y demeure un long moment et y publie notamment son Discours sur l'état de la magnifique ville de Lyon, et le Speculum astrologiae.

## La religion à la Renaissance, entre affaiblissement et renouveau
Lyon, à la Renaissance, est un carrefour européen où la plupart des influences spirituelles se croisent. De la reconstruction de la fin du XVe siècle à l'humanisme chrétien du début du XVIe siècle, de la montée des tendances réformées à l'explosion des guerres de religion pour finir par la ligue catholique et la réconciliation, la cité connait tous les bouleversements religieux majeurs de son temps.

### Le secondXVesiècle: Reconstruction et développement

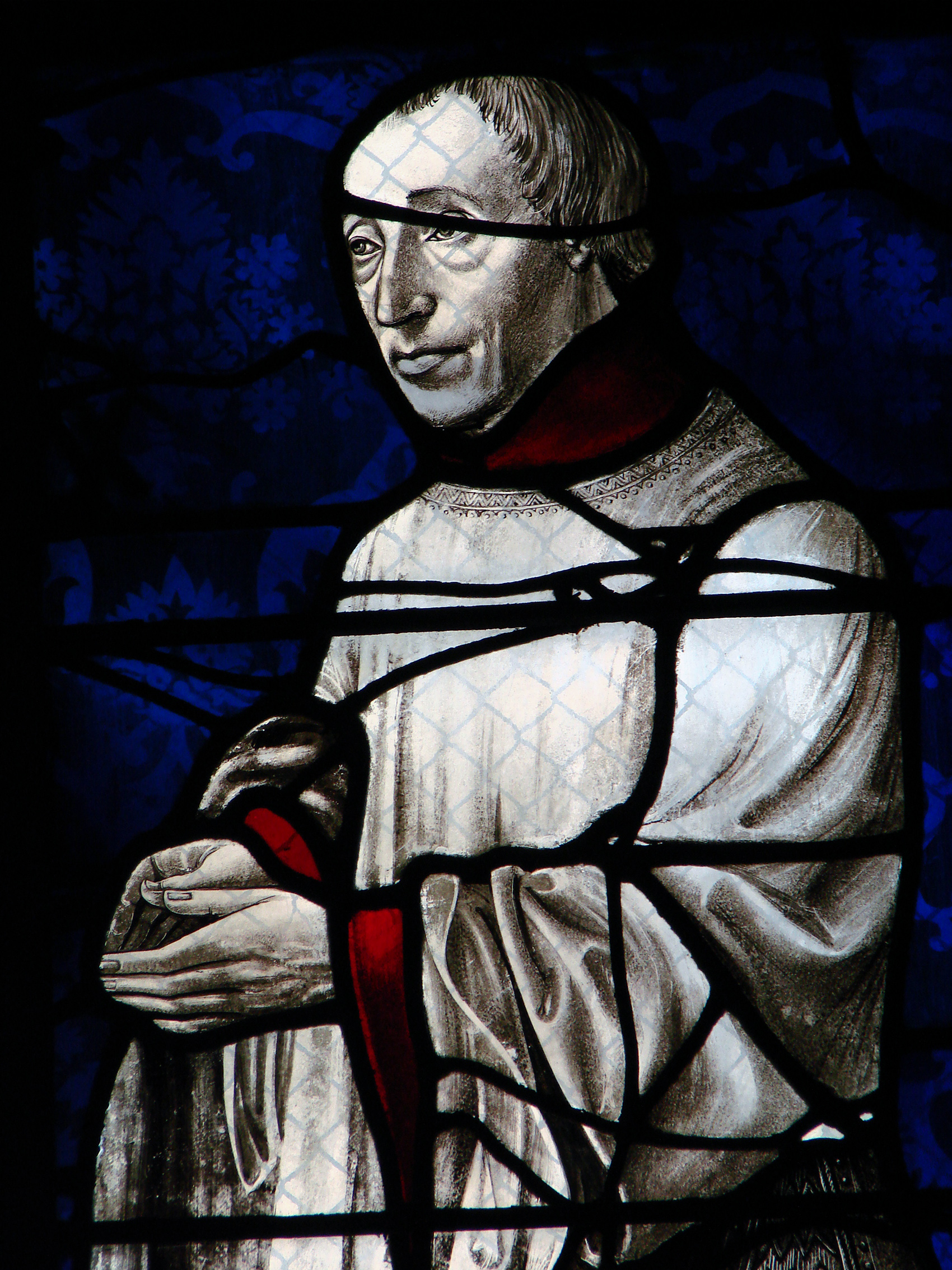
Charles II de Bourbon, vitrail de la cathédrale de Moulins.

À Lyon, la fin du XVe siècle, comme le début du XVIe siècle, est une période sans relief du point de vue religieux. Les hautes autorités s'occupent moins de pastorales que des choses de la cour, dont ils sont le plus souvent issus. En effet, même avant la confirmation par le concordat de Bologne (1516) passé avec François Ier du monopole de la nomination des évêques par le roi de France, ce dernier impose ses candidats depuis longtemps. Les archevêques sont donc avant tout des nobles, courtisans et diplomates, choisis pour être utiles au roi, et non pour leurs capacités à administrer un diocèse. De fait, les archevêques lyonnais résident peu dans leur diocèse, qui n'est, souvent, qu'un parmi plusieurs.
Cet éloignement impose un développement important de l'administration religieuse. L'archevêque s'appuie sur un homme de confiance, l'official, choisi le plus souvent dans le monde des juristes, préside en son absence le conseil archiépiscopal. Il dirige la justice de l'archevêque qui s'occupe de moins en moins des affaires temporelles, mais qui reste le maître pour tout ce qui concerne les testaments et successions. Parmi les officiaux les plus marquants, il faut citer Antoine Bertrand, en fonction plus de trente ans jusqu'en 1489.
Durant cette période, sous l'épiscopat de Charles II de Bourbon, une visite pastorale est organisée en 1469 et 1470. Dirigée par Étienne de la Chassagne, l'abbé de Belleville, qui est évêque in partibus et qui dirige le diocèse en l'absence de l'archevêque, elle parcourt l'ensemble du territoire archiépiscopal et permet d'avoir une vue générale de l'état des paroisses. Celui-ci est correct, à la fois du point de vue de l'état des bâtiments, de la tenue des objets religieux que du niveau moral et intellectuel des desservants. Par ailleurs, l'église Notre-dame de Confort du couvent des Jacobins est rénovée à grand frais de marchands florentins qui souhaitent en faire leur lieu de sépulture. De même, Simon de Pavie finance en 1471 la construction d'une chapelle de l'annonciation dans l'église Saint-Bonaventure des Cordeliers.
C'est également sous Charles de Bourbon qu'est achevé la cathédrale Saint-Jean, dans laquelle il s'est fait enterrer dans une chapelle gothique flamboyant dite : « Chapelle des Bourbons ». Il rebaptise en 1484 l'église des Cordeliers en Saint-Bonaventure, en l'honneur de celui qui y est enterré et que Sixte IV vient de canoniser.
Durant cette période plusieurs ordres religieux s'installent à Lyon : les Cordeliers, en 1467, et les Franciscains, quelque temps plus tard.
Par ailleurs, l'archevêque de Lyon et la primatiale Saint-Jean de Lyon conservent la tradition de son propre jubilé, à condition que le pape autorise chaque fois son droit d'indulgence à l'archevêque. Ce Grand Pardon de Lyon, lié à saint Jean Le Baptiste, patron de la ville de Lyon, remonte 1451, après que l'établissement de Rocamadour obtint cette indulgence en 1428, également en faveur de la fête de saint Jean Le Baptise.

### Le premierXVIesiècle: humanisme et réforme
La religion réformée prend appui à Lyon à cette époque, même si pour la plupart de ceux qui sont sensibles aux idées nouvelles, il n'y a pas de volonté de rupture avec l'église officielle. Pour la majorité d'entre eux, c'est un désir de réforme des mœurs du clergé et de retour à la pureté supposée de la foi qui les anime. Profondément baignée par l'humanisme, la population lyonnaise reste bien plus longtemps qu'ailleurs, dans un entre-deux confessionnel qui limite les crispations et évite les conflits majeurs. Jusqu'aux années 1560, la situation reste floue, et nombre de croyants sont dans l'indécision religieuse.

#### Les archevêques

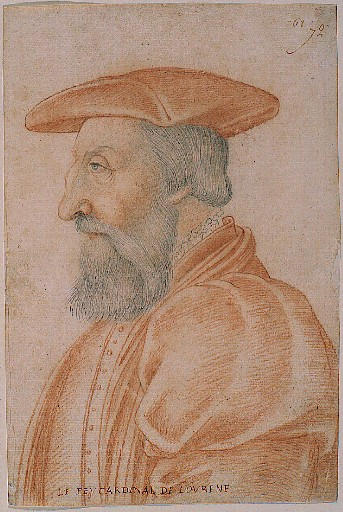
L'archevêque Jean de Lorraine (1537-1539)

À Lyon, la fin du XVe siècle, comme le début du XVIe siècle, sont des périodes sans relief du point de vue religieux. Une des raisons en est que les archevêques sont le plus souvent éloignés de leurs obligations spirituelles, comme de leurs paroissiens.
L'archevêque François de Rohan (1501-1536), « le meilleur de son époque » selon Henri Hours, marque le premier siècle de l'époque moderne de son empreinte. Il réside souvent dans son diocèse, en prend soin et ne manque pas, lors du concile provincial de 1528, de condamner les doctrines de Luther et tenter de réformer son clergé pour faire revenir les plus détachés d'entre eux de leur rôle à plus de sérieux.
Son zèle s'explique avant tout par la lutte contre les pratiques abusives des catholiques, avec une large pratique de la commende, notamment par les grandes familles lyonnaises Semur, Talaru ou Albon. Des prêcheurs sont invités à venir, souvent d'Italie, pour inciter les religieux de la ville à de meilleures pratiques ; parmi lesquels on peut citer l'inquisiteur Valentin Liévin, le florentin Sante Pagnini, disciple de Savonarole ou les dominicains Jean Maheu ou Ambroise Catharin. Ils sont soutenus à Lyon par plusieurs religieux dont l'écrivain et humaniste Jean de Vauzelles
Après 1537, avec les arrivées de Jean de Lorraine (1537-1539), puis d'Hippolyte d'Este (1539-1551), le diocèse est bien davantage délaissé. Les archevêques ne font plus venir de prédicateurs notables. Les commandes de livres pieux baissent, alors qu'au même moment monte la concurrence d'ouvrages profanes, d'esprit humaniste ou déjà réformateurs. Des groupes de lettrés osent rédiger des textes nettement éloignés de la morale purement chrétienne, tel François Rabelais, Louise Labé ou l'auteur anonyme des "Contes amoureux de Madame Jeanne Flore". C'est le moment où nait ce qui est appelé "l'École lyonnaise de poésie".

#### Les premiers signes des idées nouvelles

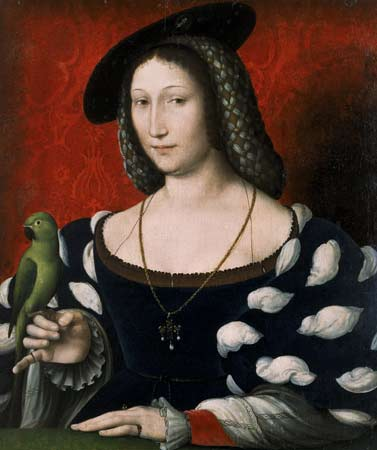
Portrait de Marguerite d’Angoulême, qui contribue à l'arrivée des idées nouvelles à Lyon en 1524 et 1525. Tableau de Jean Clouet conservé à la Walker Art Gallery à Liverpool.

Les premiers signes de la Réforme sont visibles dès les années 1520, mais ils restent longtemps isolés. La première trace est une lettre de 1520 d'un libraire sensible aux idées religieuses nouvelles : Jean Vaugris, dans laquelle il demande à un confrère bâlois de lui envoyer un texte de Luther. Sensible à l'humanisme, il vend des ouvrages d'Érasme ou de Lefèvre d'Étaples, étant un des premiers diffuseurs de ce mouvement d'idées à Lyon. Il est toutefois impossible de faire de lui et de ses amis des protestants.
Une première étape dans la sensibilisation de la population lyonnaise aux thèses réformatrices est visible avec la présence de Marguerite d’Angoulême à Lyon entre octobre 1524 et août 1525. Attiré par l'évangélisme, elle a autour d'elle une cour gagnée à ces idées d'un retour à l'Église primitive, de retrouver le Christ ou de ne prêcher que l'Évangile. Se trouvent parmi eux Antoine Papillon, correspondant de Zwingli, le bailli d'Orléans Jacques Groslot ou Michel d'Arande. Elle fait venir et tente de protéger des prédicateurs de sa sensibilité : Aimé Meigret et de Pierre de Sibiville. Le premier, dominicain connaissant et approuvant au moins en partie les idées luthériennes, et le second, franciscain lié à Zwingli et Œcolampade sont appelés par Marguerite d’Angoulême alors à Lyon, et prêchent le salut par la foi, s'élèvent contre les lois ecclésiastiques abusives et font scandale. Aimé Meigret est arrêté par l'inquisiteur Liévin, et transféré à Paris. Après le départ de Marguerite d'Angoulême, l'archevêque de Lyon François de Rohan juge les progrès des idées hétérodoxes suffisamment inquiétantes pour convoquer un concile provincial en 1528 afin de rappeler les principes de la doctrines officielles.
Des religieux humanistes s'installent et travaillent à Lyon, essentiellement à Notre-Dame de Confort, l'église dominicaine utilisée par les nations italiennes. Ainsi, Sancte Pagnini s'y installe en 1526 et y travaille durant quinze ans à la nouvelle traduction de la Bible en retournant aux sources grecques et hébraïques. Soutenu par François Ier qui le dote pour cette entreprise d'une rente de 1000 écus, Même si cette bible en latin à le patronage des papes Adrien VI et Clément VII, elle fait partie du mouvement philologique qui aboutit aux versions réformées de la bible. Non achevée par Sancte Pagnini, elle l'est par Ambrogio Catarini et Sisto da Siena, toujours à Notre-Dame de Confort, pour être publiée par Giacomo Giunti,.
Les premières condamnations pour déviances doctrinales ont lieu en 1534 avec l'exécution, place Maubert à Paris, du moine Jacobin Alexandre Canu, dit Laurent de la Croix, et la tentative contre le marchand Baudichon de la Maisonneuve. Ce dernier en réchappe grâce à son statut de bourgeois de la ville de Berne et l'intervention du consulat, qui souhaite avant tout éviter tout ce qui pourrait gêner le commerce. Le retour de Marguerite d'Angoulême en 1536 permet le regroupement des porteurs des idées humanistes et religieuses nouvelles sous sa protection, dont Clément Marot, mais temporairement. Cette répression, bien que plus légère que ce que connaissent les autres villes françaises, se poursuit durant les années 1540. Imposant la discrétion aux réformés, elle n'empêche pas la formation d'une première église regroupant une cinquantaine de personnes en 1546 sous un premier ministre, Pierre Fournelet.
Toutefois, jusqu'aux années 1560, il n'y a pas de ruptures entre la majorité des catholiques fidèles au pape et les « erasmiens », « luthériens » et autres « libertins spirituels ».

#### Conversion d'une partie de la population lyonnaise

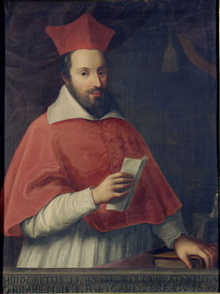
Hippolyte d'Este, archevêque de Lyon souvent absent de son diocèse. Biblioteca Comunale Ariostea.

La première église est dressée en 1546, mais le développement du mouvement dans l'ensemble de la société lyonnaise est antérieur. Toutes les couches de la société sont touchées par les conversions, dans des proportions impossibles à évaluer. Seules les populations d'origine italienne restent à l'écart de ce mouvement. Cette expansion, importante, peut s'expliquer de plusieurs manières.
Les foires créent à intervalle régulier un très grand brassage de population et d'idées. Le consulat, soucieux de ne pas gêner la bonne marche des affaires, fait tout pour éviter tout problème aux marchands étrangers, même soupçonnés d'hérésies. Par ailleurs, leurs membres sont traditionnellement opposés au clergé pour des raisons politiques, juridiques et financières. L'éloignement de la Sorbonne, et l'absence de faculté de théologie empêche l'existence d'un noyau de théologiens capable de répondre aux arguments adverses, et de mener des actions contre les réformés. Les archevêques après François de Rohan sont souvent absents et ne sont pas des relais efficaces pour les catholiques lyonnais. Le soutien de quelques imprimeurs est enfin un élément important. Les premiers sont Pierre de Vingle et Claude Nourry, dès 1525, lors de la présence de Marguerite d'Angoulême. Cette production est stoppée par la faculté de théologie de Paris, puis reprend à partir de 1529 avec des imprimeurs à la limite de l'orthodoxie tels les frères Frellon, Jean de Tournes, Guillaume Rouillé et Antoine Vincent. Cette production, qui comprend tous les courants hétérodoxes naissants reste mineure par rapport à la production globale de livres religieux.

### Le secondXVIesiècle: conflits religieux

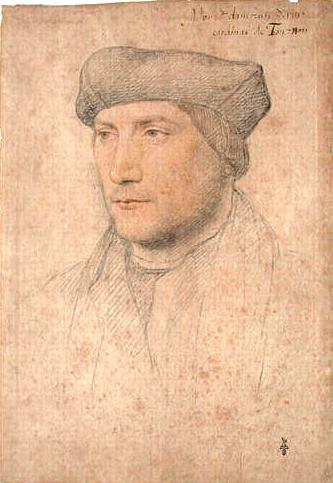
Portrait de François de Tournon, archevêque de Lyon, d'après Jean Clouet, musée Condé.

Après une montée des hostilités dans les années 1550, la décennie 1560 sonne le temps du déchirement religieux de la capitale rhodanienne, s’achevant dans le sang des "vêpres lyonnaises" (septembre 1572).

#### Montée en puissance du parti réformé 1550 - 1561
La croissance des effectifs des réformés a lieu dans les années 1550 ; malgré la persécution, l'exil vers Genève ou ailleurs de nombreux tenants de la nouvelle religion. En 1551, un pasteur originaire d'Auvergne, Claude Monier, est conduit sur le bucher. Durant toute la décennie, des exécutions ont lieu, souvent appliquées sur des étrangers.
À cette époque, le mouvement réformé devient à Lyon un parti politique, qui gagne en hardiesse devant les tergiversations du pouvoir royal de la régente Catherine de Médicis, puis de Charles IX. En 1560, ils tentent de prendre la ville mais échouent à cause de l'action du lieutenant général Antoine d'Albon, qui conduit une sévère répression. Malgré cela, Catherine de Médicis jugeant d'Albon trop dur, elle l'écarte en le faisant nommer archevêque d'Arles l'année suivante.
L'année suivante, l'édit de juillet 1561 leur octroie la liberté de conscience. Des travaux s'engagent pour établir un lieu de culte en ville, mais le consulat renvoie les réformés en dehors, à la Guillotière. L'édit du 17 janvier 1562 qui garantit la liberté de culte ouvre de nouvelles perspectives au mouvement. Ceci d'autant plus que deux de leurs membres entrent au consulat, signe de leur force politique nouvelle : Henri de Gabiano, libraire, et Guillaume Henri, marchand de soie. À cette époque, plus de 4 000 personnes participent au prêche. À la veille des guerres de religion, Lyon, est une des villes du royaume où la présence protestante est importante avec Paris, Orléans ou Rouen.

#### Lyon, capitale protestante 1562 - 1563
L'action religieuse contre la religion catholique la plus forte des protestants au moment de leur prise du pouvoir est la vague iconoclaste. Toutes les églises sont pillées puis fermées au culte catholique. Les statues de la cathédrale Saint-Jean sont systématiquement détruites ou décapitées et l'église comme le cloître Saint-Just entièrement rasés dès le 23 mai. Cette action s'inscrit dans une vague touchant plusieurs endroits du royaume. Au même moment, des destructions similaires se produisent dans les villes du Val de Loire, de Normandie, de la vallée du Rhône telles Le Mans, Poitiers ou Angoulême.

#### La guerre religieuse 1563 - 1572
La restauration catholique se fait à Lyon moins par l'action des archevêques que celui de prêtres résolus, au premier rang desquels il faut citer le père Edmond Auger, arrivé en ville en 1563. Il déploie une énergie considérable durant quinze ans, faisant un grand nombre de prédications, montrant un grand dévouement lors de l'épisode de peste de 1564, soutenant des controverses avec les pasteurs et faisant publier un catéchisme largement diffusé. Il est aidé par ce qui est le pilier catholique de la ville à cette époque : le collège de la Trinité, confiés aux jésuites en 1567.

#### La ligue et la restauration catholique 1572 - 1595
La restauration catholique est, enfin, parachevée par l'archevêque Pierre d'Épinac. Rigoureux et sérieux, il réforme l'administration du diocèse avec énergie, mais surtout montre l'exemple auprès de la population.

## Historiographie
L'histoire de Lyon à la Renaissance commence à être bien connue, et ses multiples aspects, politiques, économiques, sociaux, religieux ou culturels ont chacun été étudiés. Il reste encore toutefois de nombreux chantiers en suspens, qui attendent des historiens.

### Champs de recherches potentiels
Des études sur le consulat pourraient être menées à partir notamment des séries des délibérations consulaires. Une étude de la communication dans la ville pourrait ainsi être menée à l'égal de ce qui a été fait pour le XVIIe siècle. Les sources fiscales n'ont également jamais encore été exploitées dans leur ensemble, mais seulement lors d'articles sur des points ponctuels. De même, les testaments des Lyonnais n'ont été exploités que pour l'époque antérieure par Marie-Thérèse Lorcin, dont les travaux pourraient être poursuivis, « mais sur un plan plus structurel, c'est toute la question de l'espace sacré qui serait à reprendre ».
Sur les aspects économiques et sociaux, beaucoup a été fait, sauf en ce qui concerne les grands marchands eux-mêmes et leurs familles. Si la disparition d'une large part des archives notariées pose de lourds problèmes, d'autres traces subsistent. Le manque de monographies se ressent également dans les domaines des imprimeurs ou des artistes.
Enfin, la position frontalière de la ville n'a que peu été étudiée dans ce qu'elle implique. « La nouvelle histoire diplomatique, attentive aux mots de la négociation comme aux choses de l'intendance, apportera sans doute du nouveau sur le rôle d'une ville dont les Entrées royales ou princières ne forment que la partie la plus visible de ce dossier en jachère ».

### Historiographie de l'urbanisme lyonnais à la Renaissance
Le patrimoine monumental lyonnais n'a fait l'objet d'études de la part d'érudits qu'à partir du XIXe siècle. La figure importante de ce premier mouvement est Pierre Martin, avec son ouvrage de 1855 : Recherches sur l'architecture : la sculpture, la peinture, la menuiserie, la ferronnerie, etc : dans les maisons du Moyen Âge et de la Renaissance à Lyon. Une importante base documentaire a été constituée à cette époque et se retrouve dans le fond Pointet des archives municipales,.
Depuis les années 1970, les travaux universitaires sur le sujet se multiplient, ainsi que les publications. Les premières d'entre elles sont publiées au sein des Documents d'archéologie en Rhône-Alpes et Auvergne, consacrés à des zones ou des thèmes. Ces recherches s'inscrivent dans un contexte général de développement d'études archéologiques du bâti d'habitation. Un premier bilan est établi en 1998 par Pesez et Esquina. Pour Lyon, un premier bilan est fait lors de l'exposition « Au fil du chantier » de 1997.

### Historiographie de la peinture à la Renaissance

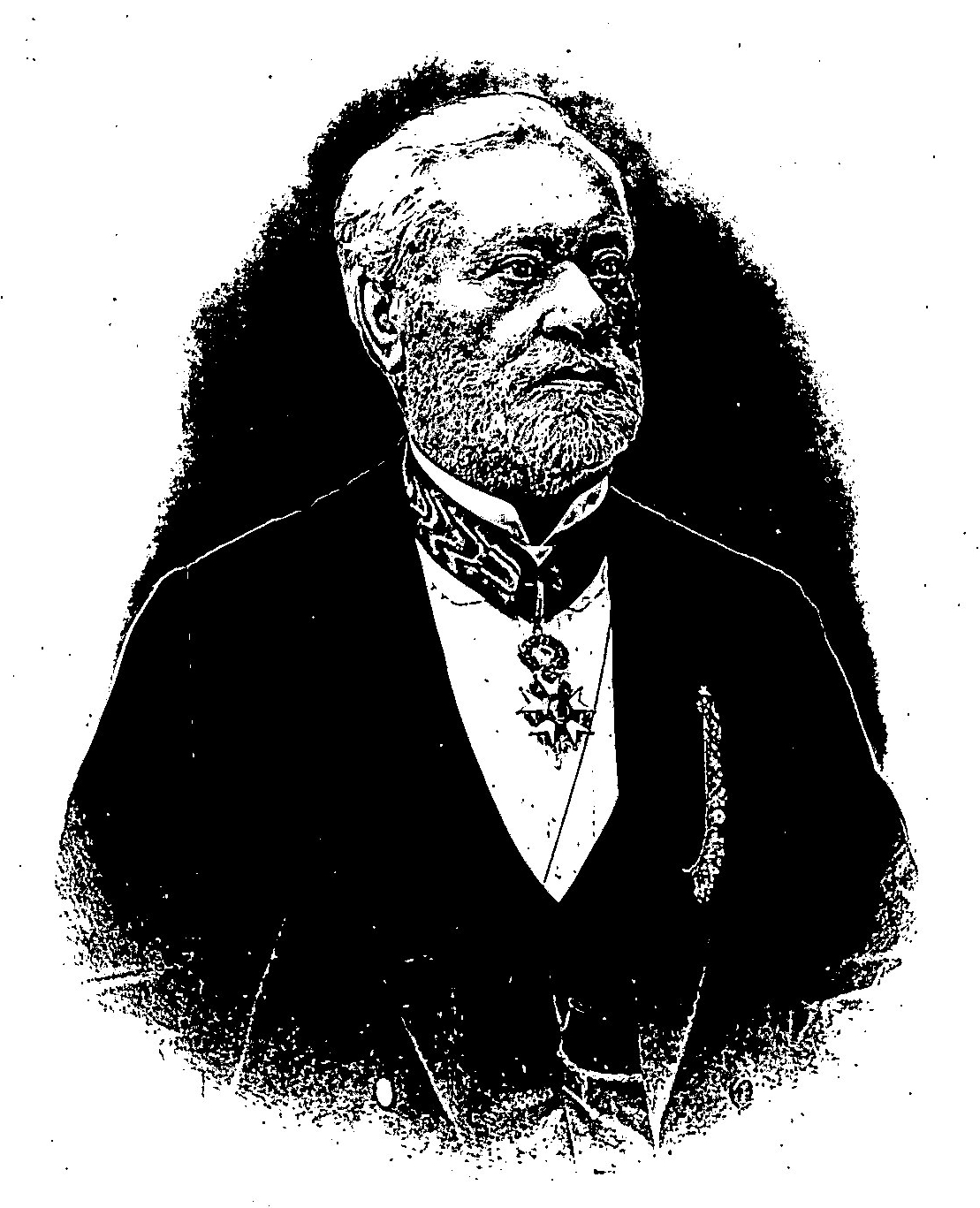
Natalis Rondot, érudit spécialiste de l'art lyonnais à la Renaissance.

L'étude de la peinture lyonnaise de la Renaissance a connu plusieurs périodes nettement individualisées.
La première d'entre elles concerne les textes écrits durant la Renaissance elle-même, les auteurs étant donc plus ou moins contemporains des peintres. Cette période est surtout caractérisée par le genre de l'éloge. Ce sont souvent des hommes de lettres qui rendent hommage aux peintres de leur temps. Un exemple peut être pris dans la Plainte du désiré de Jean Lemaire de Belges de 1504 qui y célèbre Jean Hey et Jean Perréal. Au début du XVIe siècle, ce sont essentiellement des portraitistes qui sont célébrés ; puis la tendance évolue et lors de la seconde moitié du siècle, des peintres d'histoire reçoivent à leur tour l'honneur de textes littéraires à leur gloire. Ainsi, Bernard Salomon est célébré autant par Jean de Tournes que par Antoine du Verdier,.
La deuxième période, qui comprend les XVIIe et XVIIIe siècles, voit une large chape d'indifférence s'étendre sur les ouvrages concernant l'art vis-à-vis de la production lyonnaise. Les seuls noms qui retiennent alors une certaine attention sont ceux de Bernard Salomon et Corneille de Lyon.
La troisième phase historiographique, située entre le milieu du XIXe et le milieu du XXe siècle, connaît un foisonnement de recherches portées surtout par des historiens locaux. Cet intérêt a été réveillé par des artistes et des collectionneurs tels Pierre Révoil, Jean-Baptiste Carrand ou Édouard Aynard. Les premiers grands défricheurs d'archives lyonnaises consacrées aux artistes sont Natalis Rondot, Henri Baudrier, André Steyert, Louis Charvet, Alfred Cartier ou Lucien Bégule. Toutefois, ces érudits s'intéressent surtout à d'autres arts que la peinture ; les deux figures qui suscitent le plus d'intérêt dans ce domaine sont Jean Perréal et Corneille de Lyon, considéré alors comme l'artiste emblématique de la Renaissance lyonnaise. Cette troisième phase produit les premiers répertoires, dictionnaires et synthèses,.
« La dernière phase historiographique s'est ouverte à partir des années 1960 et se caractérise par un changement de point de vue. L'idée n'est plus de définir l'identité d'une « école lyonnaise » mais de replacer le foyer dans la dynamique des échanges artistiques ». L'exposition au Petit Palais de 1965 Le Seizième siècle européen jour un grand rôle dans cette évolution. Les chercheurs, tout en replaçant les auteurs les plus étudiés dans un contexte plus large d'influences croisées se penchent davantage sur des auteurs auparavant délaissés : Giovanni Capassini, Frans Stellaert ou Noël de Lyon. L'enluminure a été particulièrement étudiée avec les travaux de François Avril, Lynn F. Jacobs et la synthèse d'Elizabeth Burin ; de même que les arts graphiques avec Peter Sharratt ou Vanessa Selbach, et notamment les graveurs sur cuivre, avec les recherches de Henri Zerner et la synthèse d'Estelle Leutrat,.

## Postérité

### Vestiges architecturaux
Il subsiste un grand nombre de bâtiments civils ou religieux de cette époque dans différents quartiers de Lyon. Le plus illustre est celui du Vieux Lyon, où de nombreuses rues sont conservées. Il est également possible de citer l'église Saint-Nizier sur la presqu'île.

### Œuvres d'art
Malgré les destructions dues aux guerres de religion et les dispersions ultérieures, le musée des Beaux-arts de Lyon a réussi à réunir un panorama très complet de l'ensemble des œuvres d'art produites à Lyon à la Renaissance lors d'une exposition.